# Ташкент
Ташке́нт (узб. Toshkent / Тошкент [tɒʃˈkent]) — столица и крупнейший город Узбекистана, город республиканского подчинения. Крупнейший по численности населения город Центральной Азии (более 3 млн человек), центр Ташкентской городской агломерации, важный политический, экономический, культурный и научный центр страны, а также авиационный, железнодорожный и автомобильный узел. Расположен на северо-востоке страны, недалеко от границы с Казахстаном.
Ташкент — третий город в СНГ по численности населения. Является одним из древнейших городов Средней Азии — в 2009 году было проведено официальное празднование 2200-летия города.
В Ташкенте находятся государственные органы власти, посольства иностранных государств, штаб-квартиры большинства крупнейших узбекистанских коммерческих организаций и общественных объединений.

## Этимология
В письменных источниках упоминается с IV—V веков нашей эры под названиями Джадж, Чачкент, Шашкент, Бинкент. Только в XI веке в трудах среднеазиатских учёных Аль-Бируни и Махмуда аль-Кашгари впервые встречается форма Ташкент. Аль-Кашгари первым объяснил Ташкент как «каменный город» (тюркское таш — «камень», кент — «город»), а Аль-Бируни, поддерживая это толкование, отмечал, что Шашкент — это искажённая форма тюркского Ташкент; очевидно, что и Чачкент является другой формой искажения того же названия. Вариант Бинкент встречается в трудах арабских географов. Бируни подчёркивает: «Разве ты не видишь, что „Шаш“ взято из названия этого города на тюркском языке, а именно Таш-канд, то есть „Каменное селение“». Греки называли местность, где теперь стоит Ташкент, Цацена (греч. Τσατσηνή).

## География
Ташкент расположен в северо-восточной части республики, на равнине в долине реки Чирчик, на высоте 440—480 метров над уровнем моря и занимает территорию в 43 500 гектаров. К востоку и северо-востоку от Ташкента расположены отроги западного Тянь-Шаня.
| С-З | Оренбург ~ 1830 км Самара ~ 2255 км Саратов ~ 2465 км Казань ~ 2565 км Волгоград ~ 2835 км Нижний Новгород ~ 2950 км Москва ~ 3300 км Киев ~ 3800 км Минск ~ 3965 км Санкт-Петербург ~ 4100 км Рига ~ 4265 км | Шымкент ~ 130 км Туркестан ~ 290 км Караганда ~ 1435 км Астана ~ 1700 км Челябинск ~ 2220 км Омск ~ 2285 км Уфа ~ 2370 км Тюмень ~ 2395 км Екатеринбург ~ 2450 км Пермь ~ 2700 км Сургут ~ 3185 км | Бишкек ~ 550 км Алма-Ата ~ 845 км Барнаул ~ 2250 км Новосибирск ~ 2465 км Томск ~ 2710 км Кемерово ~ 2800 км Красноярск ~ 3195 км Иркутск ~ 4200 км Улан-Батор ~ 4400 км Хабаровск ~ 7975 км Владивосток ~ 8100 км | С-В |
| З   | Навои ~ 510 км Бухара ~ 620 км Ургенч ~ 1115 км Нукус ~ 1145 км Туркменбашы ~ 1960 км Краснодар ~ 3275 км Тбилиси ~ 3285 км Баку ~ 3360 км Стамбул ~ 5270 км                                                  | Роза ветров | Фергана ~ 300 км Андижан ~ 370 км Ош ~ 420 км Джалалабад ~ 475 км Урумчи ~ 1765 км Кашгар ~ 2950 км Яркенд ~ 3180 км Пекин ~ 5200 км Шанхай ~ 5800 км                                                              | В   |
| Ю-З | Гулистан ~ 130 км Джизак ~ 233 км Самарканд ~ 310 км Карши ~ 480 км Туркменабад ~ 765 км Мары ~ 1010 км Мешхед ~ 1280 км Тегеран ~ 1960 км                                                                    | Алмалык ~ 70 км Худжанд ~ 185 км Шахрисабз ~ 410 км Душанбе ~ 420 км Термез ~ 730 км Мазари-Шариф ~ 820 км Кабул ~ 1195 км Карачи ~ 2850 км                                                        | Ангрен ~ 105 км Коканд ~ 210 км Риштан ~ 240 км Баткен ~ 310 км Мургаб ~ 720 км Исламабад ~ 1440 км Лахор ~ 1735 км Дели ~ 2280 км                                                                                 | Ю-В |

### Территория
Площадь города, до расширения в 2021 году, составляла 35 784,47 га (357,84 км²), в том числе 22 186,58 га (62,00 %) земли промышленности, транспорта, связи, обороны и другие земли; 9248,36 га (25,84 %) земли населённых пунктов; 2299,71 га (6,43 %) земли сельскохозяйственного назначения (практически все они сконцентрированы в Янгихаётском районе, в котором составляют половину его территории); 1125,95 га (3,15 %) земли водного фонда; 485,05 га (1,36 %) земли историко-культурного значения; 315,50 (0,88 %) земли для охраны природы; 121,82 (0,34 %) земли заповедников; 1,50 га (0,00 %) земли лесного фонда (все в Чиланзарском районе).

### Климат
Климат Ташкента субтропический внутриконтинентальный. В год выпадает 457 мм осадков, что, в сравнении с низменными полупустынными и пустынными областями, вследствие близости гор, здесь довольно значительно. Морозы обычно весьма непродолжительны, но при прояснениях температура иногда снижается до минус 20 °C и ниже, летом температура нередко достигает +35-40 °C в тени. Наименьшая температура — −29,5 °C (20 декабря 1930 года), наибольшая — +44,6 °C (18 июля 1997 года). 40-дневный период безветренного летнего зноя, известный как чилля, является неотъемлемой частью городской культуры Ташкента. Весна и осень наступают рано. Это связано, главным образом, с тем, что прогрев и остывание воздуха происходит быстро вследствие отсутствия водоёмов.
- Среднегодовая температура — +15,2° C.
- Среднегодовая скорость ветра — 1,4 м/с.
- Среднегодовая влажность воздуха — 56 %.

| Показатель                    | Янв. | Фев.  | Март  | Апр. | Май  | Июнь | Июль | Авг. | Сен. | Окт.  | Нояб. | Дек.  | Год   |
| ----------------------------- | ---- | ----- | ----- | ---- | ---- | ---- | ---- | ---- | ---- | ----- | ----- | ----- | ----- |
| Абсолютный максимум, °C       | 22,6 | 27,0  | 32,5  | 36,6 | 39,9 | 43,0 | 44,6 | 43,1 | 40,0 | 37,5  | 31,6  | 27,3  | 44,6  |
| Средний суточный максимум, °C | 7,2  | 9,5   | 16,0  | 22,3 | 28,0 | 33,6 | 35,9 | 34,9 | 29,5 | 22,2  | 14,1  | 8,6   | 21,8  |
| Средняя температура, °C       | 2,3  | 4,2   | 10,2  | 15,9 | 21,1 | 26,2 | 28,3 | 26,6 | 21,0 | 14,4  | 8,1   | 3,5   | 15,2  |
| Средний суточный минимум, °C  | −1,3 | 0,1   | 5,3   | 10,1 | 14,3 | 18,4 | 20,1 | 18,4 | 13,4 | 8,3   | 3,6   | −0,1  | 9,2   |
| Абсолютный минимум, °C        | −28  | −25,6 | −16,9 | −6,3 | −1,7 | 3,8  | 8,2  | 5,7  | 0,1  | −11,2 | −22,1 | −29,5 | −29,5 |
| Норма осадков, мм             | 55   | 72    | 66    | 63   | 41   | 17   | 3    | 2    | 5    | 24    | 51    | 58    | 457   |
| Источник:                     |      |       |       |      |      |      |      |      |      |       |       |       |       |

### Животный мир
Ещё в конце XIX века в окрестностях Ташкента в многочисленных зарослях камыша (тугаях) вдоль рек и протоков Чирчика водились тигры. В январе 1879 года тигр, бродивший у Бешагачских ворот, доставлял сильное беспокойство жителям Ташкента и окрестных кишлаков, боявшимся выходить за городские стены на заготовку хвороста. Местные жители во главе со старостой посёлка Зангиота выследили зверя, однако зверь, прыгнувший на них из засады, убил сельского старосту и тяжело ранил ещё двух охотников.
В ботаническом саду Ташкента встречается более 30 гнездящихся, пролётных и зимующих видов птиц, ряд которых нетипичен для остальной территории Ташкента: малая поганка, малый баклан, ястреб-перепелятник, канюк (восточный), фазан, камышница, вяхирь, сплюшка, зимородок, белокрылый дятел, большая (бухарская) синица, лазоревка (желтогрудая), свиристель, майна, крапивник, чёрный дрозд, чернозобый дрозд, пеночка-теньковка, славка-завирушка, чиж, вьюрок, зяблик, обыкновенный дубонос и другие.

### Экология
Почти половину территории столицы занимают зелёные насаждения, на каждого ташкентца по данным на 2012 год приходилось по 69 озеленённых квадратных метров.
Уровень загрязнения воздуха в Ташкенте, особенно в зимний период, значительно превышает международные нормы. По данным Всемирного банка среднегодовой уровень загрязнения более чем в 6 раз выше рекомендуемого уровня ВОЗ (5 мкг/м³). Основные источники загрязнения воздуха — это отопительный сектор (28 %), транспорт (16 %) и промышленность (13 %). Вокруг города работает 631 отопительный комплекс, по данным Экологической партии Узбекистана 60 % из них используют уголь, иногда резиновые шины и другие виды топлива.

## История

### Древний и раннесредневековый Ташкент
Известен со II—I веков до н. э. Встречаются различные названия данной местности — Шаш-тепа, Чач-тепа. С XI века известен под названием Ташкент, что предположительно означает «Каменный город» (от узб. tosh «камень»).
В самых ранних китайских источниках Ташкент фигурирует как Ши, Чжэши и Юэни, в раннем Средневековье — Чач, Шаш и Джач.
Поскольку «ши» может означать по-китайски в том числе и «камень» (кит. упр. 石, пиньинь shí), то после заселения региона тюркскими племенами эти названия могли трансформироваться в созвучное слово с той же смысловой нагрузкой в тюркских языках — «таш» («камень»).
Во второй половине III века правители Чача выпускали собственную монету. Самоназвание государства было Чачанап (народ или страна Чача). Как географическое название Чач впервые упомянут в надписи сасанидского царя Шапура I, выбитой на Каабе Зороастра в Иране в 262 году.
В 558—603 годах Чач входил в состав Тюркского каганата. В начале VII века Тюркский каганат в результате междоусобных войн и войн со своими соседями распался на Западный и Восточный каганаты. Западнотюркский правитель Тун ябгу каган (618—630) расположил свою ставку в местности Минг-булак к северу от Чача. Здесь он принимал посольства от императоров Танской империи и Византии. В 626 году к кагану прибыл индийский проповедник Прабхакарамитра с десятью спутниками. В 628 году в Минг-булак прибыл буддийский монах-китаец Сюаньцзан.
Тюркские правители Чача чеканили свои монеты с надписью на лицевой стороне «господина хакана деньга» (середина VIII века); с надписью в правитель Турк (VII век), в Нуджкете в середине VIII века выходили монеты с лицевой надписью «Нанчу (Банчу) Ертегин государь».
На территории современного Ташкента, в эпоху раннего Средневековья сформировался узел из четырёх городов и до 20 замков и селений. Центральное место среди них занимала столица — Мадинат-аш-Шаш, руины которого изучены на городище Минг-Урюк. При раскопках Ак-тепа на Юнусабаде была обнаружена загородная резиденция правителя с дворцом (V—VIII веков), на втором этаже которого располагался парадный зал с настенными росписями.

### Ташкент в IX—XIII веках
Автор X века Ибн Хаукаль сообщал следующие сведения о столице Шаша: «Бинкет — столица Шаша. В нём имеется шахристан и цитадель, причём, последняя вне шахристана; тем не менее цитадель и шахристан окружены одной и той же стеной. Возле шахристана лежит рабад, вокруг которого также идёт стена. Кроме того, вне этой стены есть другой рабад, а также сады и жилища. Этот рабад также окружает стена. В цитадели имеется двое ворот: одни из них обращены к рабаду, другие к шахристану. В шахристане же 3 ворот. Одни из них называются воротами Аббаса, другие — Кишскими и третьи — воротами Джунейда. В первом рабаде 10 ворот: одни из них называются воротами Рабата Хамдей, вторые носят имя Железных внутренних ворот; третьи — ворота Эмира, четвёртые — ворота Ферхан, пятые — ворота Суркеда, шестые — ворота Кермандж, седьмые — ворота Степной улицы, восьмые — ворота Рашдиджака, девятые — ворота улицы Хакана и десятые ворота Замка Дихкана. Дворец правителя и тюрьма находятся в цитадели, а соборная мечеть рядом с крепостной стеной. Часть базаров находится в шахристане, большинство же их расположено в рабаде».
В Ташкенте родился Абу Бакр Мухаммад ибн Али аш-Ша́ши, известный как аль-Каффаль аш-Шаши (904—975), — исламский богослов, учёный, правовед шафиитского мазхаба, хадисовед и лингвист.
В конце X века Ташкент стал частью владений тюркского государства Караханидов. В 998—999 годах Ташкентский оазис отошёл к караханиду Ахмаду ибн Али, который правил северо-восточными областями Мавараннахра. В 1177—1178 годах образовалось отдельное ханство в Ташкентском оазисе. Его центром стал Банакат, где чеканил дирхамы Му’изз ад-дунйа ва-д-дин Кылыч-хан, в 1195—1197 годах — Джалал ад-дунйа ва-д-дин Тафгач-хакан, в 1197—1206 годах — 'Имад ад-дунйа ва-д-дин Улуг Эгдиш Чагры-хан.
В начале XIII века Ташкент вошёл в состав государства Хорезмшахов-Ануштегинидов. В 1220 году город был разрушен ордами Чингисхана.

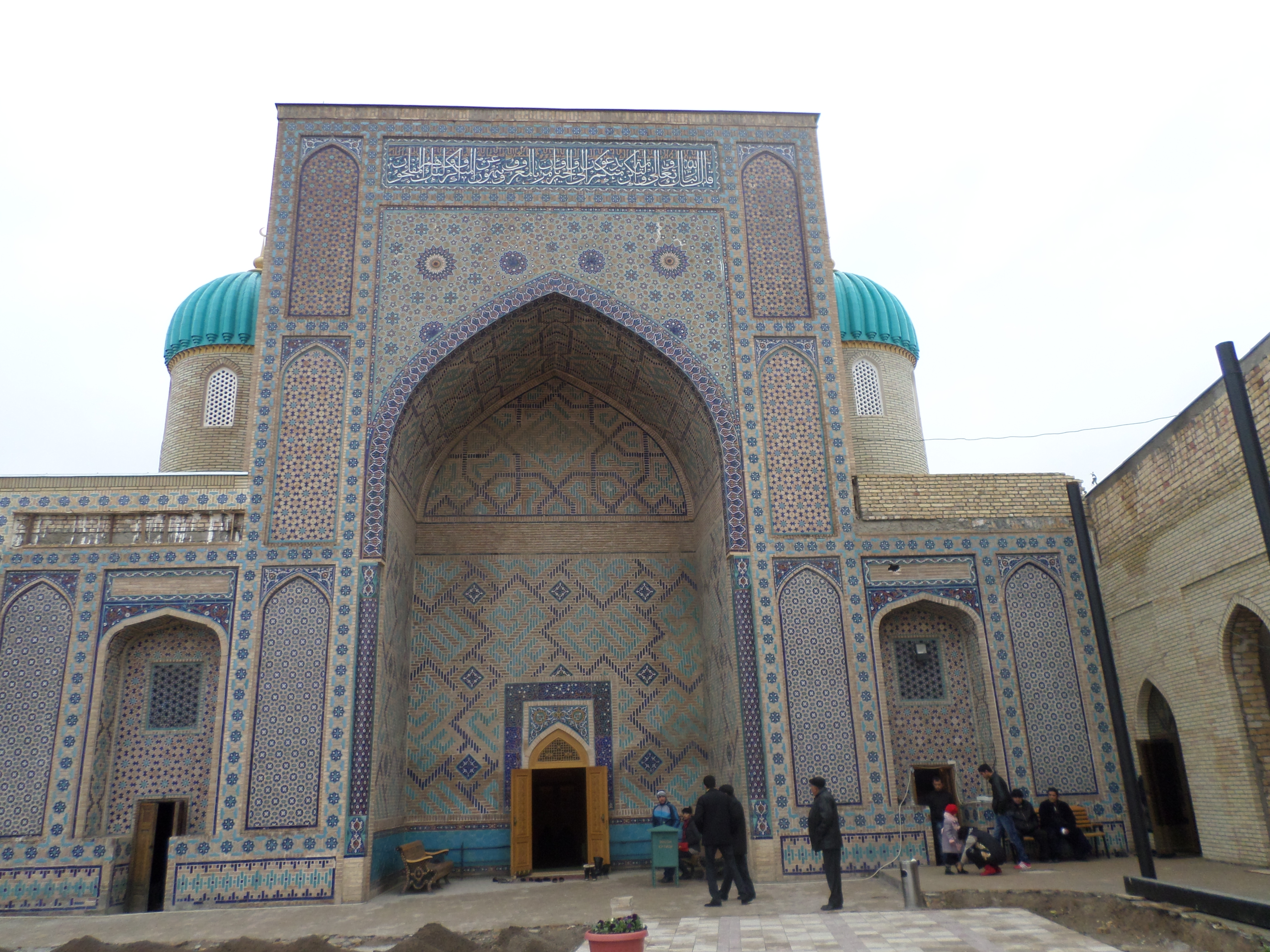
Мавзолей Зангиата

Известным суфийским деятелем из Ташкента был Занги-Ата (умер в 1258), настоящее имя Ай Ходжа (Ойхўжа) ибн Тадж Ходжа ибн Мансур, пир, богослов, один из последователей крупного теоретика и шейха учения Ахмеда Ясави.

### Ташкент в эпоху Тимура и Тимуридов (XIV—XV века)
При правлении Тимура (1336—1405), Ташкент был восстановлен и в XIV—XV веках Ташкент входил в состав империи Тимура.
Тимур считал Ташкент стратегическим городом. В 1391 году Тимур отправился весной из Ташкента в Дешт-и-Кипчак на войну с ханом Золотой Орды Тохтамыш-ханом. Тимур возвратился с этого победоносного похода через Ташкент.
Наиболее известным святым суфием Ташкента был Шейх Ховенди ат-Тахур (XIII — первая половина XIV века). По преданию Тамерлан, лечивший свою раненную ногу в Ташкенте с помощью лечебной воды источника Зем-Зем, приказал построить мавзолей святому.

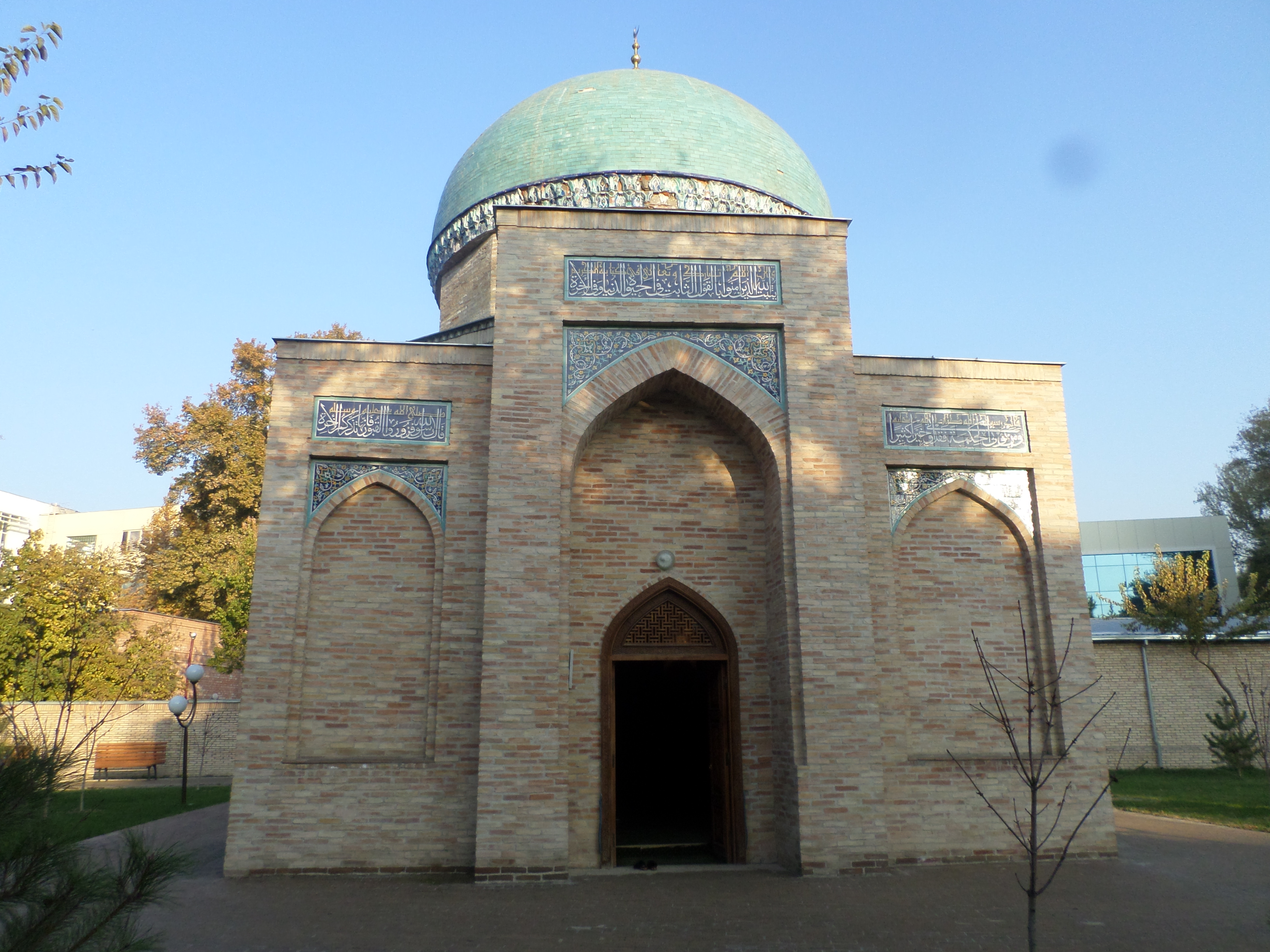
Мавзолей Шейха Ховенди ат-Тахура

По приказу Тимура был построен мавзолей Зангиата.

### Ташкент в эпоху Шейбанидов (XVI—XVII века)
В XVI веке Ташкентом управляла династия Шейбанидов
Известный богослов и путешественник, историограф Рузби-хан Исфахани, даёт следующую характеристику Суюнчходжа-хану:
Его высочество доблестный, благородно мыслящий султан, славный государь, высокостепенный падишах, Суюндж-хваджа-султан, который является [жемчужиной] моря бытия его величества ... великого хана Абу-л-Хайр-хана ... Престол Ташкента и подчиненных ему областей находится во властной и могучей руке его высочества.
Шейбани-хан (1500—1510), основатель новой династии, назначил в 1503 году (по другим данным в 1508 году) султаном Ташкентского владения своего дядю — Суюнчходжа-хана. Согласно сведениям из сочинения Ходжи Абулбака ибн Бахауддина «Жоме ал-Макамаат» (XVII век), войско Шейбанидов во главе с Суюнчходжа-султаном осадило Ташкент и в итоге захватило его, несмотря на героическую защиту города, организованную Ходжой Тахиром, потомком Шейха Хаванд Тахура.
В 1513 году Суюнчходжа-хан отразил нападение на Ташкент Касым-хана, который был сбит с коня прямо в разгар сражения, но чудом выжил, лишь благодаря тому, что противники не узнали хана. Как пишет академик Бартольд В. В., опираясь на слова Мирза Мухаммад Хайдара, «Касым-хан после этого уже не мечтал о завоеваниях». Суюнчходжа-хан несколько раз совершал походы против казахских султанов и возвращался с большой добычей.
Суюнчходжа-хан был просвещённым правителем и, следуя традициям своих предков Улугбека и Абулхайир-хана, собирал при своём дворе известных учёных, писателей и поэтов, среди них: Васифи, Абдулла Насруллахи, Масуд бен Османи Кухистани. Васифи с 1518 года являлся воспитателем сына Суюнчходжа-хана Кельди Мухаммеда, с которым после смерти его отца в 1525 году переехал в Ташкент. А после смерти своего бывшего воспитанника стал воспитателем его сына — Абу-л-Музаффар Хасан-султана.
Начиная со времени правления Суюнчходжа-хана и при его наследниках отмечается усиление роли узбекского языка в литературной жизни региона; Ташкент становится центром притяжения многих представителей интеллектуальной элиты. По приказу Суюнчходжа-хана несколько сочинений были переведены с персидского языка на узбекский. Позже для его сына Науруз Ахмед-хана была переписана прекрасно оформленная рукопись «Бустан» персидского поэта Саади.
На староузбекском языке составлялись и официальные документы ташкентских удельных правителей. Образцы таких документов, к примеру ранее неизвестные документы из «Сборника ярлыков», хранятся до сих пор. Эти документы включены в рукописный фонд Института востоковедения Академии наук Узбекистана под инвентарным номером «1644» и представляют большой интерес для науки. Сборник содержит 146 фирманов (ярлыков), суюргальных и тарханных грамот XVI—XIX веков, выданных ханами и местными правителями на имя сайидов Караскана — потомков «святого» Султан-Саида. Самый ранний документ выдан Суюнчходжа-ханом в 928 (1521/22) г. х. Саиду Фазыл Али, а последний — Насриддин-ханом, сыном Худояр-хана, на имя Саида Джалаладдин-ходжи в раджабе 1292 г.х. (август 1876).

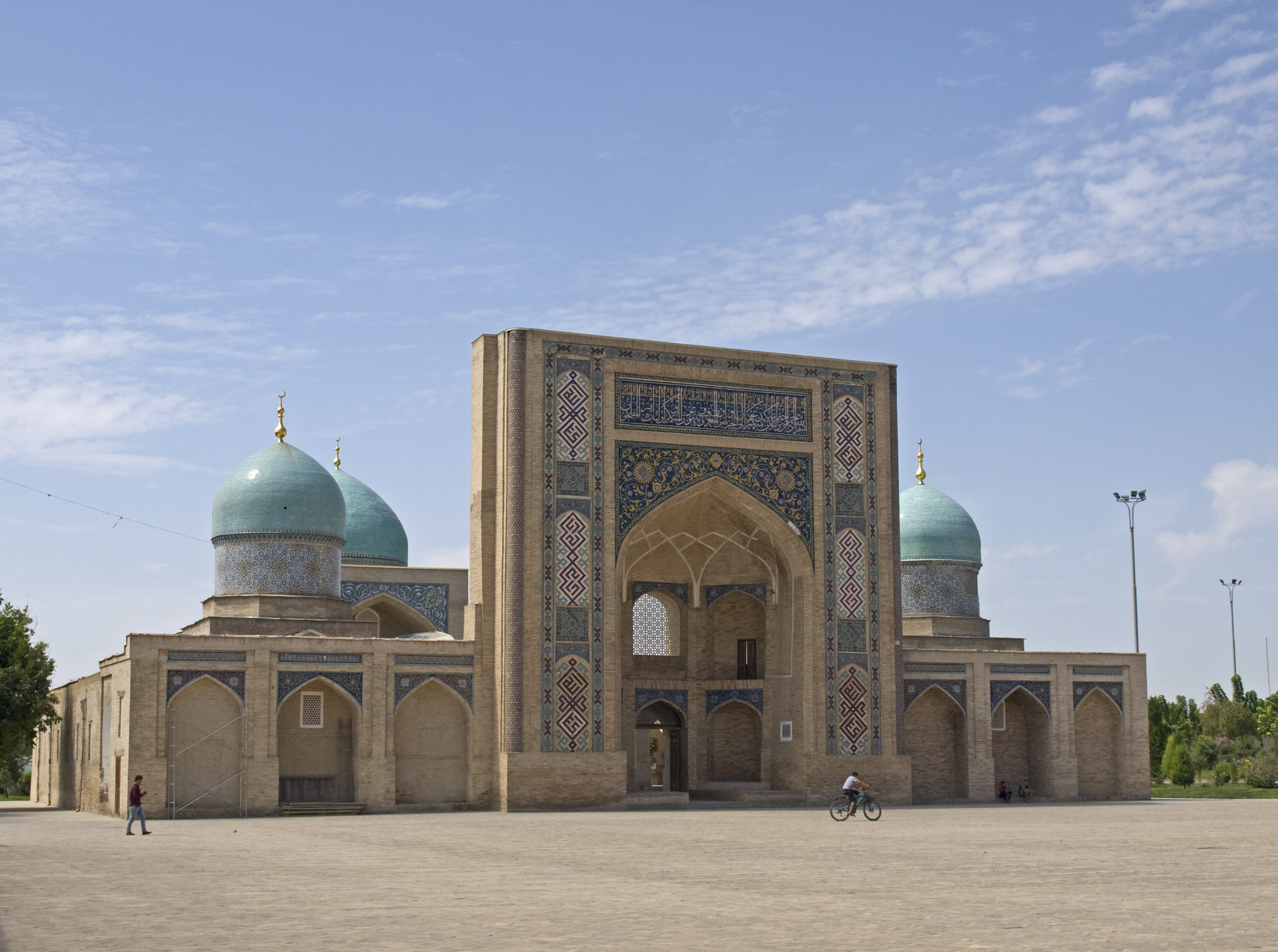
Медресе Баракхана, XVI век

Абдулла Насруллахи по поручению Суюнчходжа-хана написал своё историческое сочинение «Зубдат ал-асар» на староузбекском языке.
С именем Суюнчходжа-хана связано возведение в Ташкенте известного чарбага — сада из 4 частей «Кайкаус». В этом саду собирались поэты, писатели, музыканты и знатоки фикха или мусульманского права, и проводились литературные диспуты — меджлисы и праздники. Также в саду располагались ставка хана Ташкента и лечебница (в основном — для раненых при сражении узбекских султанов).

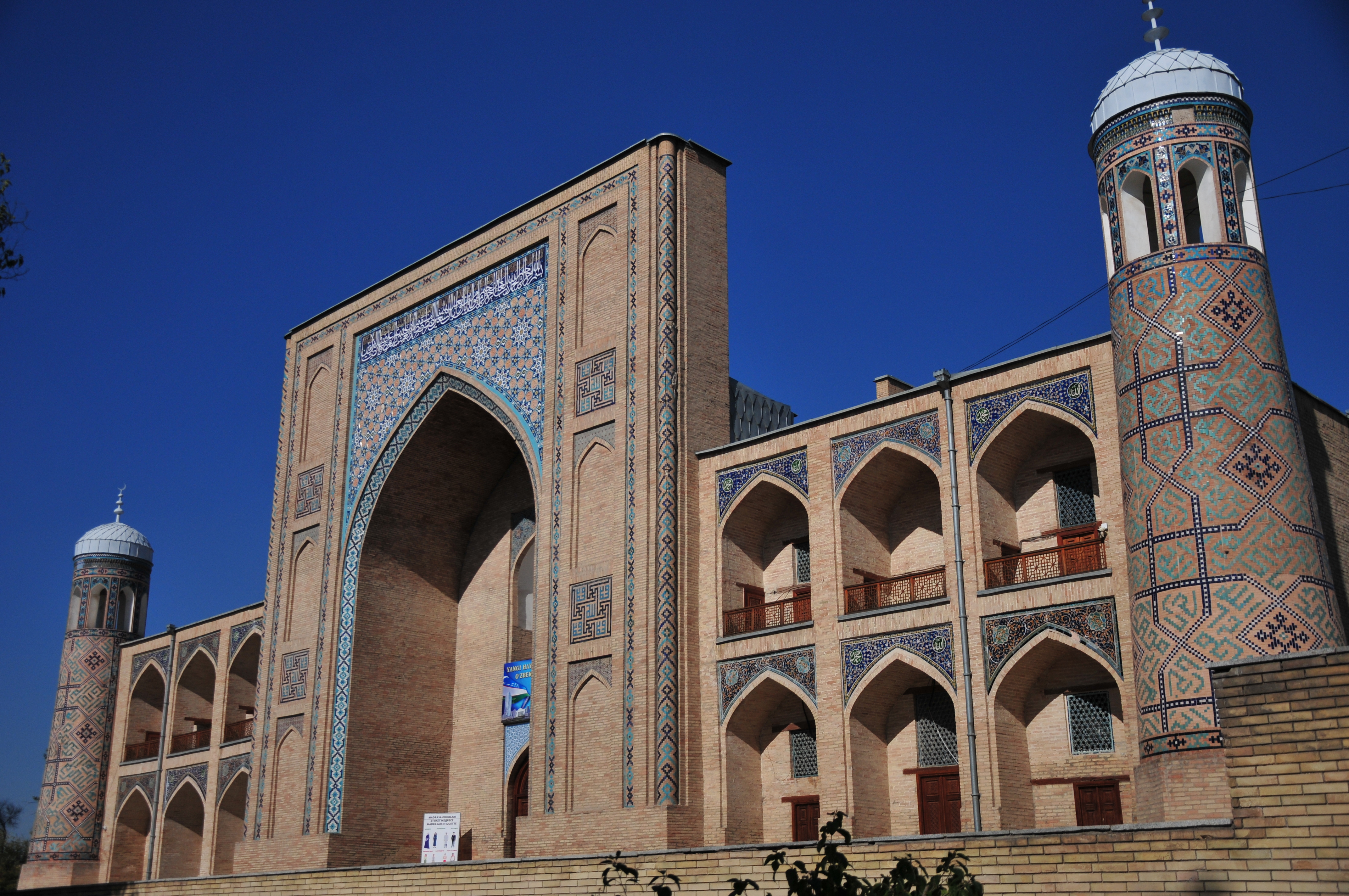
Медресе Кукельдаш в Ташкенте, XVI век

Крупнейшее из 23 медресе старого Ташкента, построено не позднее 1569 года министром ташкентских шейбанидских султанов Барак-хана и Дервиш хана, носившим прозвище «кукельдаш».
В дальнейшем город был подчинен шейбаниду Абдулла-хану II (правитель фактически с 1557 года, официально в 1583—1598 годах), который выпускал здесь свои монеты. С 1598 по 1604 годы Ташкентом правил шейибанид Кельди Мухаммед, который выпускал от своего имени серебряные и медные монеты.

### Ташкент в XVII—XVIII веках
По мнению некоторых историков, с 1598 по 1723 год находился в составе Казахского ханства.
По данным американского востоковеда Макчесни, в 1612 году военачальник бухарских Аштарханидов — Ялангтуш Бахадур во главе войск бухарского хана аштарханида (или джанида) Имамкули-хана овладел Ташкентом. В документах аштарханидских правителей Имамкули-хана (1611—1642) и Надир Мухаммад-хана (1642—1645) Ташкент отмечен в составе владений Бухарского ханства.
По мнению историка Бабаджанова, к началу XVIII века узбекский род юз, захватил Ташкент и некоторые районы в среднем течении Сырдарьи.
В первой половине XVIII века в Ташкенте в обращении оставалась «бухарская валюта» или, возможно, хорезмские медные монеты, поскольку их собственных чеканов не обнаружено.
В 1743—1749 годах Ташкентом управлял Толе-би, также известный как Калдыргач-бий. Он погребён в Ташкенте в собственном мавзолее.
Несколько лет до своей смерти в 1780 году главой (беком) Ташкента был Канай-би. На эту должность он был избран по предложению Абылай-хана. Похоронен рядом с Абылай-ханом в мавзолее Ходжи Ахмеда Ясави.
В 1784 году Юнусходжа, правитель даха (района) Шейхантаур, объединил под своей властью весь город и создал независимое Ташкентское государство, которое к началу XIX века захватило обширные земли.
Так, к 1798 году Юнусходжа починил часть казахских степей — Старший жуз до района Чимкента на северо-востоке и Туркестана на севере исключительно. Из подчинённых казахских племён были взяты аманаты (заложники). Ханское звание было уничтожено, Юнусходжа управлял Старшим жузом через своих людей, выдвигавшихся из знати отдельных племён.

### Ташкент в составе Кокандского ханства (1807—1865)
Однако после смерти Юнус Ходжи при его наследниках Ташкентское государство было подчинено Кокандским ханством (в 1807—1808 годах). При кокандском владычестве Ташкент был окружён рвом и глинобитной зубчатой стеной (длиной около 20 километров) с 12 воротами. В северо-восточной части располагались Лабзакские и Кашгарские, в восточной — Кокандские, Кайтмасские и Семагачские, на юго-востоке — Камолон, юге — Самаркандские, на западе — Кукчинские, Чигатайские, Сагбанские, Карасуйские и на севере — Тахтапульские. Численность населения была около 100 тысяч. Город славился многочисленными прядильно-ткацкими мастерскими, дерево- и металлообрабатывающим, кожевенным, гончарным и текстильным производством. В Ташкенте действовало до 400 мечетей, 10 медресе. Во главе города стоял бек, который назначался кокандским ханом, ему подчинялись минг-баши, управляющие четырьмя частями города: Кукча, Бешагач, Шейхантахур, Себзор.
В середине XIX века Ташкент был крупнейшим центром внутренней, внешней и транзитной торговли края. Особенно большую роль играл он в качестве узла караванных путей, связывающих узбекские ханства с Казахской степью, Россией и Западным Китаем. К середине XIX века Ташкент был одним из важнейших культурных и ремесленных центров Средней Азии.
Известным ташкентским историком второй половины XIX века был Мухаммад-Салих Ташканди. Он возводил свою родословную к знаменитому Шейху Хаванд-и Тахуру. Учился в Бухаре и в 1862 году вернулся в Ташкент. В 1864 и в 1865 годах он участвовал в обороне Ташкента, защищая город от нападения отрядов генерала М. Г. Черняева, был свидетелем заключения мирного договора жителей Ташкента с военными России (1865). Он — автор «Тарих-и джадида-йи Ташканд» (Новая история Ташкента), написанному в течение 25 лет (с мая 1863 по 1886—1887 годы).

### Ташкент в составе Российской империи (1865—1917)

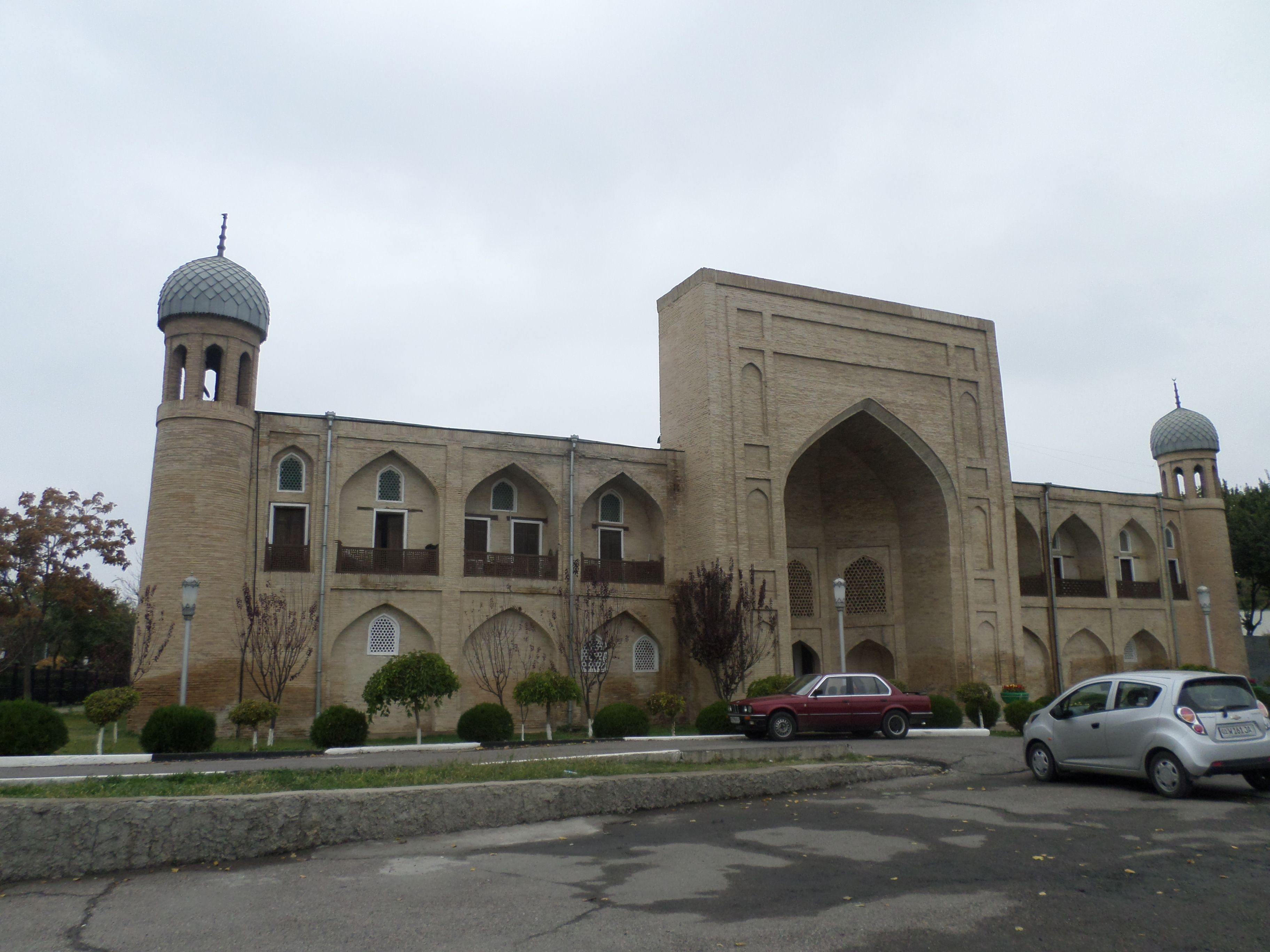
Медресе Абдулкасим Шейха (вторая половина XIX века)

Новая часть города была основана после его взятия русскими войсками в 1865 году. Она отделялась от старого города каналом Анхор. В 1865 году Ташкент вошёл в состав Российской империи и с 1867 года являлся главным городом Сырдарьинской области и Туркестанского генерал-губернаторства, а также центром Ташкентского уезда в составе Сырдарьинской области.
Ташкент был местом пребывания генерал-губернатора и командующего войсками Туркестанского военного округа, станции Среднеазиатской железной дороги, административным и торгово-промышленным центром русских среднеазиатских владений.
24 июня (6 июля) 1892 года в Ташкенте произошёл холерный бунт.
В Ташкенте ещё во второй половине XIX века существовал невольничий рынок со свободной куплей и продажей рабов, обменом их на скот или предметы домашнего обихода.
В октябре 1905 года в Ташкенте усилиями боевой дружины из 80 человек (организованной социал-демократом Авраамом Бузанским была сорвана попытка еврейского погрома.
По данным переписи 1897 года, в Ташкенте было 156 000 жителей (по родному языку: тюркские наречия без распределения — 116 604 человека, великорусский язык (русский язык) — 14 993 человека, сартский язык (диалект узбекского языка — 11 749 человек, татарский язык — 2313 человек, украинский язык — 2600 человек, киргиз-кайсацкий язык (казахский язык) — 1911 человек, еврейский язык — 1438 человек, персидский язык — 534 человека, таджикский язык — 339 человек, узбекский язык (кыпчакские диалекты узбекского языка) — 61 человек и другие народности).
| Год  | узбеки | русские | татары | казахи | евреи | прочие |
| ---- | ------ | ------- | ------ | ------ | ----- | ------ |
| 1868 | 74,8   | 2,1     | 0,6    | 0,3    | 0,2   | 0,1    |
| 1897 | 128,4  | 17,6    | 2,3    | 1,9    | 1,4   | 4,0    |
| 1910 | 168,8  | 47,4    | 1,9    | 1,1    | 3,6   | 11,4   |

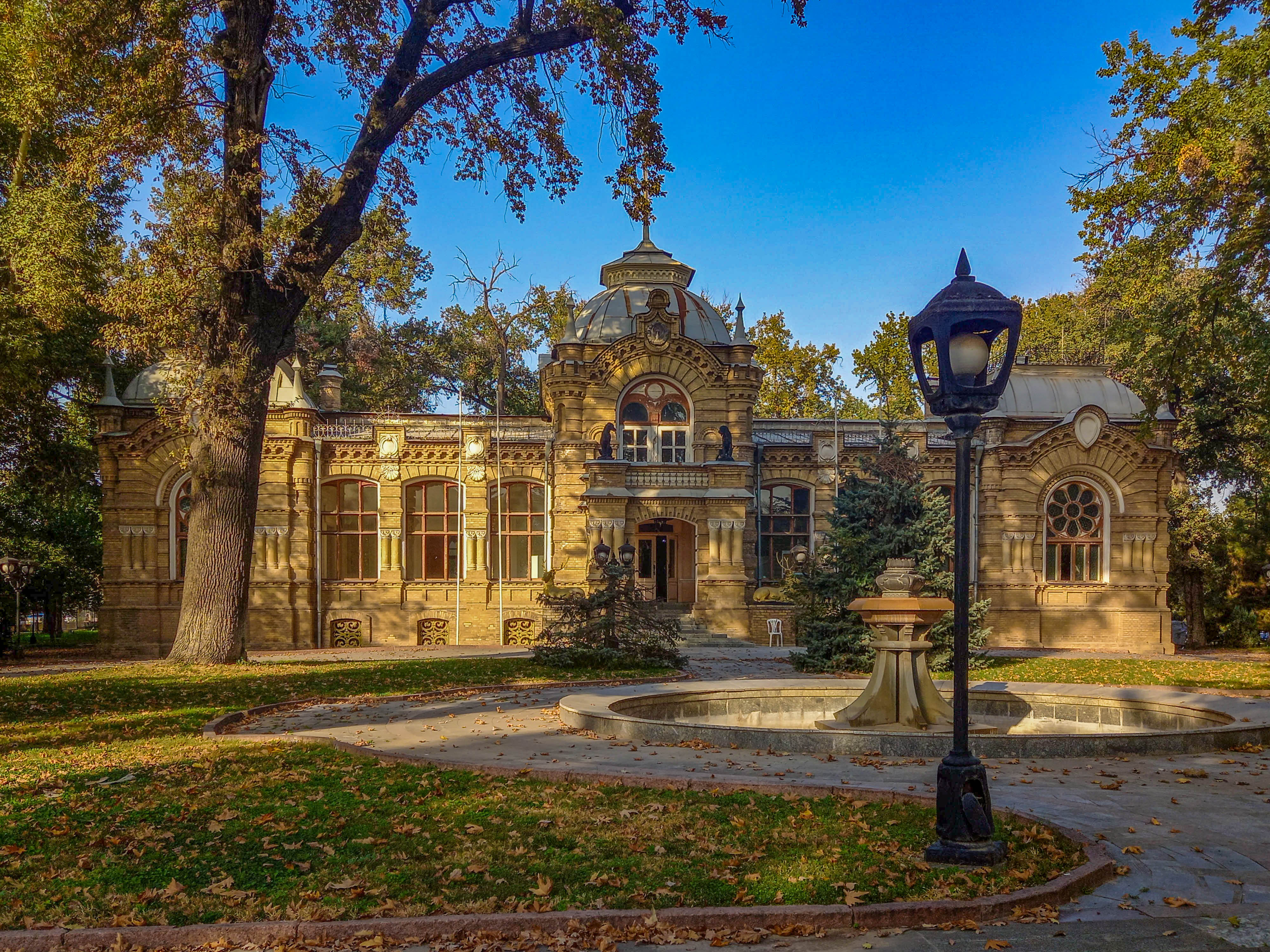
Дворец князя Николая Константиновича (1891)

В городе находились следующие учебные заведения: мужская гимназия, реальное училище, кадетский корпус, женская гимназия, учительская семинария, Мариинское 4-классное женское училище, частная женская прогимназия, 2 городских 4-классных мужских училища, ремесленное и техническое железнодорожное училища и приходские школы. В конце 1914 года в Ташкенте было организовано Ташкентское военное училище.
В начале XX века в Ташкенте зародилось национально-просветительское движение — джадидизм. Одним из лидеров туркестанских джадидов был Мунаввар Кары Абдурашидханов (1878—1931) — узбекский просветитель и руководитель организации Шура-и-Ислам в Туркестане. Саттархан Абдугаффаров был первым коренным туркестанцем, освоившим русский язык, мусульманским просветителем. В начале 1880 годов Абдугафаров одним из первых представителей местной интеллигенции пришёл к выводу о необходимости модернизации структуры традиционного образования подрастающего поколения (с сохранением системы исламских ценностей). Другим просветителем из Ташкента был Абдулла Авлони, который в 1904 году стал одним из руководителей джадидов, а в 1909 году он создал организацию «Жамияти хайратия». В 1907 году Авлони основал газету «Шухрат». Авлони первым предложил преподавать географию, химию, астрономию и физику в национальных школах Туркестана.

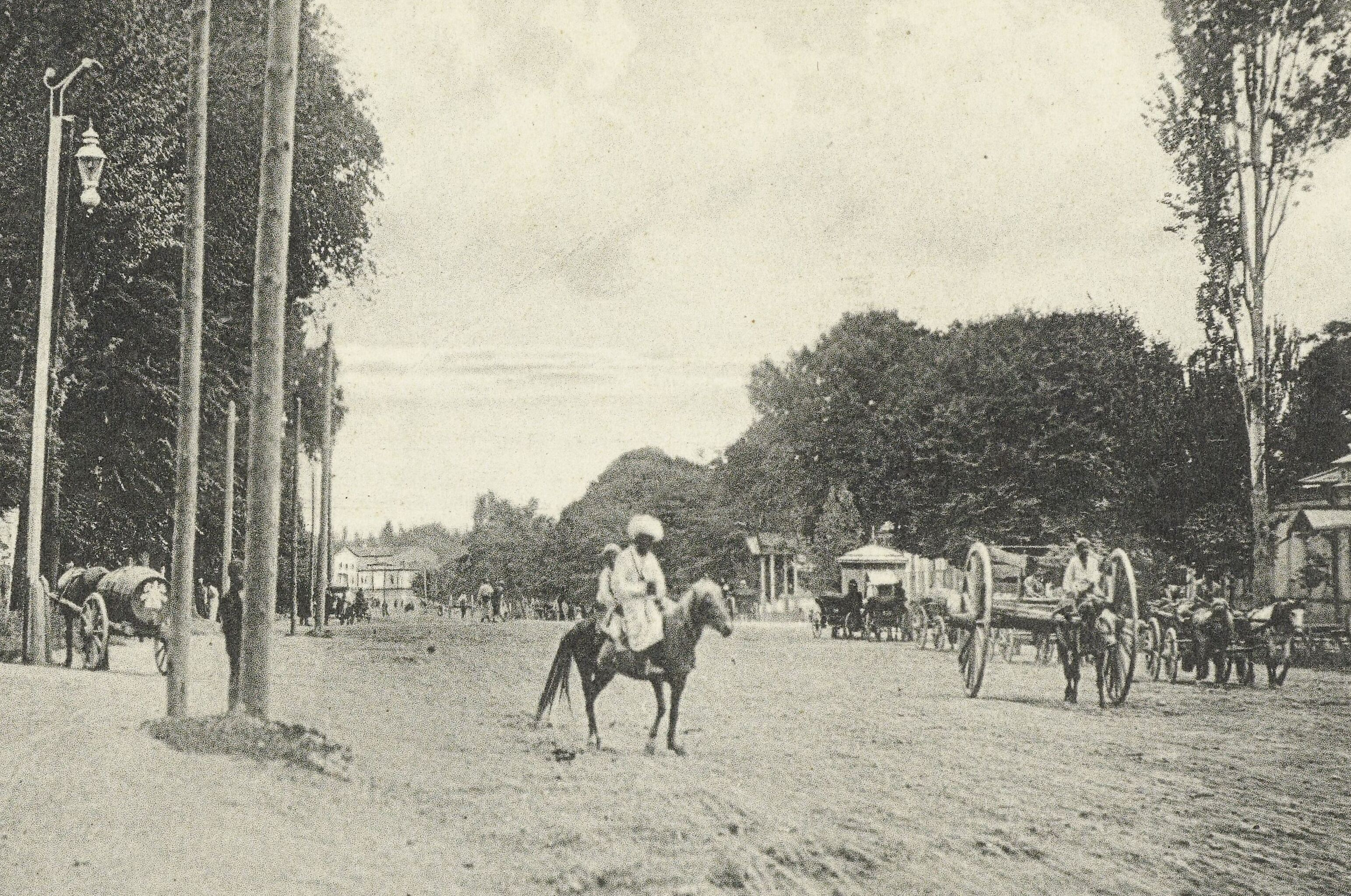
Конец Московской улицы в Ташкенте, конец XIX — начало XX века

Ташкентский реформатор Исмаил Обиди с 1906 года начал выпускать джадидистскую газету «Таракки» на узбекском языке, но вскоре газета была закрыта властями из-за ряда критических статей. В Ташкенте стал известен как Исмаил Таракки. Другим выходцем из Ташкента был Абдурахман Садык — видный узбекский просветитель, переводчик-полиглот, журналист, джадидист. В 1908 году знакомится с Мунавваркары Абдурашидхановым, через которого познакомился с идеями джадидизма. В 1915 году открыл общественно-политический журнал «Аль-Ислах», который был закрыт властями в 1918 году из-за критических статей. Редактором журнала являлся сам Абдурахман Садык. Он написал ряд трудов по исламской этике и о истории священных мусульманских городов. Выходцем из Ташкента был первый узбекский адвокат Убайдуллаходжа Асадуллаходжаев — из основателей общества Туран (1913). Он основал в Ташкенте газету «Садои Туркистон» (4 (17) апреля 1914 года) и был её редактором. Он был председателем общества Шура-и Ислам. Секретарь и член Центрального совета мусульман Туркестана, созданного на Первом съезде мусульман — мусульман Туркестана (апрель 1917 года). Член ЦК Всероссийского мусульманского совета (1917).
В сентябре 1917 года произошла попытка силового захвата власти представителями Совета солдатских и рабочих депутатов и Временного революционного комитета, а месяцем позже — вооружённый захват власти в Ташкенте коалицией левых эсеров и большевиков; переход власти к Советам солдатских и рабочих депутатов.

### Советский Ташкент (1917—1991)

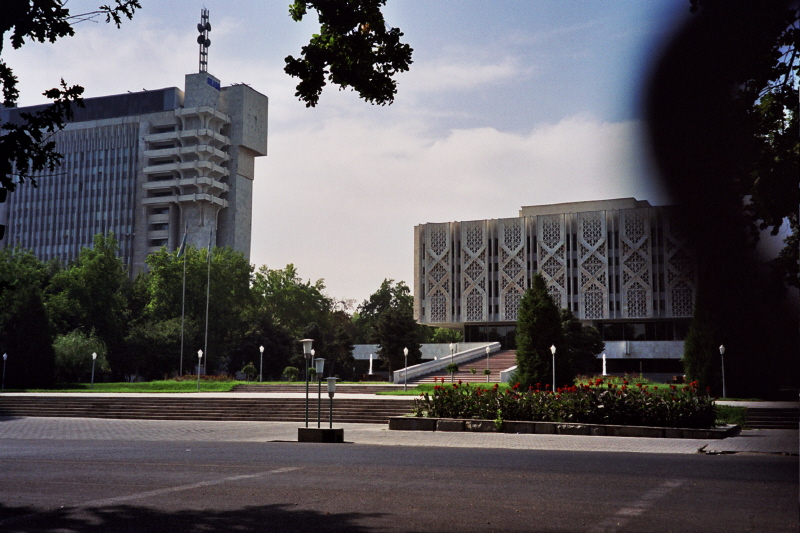
Советский Ташкент

С 1 (14) ноября 1917 года после победы вооружённого восстания большевиков и левых эсеров город являлся опорой советской власти в крае. В 1918—1924 годах Ташкент — столица Туркестанской АССР.
18—21 января 1919 года в городе был поднят контрреволюционный мятеж под руководством военного министра Туркестанской AССР Константина Осипова (вошедший в историю как Осиповский мятеж), в ходе которого были убиты 14 комиссаров республики.
В 1921 году в Ташкенте побывал Сергей Есенин. По приглашению директора Туркестанской публичной библиотеки 25 мая 1921 года Есенин выступил в помещении библиотеки на литературном вечере, устроенном его друзьями. Бо́льшая часть жизни дочери поэта Татьяны прошла в Ташкенте.
В 1924 году в результате национально-территориального размежевания Ташкент вошёл в состав Узбекской ССР. В 1930—1991 годах Ташкент являлся столицей Узбекской ССР в составе СССР и областным центром Ташкентской области.
Сталинские репрессии 1930—1950-х годов уничтожили многих представителей интеллигенции Ташкента — как национальных руководителей, так и писателей, поэтов, музыкантов. Среди них — Усман Насыр, Эльбек, Бату, Абдулла Кадыри, Абдулхамид Чулпан и другие.
Во время Великой Отечественной войны Ташкент становится одним из центров эвакуации — сюда переезжают фабрики, заводы, театры, киностудии. Множество людей из оккупированной европейской части СССР жили во время эвакуации в Ташкенте. Например, Анна Ахматова, Фаина Раневская, Корней Чуковский, Рина Зелёная. В декабре 1941 года в Ташкенте действовало 137 предприятий, из них 64 выпускало военную продукцию. Бойцы-узбекистанцы воевали на фронтах Великой Отечественной войны. В годы войны в городе действовало до 20 госпиталей.

В 1943 году в Ташкенте на базе Узбекского филиала Академии наук СССР была основана Академия наук Узбекской ССР, при которой были открыты институты ядерной физики, химии растений, сейсмологии, электроники, биохимии и другие.

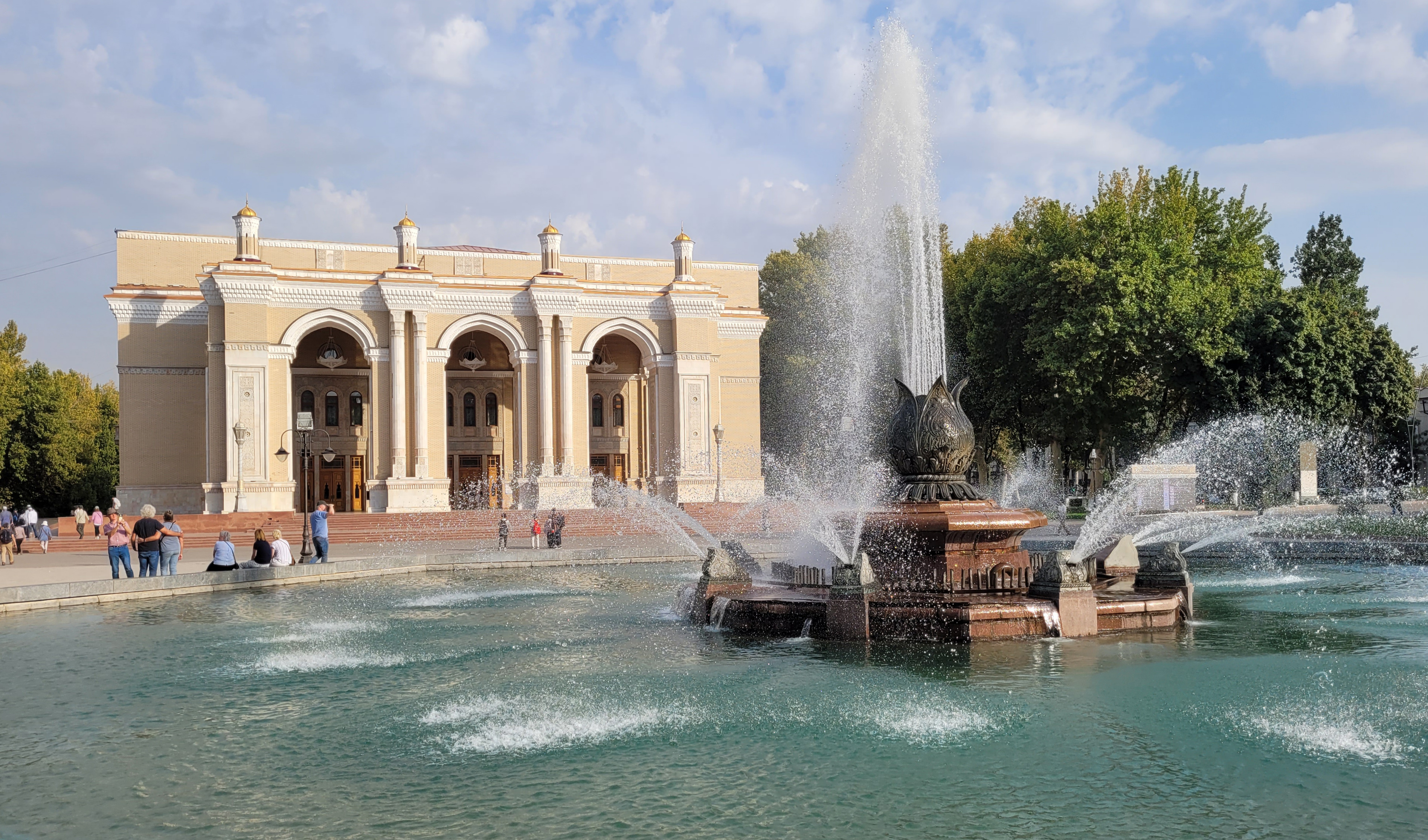
Большой театр имени Алишера Навои, 1947 год

В 1947 году было построено здание Государственного академического Большого театра им. Алишера Навои. Его архитектором был Алексей Щусев, автор проекта мавзолея Ленина. В отделочных работах участвовали народные художники Узбекистана — Уста-Ширин Мурадов, Абдула Болтаев и другие. Театр также известен своей историей постройки, в которой принимали участие сотни японских пленных. В этом же году в центре города были возведены Ташкентские куранты, архитектурный памятник, посвящённый победе в Великой Отечественной войне, которые стали одним из символов города. 

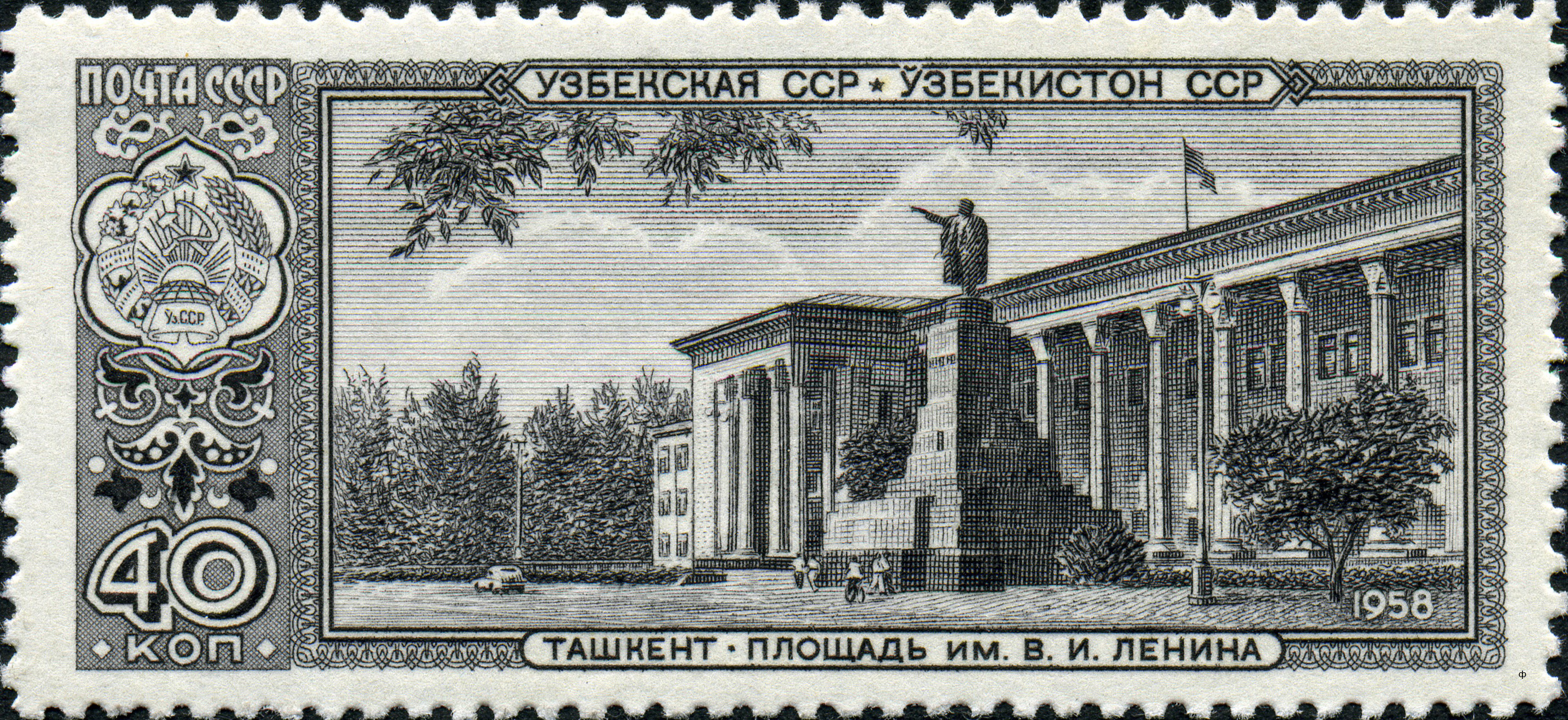
Почтовая марка. Площадь Ленина в Ташкенте (1958)

Большой вклад в благоустройство Ташкента внес руководитель Узбекской ССР Шараф Рашидов. По его инициативе в 1977 году впервые в Средней Азии было открыто метро в Ташкенте. Рашидов поддерживал молодых поэтов и писателей Узбекистана, особенно таких выдающихся поэтов как Эркин Вахидов (автор стихотворения «Узбегим») и Абдулла Арипов (автор стихотворения «Узбекистон»). Были открыты музеи: литературный музей Алишера Навои, музей Ленина в Ташкенте, дом-музей Мухтара Ашрафи и другие.
В 1950—1970-е годы в Ташкенте жили и работали известные поэты, писатели и композиторы Гафур Гулям, Айбек, Шейхзаде, Зульфия, Мухтар Ашрафи, Алексей Козловский, Мирмухсин, Самиг Абдукаххар, Саид Ахмад и другие.

#### Землетрясение 1966 года

Mемориальный комплекс «Мужество», посвящённый ликвидации последствий землетрясения (1970)

26 апреля 1966 года в Ташкенте произошло сильное землетрясение, в результате которого дома в центральной части города получили значительные повреждения. Практически весь город был разрушен. Город был полностью восстановлен за 3,5 года благодаря усилиям союзных республик, осуществлена реконструкция и построены несколько новых микрорайонов. После ташкентского землетрясения 1966 года в городе поселились тысячи представителей других национальностей.
В 1968 году по решению Совета министров УзССР территория Ташкента была увеличена за счёт включения в состав города Карасуйского района Ташкентской области, который располагался между рекой Чирчик и каналом Карасу. При этом было произведено перераспределение территорий некоторых районов города. Так, Куйбышевский район отдал часть своей территории вновь образованному Хамзинскому району (ныне Яшнабадский район). Территория Карасуйского района вошла в состав двух районов — Хамзинского и Ленинского (ныне Мирабадский район).
В 1981 году в Юнусабадском районе открыта Ташкентская телебашня.

### Ташкент в независимом Узбекистане (с 1991)

Монумент Алишеру Навои в Ташкенте (1991)

С сентября 1991 года Ташкент — столица независимого Узбекистана.

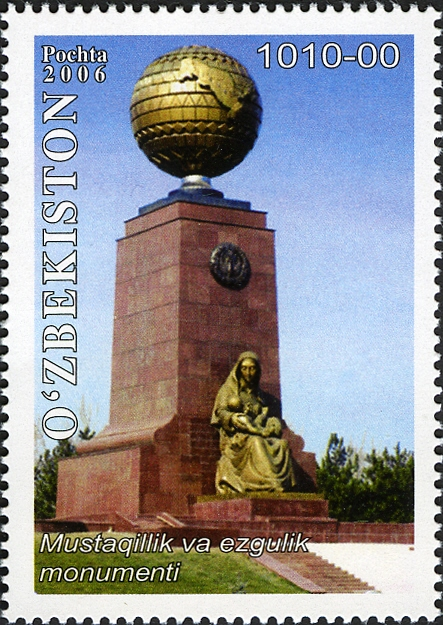
Монумент Независимости в Ташкенте (1992)

Для массовых народных гуляний в период празднеств Навруз, дня независимости между Дворцом дружбы народов, национальным парком и озером Комсомольским был разбит национальный парк им. Алишера Навои. Здесь был возведен памятник великому поэту.

Монумент Тимуру в Ташкенте (1993)

Одним из первых идеологически значимых общественных зданий в Ташкенте стал государственный музей истории Тимуридов (1995), на архитектурный образ которого большое влияние оказали традиции национального зодчества. Классический стиль в архитектуре административных зданий характерен для хокомията Ташкента (1996) и Олий Мажлиса Республики Узбекистан (1997). Оба здания декорированы в традициях национальной архитектуры резьбой по дереву, ганчу и живописными композициями.
16 февраля 1999 года в Ташкенте произошёл масштабный террористический акт. Всего в городе произошло 5 взрывов большой мощности, в том числе — у здания Кабинета министров республики.
В 1999—2000 годах на месте бывшего расстрельного полигона «Алвасти куприк», где в 1930—1950-х годах были расстреляны более тринадцати тысяч человек был сооружён мемориальный комплекс «Шахидлар хотираси».
В годы независимости Узбекистана в Ташкенте появились новые постройки, были возведены новые памятники: Мирзо Улугбеку, Амир Темуру. В августе 2005 года на главной площади страны была возведена Арка добрых и благородных устремлений.

Оксарой — резиденция, ныне музей первого президента Узбекистана Ислама Каримова (1999)

В 2009 году праздновалось 2200-летие города. К этой дате, была проведена реставрация одного из символов Ташкента — Ташкентских курантов с одновременным строительством зеркальной копии здания на противоположной стороне улицы. Копия курантов была открыта 9 мая 2009 года, а возведена в рекордно короткие сроки — менее чем за три недели.
Архитектурным достижением является мечеть «Минор», построенная в 2014 году на берегу канала Анхор в центре Ташкента. Мечеть одновременно может вместить в себя более 3 тысяч человек. После открытия, мечеть стала одним из крупнейших духовных центров мусульман Ташкента и всего Узбекистана.
Осуществлена электрификация железнодорожных линий, связывающих столицу Узбекистана с регионами страны, запущен в эксплуатацию высокоскоростной электропоезд Afrosiyob по маршрутам Ташкент—Самарканд и Ташкент—Карши.
С 2017 года начались строительные работы по возведению делового центра «Ташкент-Сити», который расположен в Шайхантахурском районе. Строительство ведётся на месте снесённых махаллей Олмазор и Укчи, на территории общей площадью 80 гектаров.
В 2019 году в Шайхантахурском районе в доме писателя Абдулла Кадыри открылся мемориальный музей. Во дворе дома установлен памятник писателю, также открылась школа творчества им. Абдуллы Кадыри.
По инициативе президента Узбекистана Шавката Мирзиёева в 2020—2021 годах здание бывшего Выставочного зала культуры и искусства Узбекистана реконструируют и впервые будет создан музей Ташкента.
9 мая 2020 года в честь 75-й годовщины Победы над фашизмом в Ташкенте открылся Парк Победы. Парк, расположенный в Алмазарском районе, раскинулся более чем на 12 гектарах земли. Он состоит из двух тематических частей — первая представляет участие узбекистанцев в сражениях, вторая — жизнь республики в тылу. В честь Зульфии Закировой, её сыновей-героев был создан памятник «Ода стойкости».

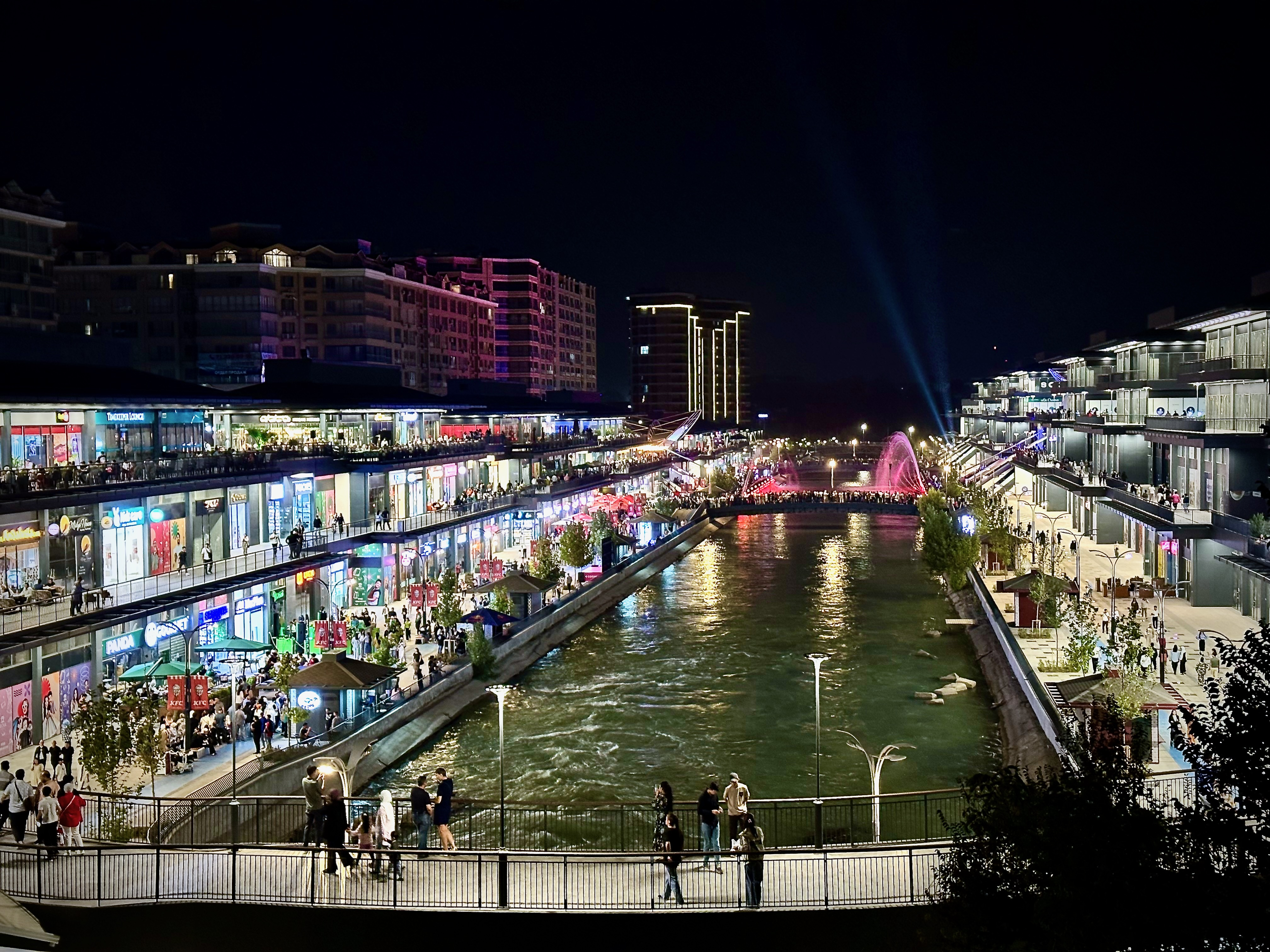
Набережная у торгового центра Seoul Mun в сентябре 2024 года

В 2021 году началось строительство квартала Seoul Mun на берегу канала Бурджар возле Сеульской улицы. К 2024 году были возведены набережная с фонтанами, торговый центр, коммерческая недвижимость и жилой комплекс. СМИ сообщают, что при строительстве было уничтожено около 700 деревьев.
В 2024 году Ташкент — Молодёжная столица СНГ.

В 2025 году Советом Глав государств СНГ Ташкенту присвоено почётное звание почётное звание Содружества Независимых Государств «Город трудовой славы. 1941–1945 гг.».

Развитие Ташкента
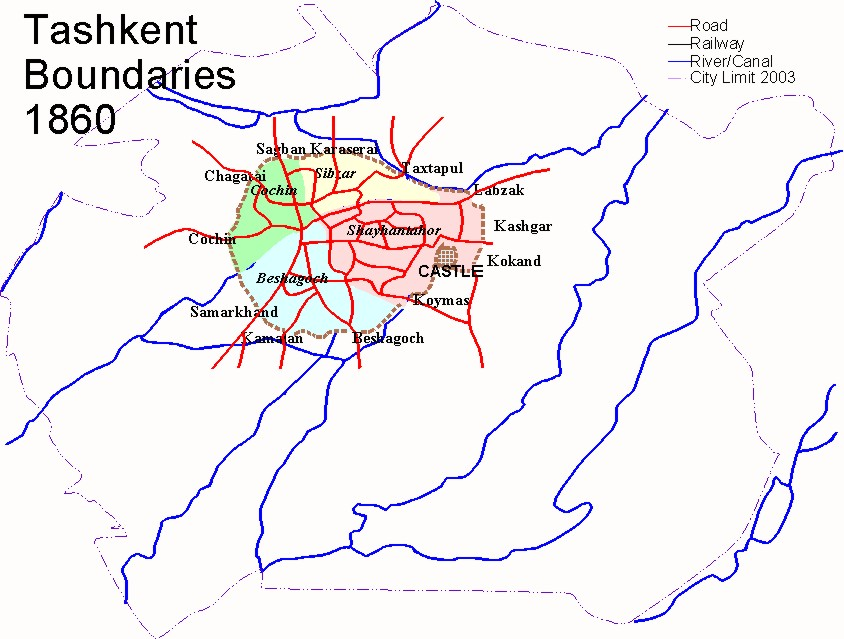
1860 год
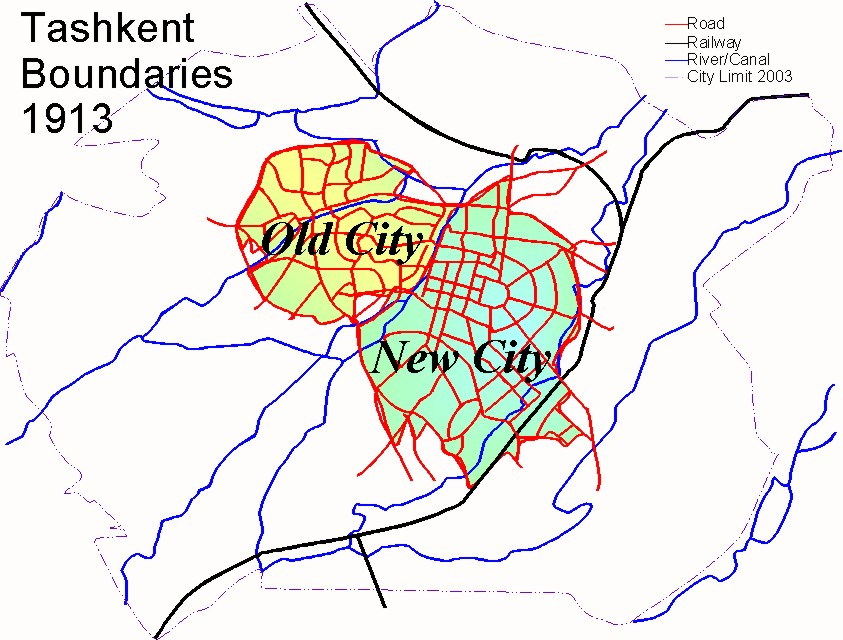
1913 год
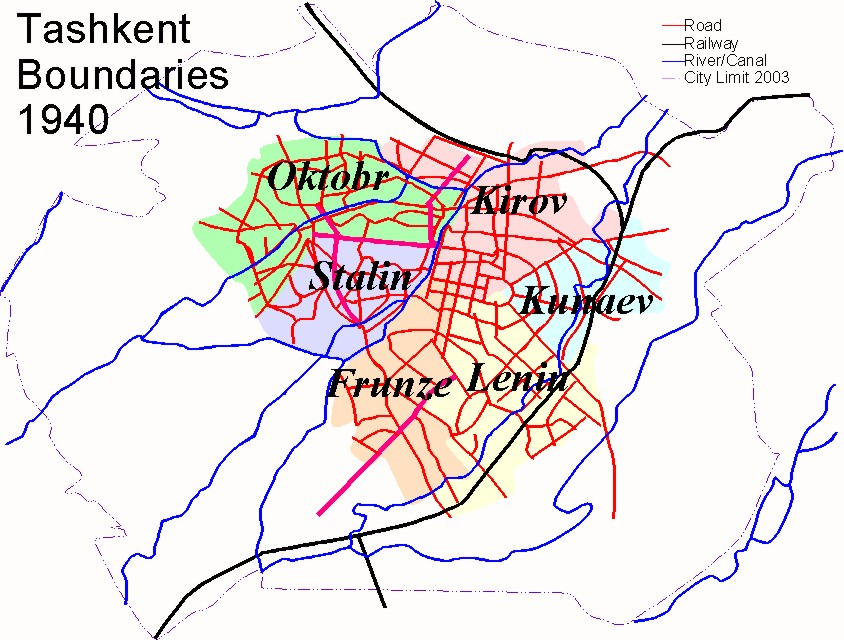
1940 год
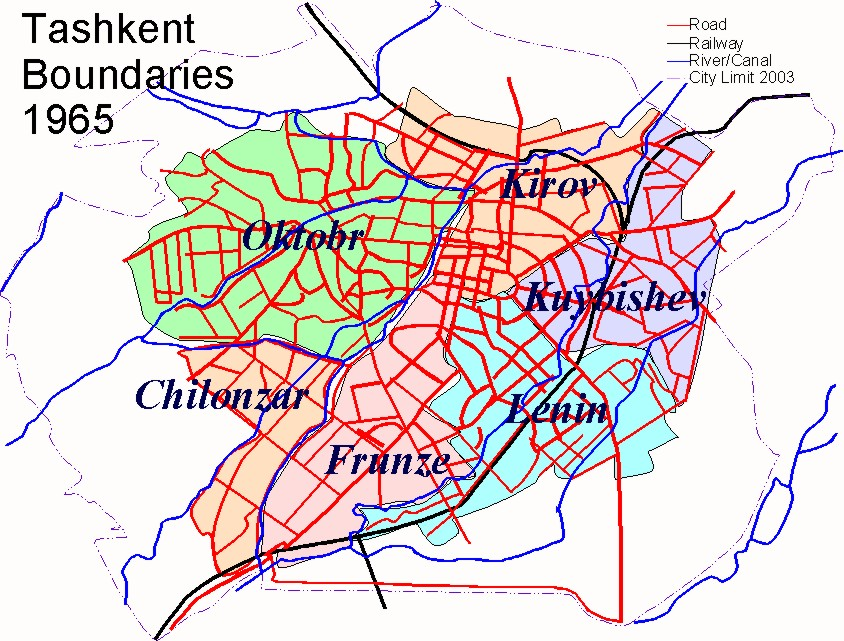
1965 год
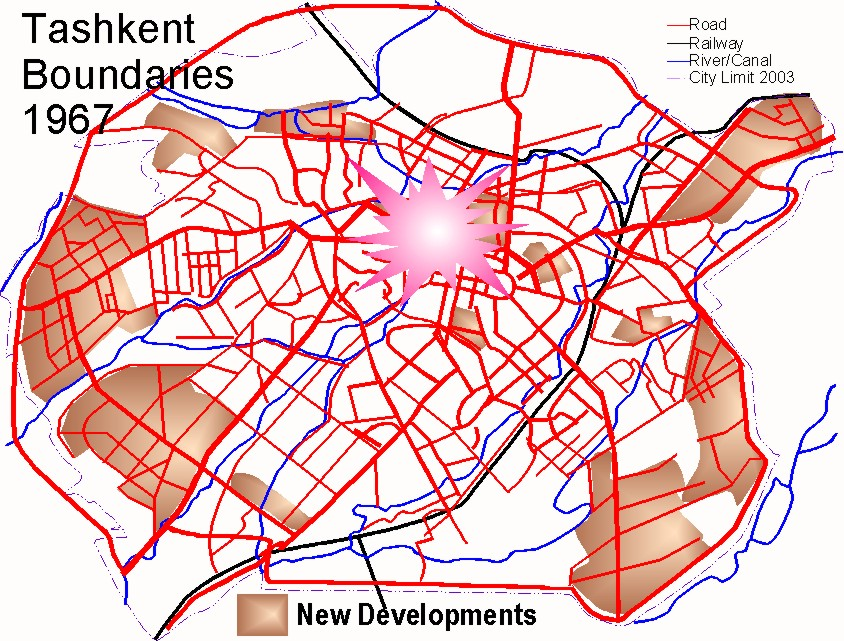
1967 год. Землетрясение и реконструкция
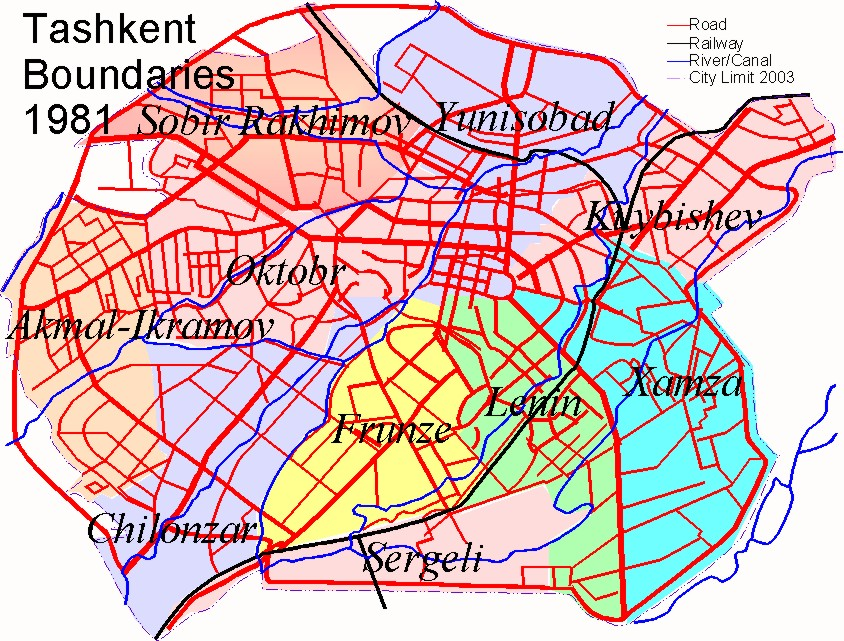
1981 год
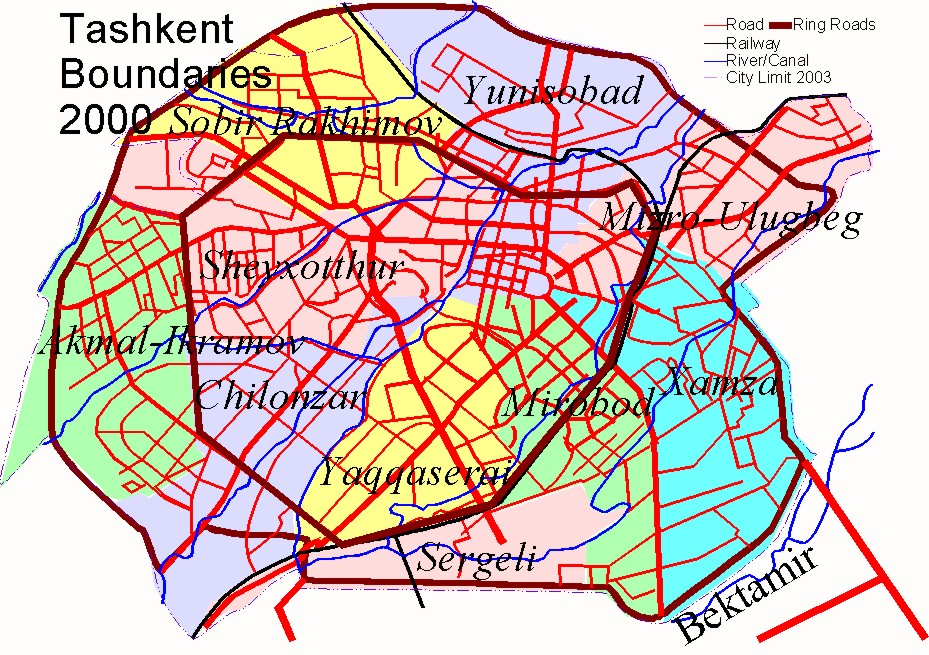
2000 год

## Органы власти

### Советские главы
1. Тоболин, Иван Осипович
2. Вотинцев, Всеволод Дмитриевич
3. Шумилов, Николай Васильевич
4. Фёдоров, Евгений Георгиевич
5. Каганович, Лазарь Моисеевич
6. Кронберг, Ян Янович
7. Икрамов, Акмаль Икрамович
8. Быховский, Яков Маркович
9. Чимбуров, Василий Иванович
10. Мирза-Ахмедов, Мансур Зияевич
11. Емцов, Василий Яковлевич
12. Хусаинов, Садык
13. Чиковани, Михаил Герасимович
14. Абдуразаков, Малик Абдуразакович
15. Нурутдинов, Сиродж
16. Гуламов, Расул Гуламович
17. Ходжаев, Фахмутдин Ходжаевич
18. Муртазаев, Каюм
19. Нишанов, Рафик Нишанович
20. Расулов, Салих Рашидович
21. Ходжаев, Асадилла Ашрапович
22. Умаров, Учкун
23. Мирсаидов, Шукурулла Рахматович
24. Сатин, Борис Фёдорович
25. Казимов, Вахид Ахунович
26. Фазылбеков, Атхамбек Ибрагимович

### Хокимы
Главой города является хоким. В постсоветские годы Ташкент возглавляли:
1. Атхамбек Фазылбеков (30.12.1991 — 1997);
2. Козим Туляганов (1997—2002);
3. Рустам Шаабдурахманов (26.09.2001 — 22.04.2005);
4. Абдукаххар Тухтаев (22.04.2005 — 18.02.2011);
5. Рахмонбек Усманов (18.02.2011 — 26.04.2018);
6. Джахонгир Артыкходжаев (21.12.2018 — 16.01.2023 (26.04.2018 по 21.12.2018 — и. о. хокима))
7. Бахтиёр Рахмонов (16.01.2023 — 23.03.2023 и. о. хокима)
8. Шавкат Умурзаков (и. о. c 23 марта 2023)[90]

## Административно-территориальное деление
Ташкент состоит из 12 районов.
В состав территории города входит расположенный внутри территории Ташкентской области в 14 км к северо-востоку от Ташкента чересполосный участок площадью 385,17 га (посёлок Улугбек), относящийся к Мирзо-Улугбекскому району Ташкента.
Данные, публикуемые Управлением по земельным ресурсам и государственному кадастру города Ташкента в форме земельного баланса Ташкента (по состоянию на 1 января 2016 года) и в форме сведений о кадастровом делении города Ташкента в ряде случаев имеют существенные различия в отношении площади как отдельных районов, так и всего города.
Так, согласно кадастровому делению, по состоянию на 01 января 2021 года площадь города Ташкента равна 35 788.4 га, а площадь административных районов Ташкента следующая:
- Алмазарский район — 3378 га;
- Бектемирский район — 1871 га[93];
- Мирабадский район — 1672 га;
- Мирзо-Улугбекский район — 3617 га
- Сергелийский район — 3028.8 га[93];
- Учтепинский район — 2820 га;
- Чиланзарский район — 3043 га;
- Шайхантахурский район — 2717 га;
- Юнусабадский район — 4106 га;
- Яккасарайский район — 1400 га;
- Янгихаётский район[94] — 4419,6 га[93];
- Яшнабадский район — 3715 га.

| №  | Район                   | Население, тыс. чел. (2009) | Население, тыс. чел. (2016) | Площадь (га) на 1 января 2016 года | Площадь (га) на 1 января 2016 года | Площадь (га) на 1 января 2016 года                                      | Площадь (га) на 1 января 2016 года                                         | Площадь (га) на 1 января 2016 года         | Площадь (га) на 1 января 2016 года | Площадь (га) на 1 января 2016 года | Плотность (чел./км²) | Карта |
| №  | Район                   | Население, тыс. чел. (2009) | Население, тыс. чел. (2016) | Всего                              | Земли городской застройки          | Земли промыш- ленности, транспор- та, связи, обороны и иного назначения | Земли природо- охранного, оздорови- тельного и рекреаци- онного назначения | Земли историко- культур- ного назна- чения | Земли водного фонда                | Земли запаса                       | Плотность (чел./км²) | Карта |
| -- | ----------------------- | --------------------------- | --------------------------- | ---------------------------------- | ---------------------------------- | ----------------------------------------------------------------------- | -------------------------------------------------------------------------- | ------------------------------------------ | ---------------------------------- | ---------------------------------- | -------------------- | ----- |
| 1  | Бектемирский район      | 27,5                        | 31,5                        | 2139                               | 250                                | 1297                                                                    | 66                                                                         | 7                                          | 469                                | 51                                 | 1473                 |       |
| 2  | Чиланзарский район      | 217,0                       | 223,3                       | 3043                               | 719                                | 2111                                                                    | 16                                                                         | 132                                        | 55                                 | 9                                  | 7338                 |       |
| 3  | Яшнабадский район       | 204,8                       | 220,3                       | 3516                               | 882                                | 2512                                                                    | 1                                                                          | 90                                         | 23                                 | 9                                  | 6266                 |       |
| 4  | Мирабадский район       | 122,7                       | 130,6                       | 1673                               | 447                                | 1185                                                                    | 10                                                                         | 16                                         | 13                                 | 376                                | 7806                 |       |
| 5  | Мирзо-Улугбекский район | 245,2                       | 262,2                       | 3612                               | 896                                | 2615                                                                    | 20                                                                         | 24                                         | 47                                 | 6                                  | 7259                 |       |
| 6  | Сергелийский район      | 149,0                       | 168,1                       | 4697                               | 694                                | 3510                                                                    | 23                                                                         | 22                                         | 181                                | 266                                | 3579                 |       |
| 7  | Шайхантахурский район   | 286,4                       | 319,4                       | 2691                               | 1145                               | 1438                                                                    | 8                                                                          | 27                                         | 60                                 | 12                                 | 11 869               |       |
| 8  | Алмазарский район       | 305,4                       | 341,8                       | 3378                               | 1061                               | 2190                                                                    | 20                                                                         | 54                                         | 47                                 | 6                                  | 10 118               |       |
| 9  | Учтепинский район       | 237,0                       | 255,3                       | 2814                               | 1031                               | 1624                                                                    | 4                                                                          | 30                                         | 123                                | 2                                  | 9072                 |       |
| 10 | Яккасарайский район     | 115,2                       | 115,1                       | 1399                               | 348                                | 1008                                                                    | 13                                                                         | 18                                         | 11                                 | 1                                  | 8227                 |       |
| 11 | Юнусабадский район      | 296,7                       | 315,6                       | 4106                               | 1084                               | 2765                                                                    | 90                                                                         | 66                                         | 94                                 | 9                                  | 7686                 |       |
|    | Ташкент                 | ▲2309,3                     | ▲2393,2                     | 33 068                             | 8556                               | 22 253                                                                  | 270                                                                        | 485                                        | 1126                               | 376                                | 7237                 |       |

### Расширение города
В июне 2019 британское архитектурное бюро Benoy представило мастер-план «Нового Ташкента», который расположится на площади 200 км² юго-восточнее существующего города, площадь которого составляет около 335 км². Ташкент расширится между водотоками Чирчик и Карасу в Юкоричирчикском и Уртачирчикском районах Ташкентской области. Строительство нового административного и экономического центра «в поле» призвано снизить нагрузку со «старого» города и сохранить его архитектурный облик. Заявлялось, что новый город сможет вместить два миллиона человек, и в его административную зону перенесут посольства, здания министерств, ведомств.
Законодательная палата Олий Мажлиса Республики Узбекистан 16 августа 2021 года приняла Постановление № 1290-IV «Об изменении границ Зангиатинского, Юкоричирчикского, Уртачирчикского и Кибрайского районов Ташкентской области и Сергелийского, Бектемирского, Мирзо-Улугбекского и Яшнабадского районов города Ташкента, а также Ташкентской области и города Ташкента». Таким образом, площадь города Ташкента в общем, и в частности, его четырёх районов — Мирзо-Улугбекского, Яшнабадского, Сергелийского и Бектемирского — значительно увеличилась. Согласно постановлению территория Ташкента расширилась за счёт присоединения 7853,3 га земель Зангиатинского, Кибрайского, Юкоричирчикского, Уртачирчикского районов Ташкентской области. При этом Ташкентская область получила 171,3 га земель из состава Ташкента. Площадь, административно подчинённая городу Ташкенту, после изменения границ составила 435 км².
Изменение районов:
- В состав Сергелийского района Ташкента включены 1827,1 га земель Зангиатинского района Ташкентской области (махалли «Чорбог», «Беларик», «Файзли», «Жалойир», «Номданак», «Кумарик», «Хонободтепа», «Тараккиёт», «Корасув», «Хонобод», «Кушбеги», «Сохибкор», «Истиклол», «Нурафшон»);
- В состав Бектемирского района Ташкента включены 490 га земель Юкарычирчикского района (махалли «Гулбог», «Йик ота») и 1134,2 га Уртачирчикского района Ташкентской области («Бектемир», «Нурафшон», «Намуна», «Янги хаёт», «Алишер Навоий»);
- В состав Мирзо-Улугбекского района включены 2294,6 га земель Кибрайского района Ташкентской области («Геофизика», «Алишеробод», «Чингелди», «Дустлик», «Тараккиёт», «Баркамол», «Богишамол», «Ватанпарвар», «Амир Темур», «Мевазор», «Гулбог», «Гулзор-1», «Пастки юз»);
- В состав Яшнабадского района включены 2107,4 га земель Кибрайского района Ташкентской области («Жарбоши», «Ташисти», «Ибрат», «Миришкор», «Аргин», «Бахор», «Чинор», «Товкентепа»).
- При этом, 33,8 га земель Сергелийского района Ташкента (список махаллей не приводится) переданы в состав Зангиатинского района Ташкентской области, а 137,5 га земель Бектемирского района — в состав Юкарычирчикского района.

10 марта 2023 года проект Нового Ташкента был представлен президенту Мирзиёеву. Пресс-служба заявила, что он будет рассчитан на 800 тыс. человек. Концепция «Нового Ташкента» является частью генерального плана столицы до 2045 года.

## Население
По состоянию на 1 января 2023 года, численность населения города составила 2 955 700 человек.
В состав Ташкентской агломерации, кроме самого Ташкента, входят близлежащие населённые пункты Газалкент, Келес, Тойтепа, Чиназ, Чирчик, Янгиюль и другие. Также в составе агломерации есть 15 поселков городского типа и 637 сельских поселений. Общая площадь агломерации — около 6400 км².
По численности населения Ташкент занимал четвёртое место в СССР после Москвы, Ленинграда (Санкт-Петербурга) и Киева. В 1983 году население Ташкента насчитывало 1 902 000 человек, а площадь — 256 км². В 1991 году постоянное число жителей столицы составляло 2 136 600 человек.
Национальный состав по данным на 2008 год: 63,0 % — узбеки, 20,0 % — русские, 4,5 % — татары, 2,2 % — корейцы, 2,1 % — казахи, 1,2 % — таджики и 7,0 % — другие национальности.
Изменение численности населения по данным переписей и ежегодных оценок:
| Год  | 1897       | 1913       | 1959       | 1970       | 1979       | 1989       | 1991       | 1995       | 2000       | 2005       | 2012        |
| ---- | ---------- | ---------- | ---------- | ---------- | ---------- | ---------- | ---------- | ---------- | ---------- | ---------- | ----------- |
| Чел. | 155 673    | ▲271 900   | ▲911 930   | ▲1 384 509 | ▲1 780 002 | ▲2 072 459 | ▲2 130 200 | ▼2 097 400 | ▲2 142 300 | ▼2 135 700 | ▲ 2 309 300 |
| Год  | 2013       | 2014       | 2015       | 2018       |            |            |            |            |            |            |             |
| Чел. | ▲2 340 900 | ▲2 352 900 | ▲2 371 300 | ▲2 497 900 |            |            |            |            |            |            |             |

## Экономика

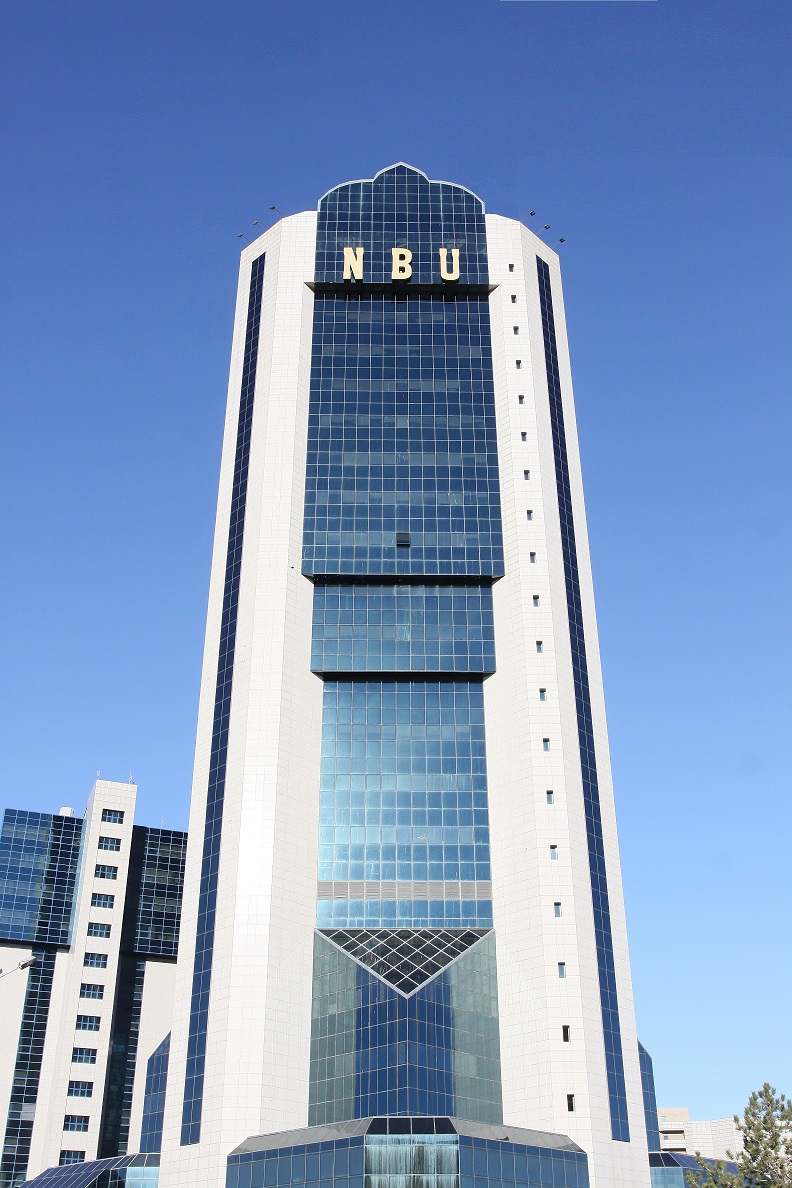
Национальный банк Узбекистана — крупнейший коммерческий банк

На Ташкент приходится наибольший удельный вес в структуре выпуска промышленной продукции Республики Узбекистан — 19,2 % от республиканского объёма промышленности. Наибольшая доля потребительских товаров республики также производится в Ташкенте — 27,1 % от общего объёма потребительских товаров.
Ведущая отрасль промышленности — машиностроение: Ташкентский тракторный завод, Ташкентский тепловозоремонтный завод, Ташкентское авиационное производственное объединение им. В. П. Чкалова и многие другие.
Имеются заводы электронной техники: «Фотон», «Спутник», «Миконд», выпускающие резисторы, интегральные схемы, специальные материалы и полуфабрикаты; «Зенит», специализирующийся на интегральных схемах и радиоаппаратуре; завод электронной техники, отчасти — Ташкентский завод радиоэлектронной аппаратуры и Ташкентский завод электронных вычислительных машин «Алгоритм»; Ташкентский электромеханический завод, специализирующийся на производстве автоматизированных систем управления и средств связи.
В Ташкенте расположен единственный в СНГ Центр по обслуживанию самолётов Boeing 787 Dreamliner.
Также развиты лёгкая (хлопчатобумажная, трикотажная, обувная и др.), строительная, химическая, нефтехимическая, химико-фармацевтическая, пищевая промышленность.
В Ташкенте расположена крупнейшая кондитерская фабрика в Средней Азии — «Crafers». Развита стекольная отрасль промышленности, представленная двумя крупными стеклотарными заводами Campalia Glass и Асл Ойна (Asl Oyna).
Объём произведённой промышленной продукции — 3472,8 млн сумов (рост к 2007 году — 136,8 %). В Ташкенте действуют также многочисленные частные предприятия малого предпринимательства. Объём произведённой ими промышленной продукции составил 1073,1 млн сумов.
В Ташкенте существуют два района, где в основном расположены бизнес-центры, офисы иностранных компаний и местные банки. Это International Business Center — Международный бизнес-центр и деловой район Tashkent Business District.

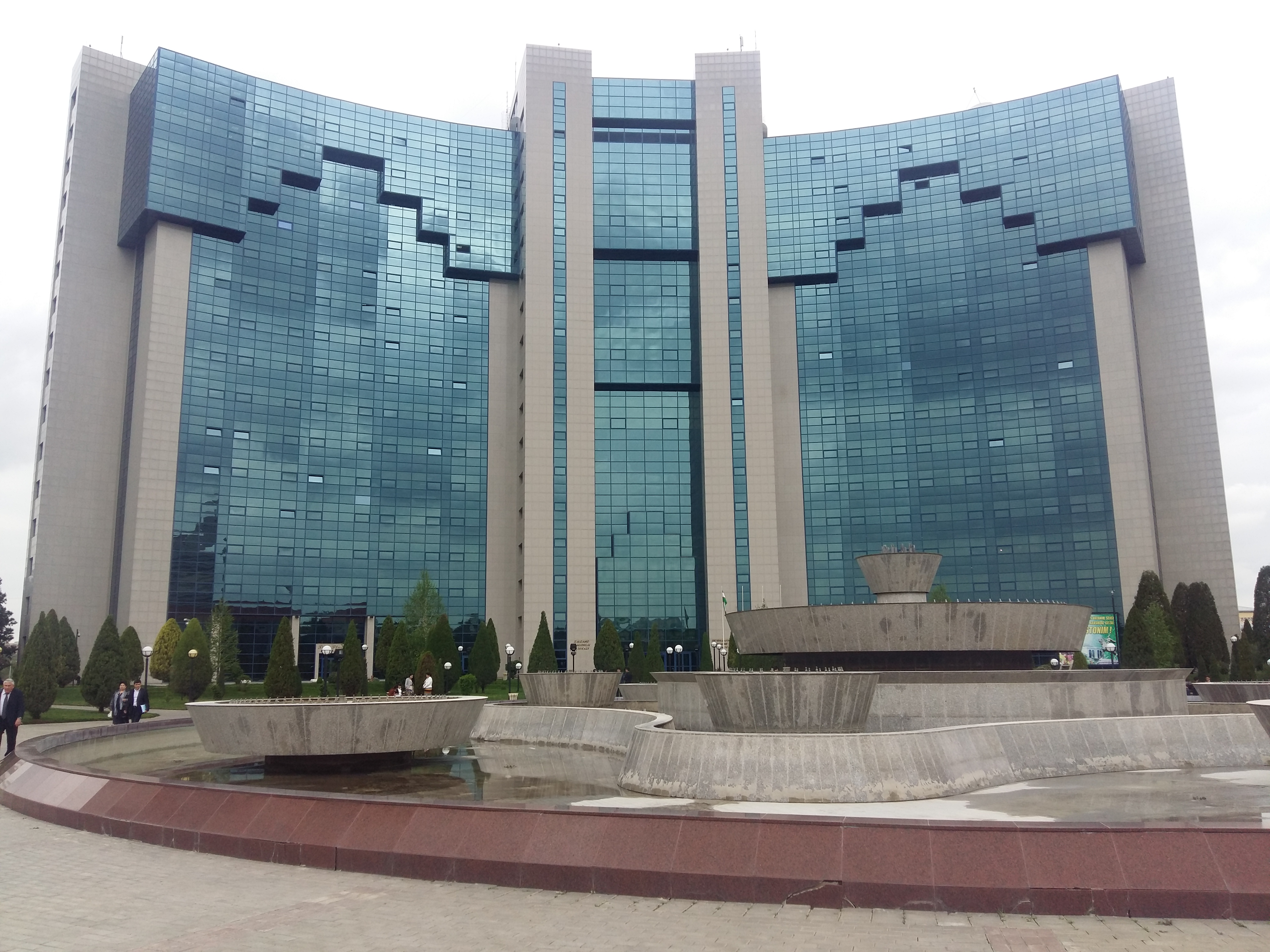
Международный бизнес-центр

Особый деловой район Tashkent Business District создан для развития малого, среднего и крупного бизнеса в Узбекистане. Здесь расположены представительства многих иностранных компаний, бизнес-центры, мультибрендовые бутики, автосалоны, офисы нефтегазовых компаний, головные офисы банков и элитное жильё.
С 2018 года начато строительство Международного делового центра «Ташкент-Сити».
Также планируется строительство Международного высокотехнологичного инновационного центра Delta City. Стоимость проекта, реализуемого совместно с южнокорейской POSCO Daewoo, оценивается в 1,4 млрд долларов.

## Транспорт
Ташкент — крупный авиационный, железнодорожный и автомобильный узел.

### Аэропорты
В Ташкенте имеются два аэропорта:

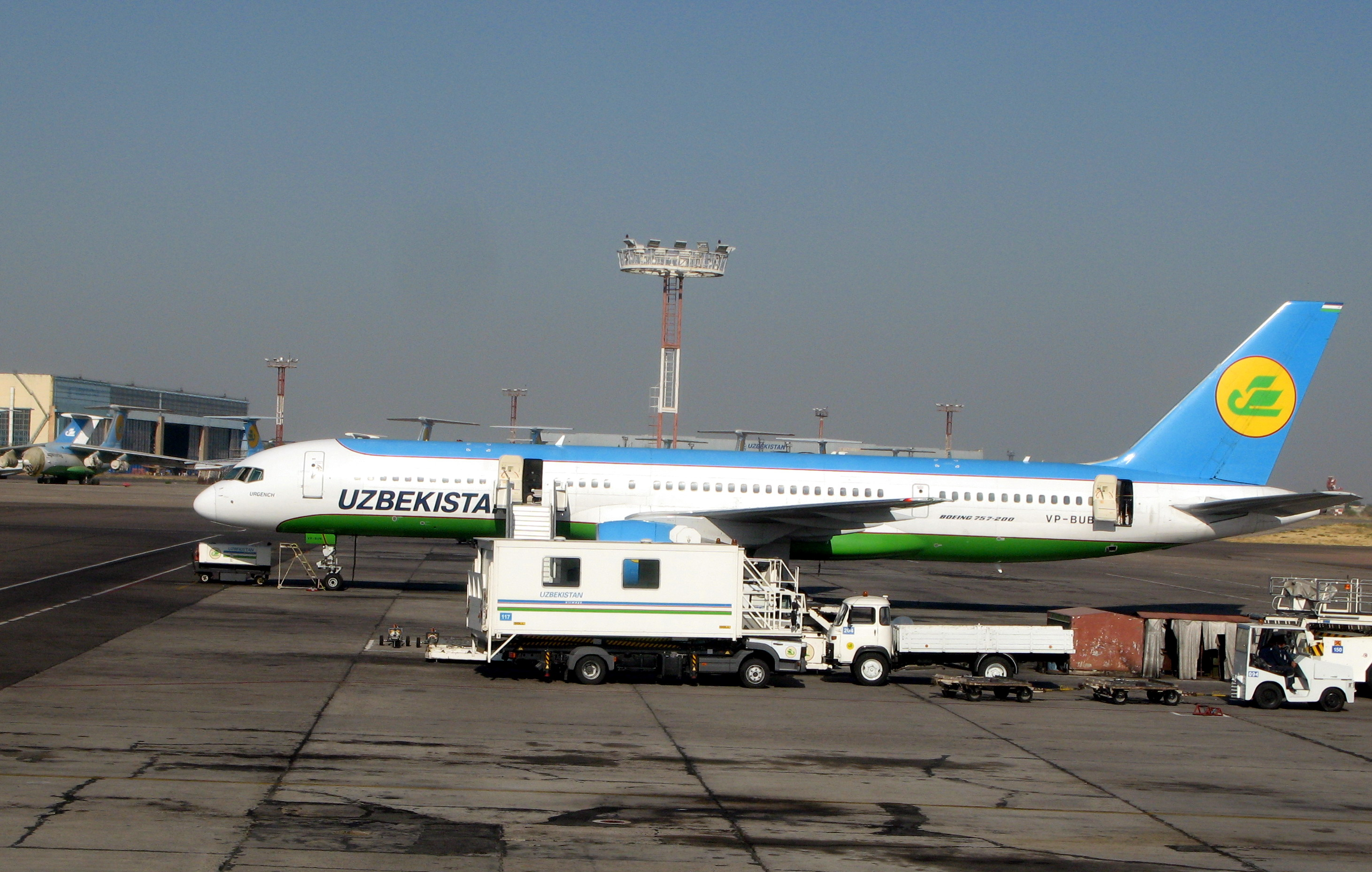
Самолёт Uzbekistan Airways в международном аэропорту «Ташкент» имени Ислама Каримова

- Международный аэропорт «Ташкент» им. Ислама Каримова, находящийся в южной части города, используется для международных, республиканских и правительственных рейсов. Этот аэропорт всегда занимал особо значимое место в транспортной инфраструктуре СССР, и его значение для транспортных потоков стран СНГ сохранилось до настоящего времени. Является базовым аэропортом для самолётов национальной авиакомпании Uzbekistan Airways.
- Ташкент-Восточный, находящийся на восточной окраине города, ранее использовался как военно-транспортный аэродром совместного базирования грузовых самолётов авиакомпании Uzbekistan Airways, ВВС Республики Узбекистан и Ташкентского авиационного производственного объединение им. Чкалова, на котором выполнялись полёты военно-транспортной, экспериментальной и государственной авиации. В настоящее время на нём продолжается строительство нового гражданского аэрокомплекса для бизнес-авиации[119].

До 2019 года также существовал и был выведен из эксплуатации «Ташкент-Сергели», находящийся в районе массива «Спутник». В советское время он использовался для перевозки пассажиров по Узбекистану. В настоящее время для этого не используется и не действует.
В 2025 году власти решили построить новый аэропорт неподалёку от Янгиюля, который будет соединён трассой с аэропортом им. Ислама Каримова.

### Железнодорожный транспорт
Ташкент обслуживают два железнодорожных вокзала:
- Ташкент-Северный (международные направления, поезда Afrosiyob)
- Ташкент-Южный (внутригосударственные направления, отправление электропоездов пригородного сообщения направления Бекабад, Хаваст и Ходжикент).

Ташкент — отправной пункт высокоскоростной железной дороги Узбекистана.

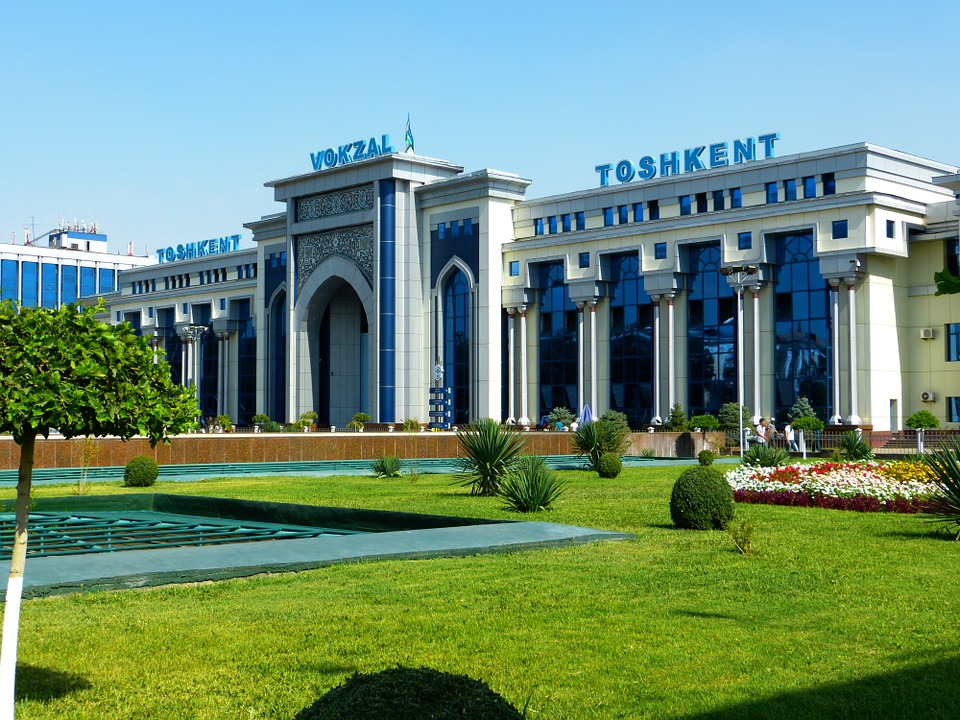
Вокзал «Ташкент-Северный
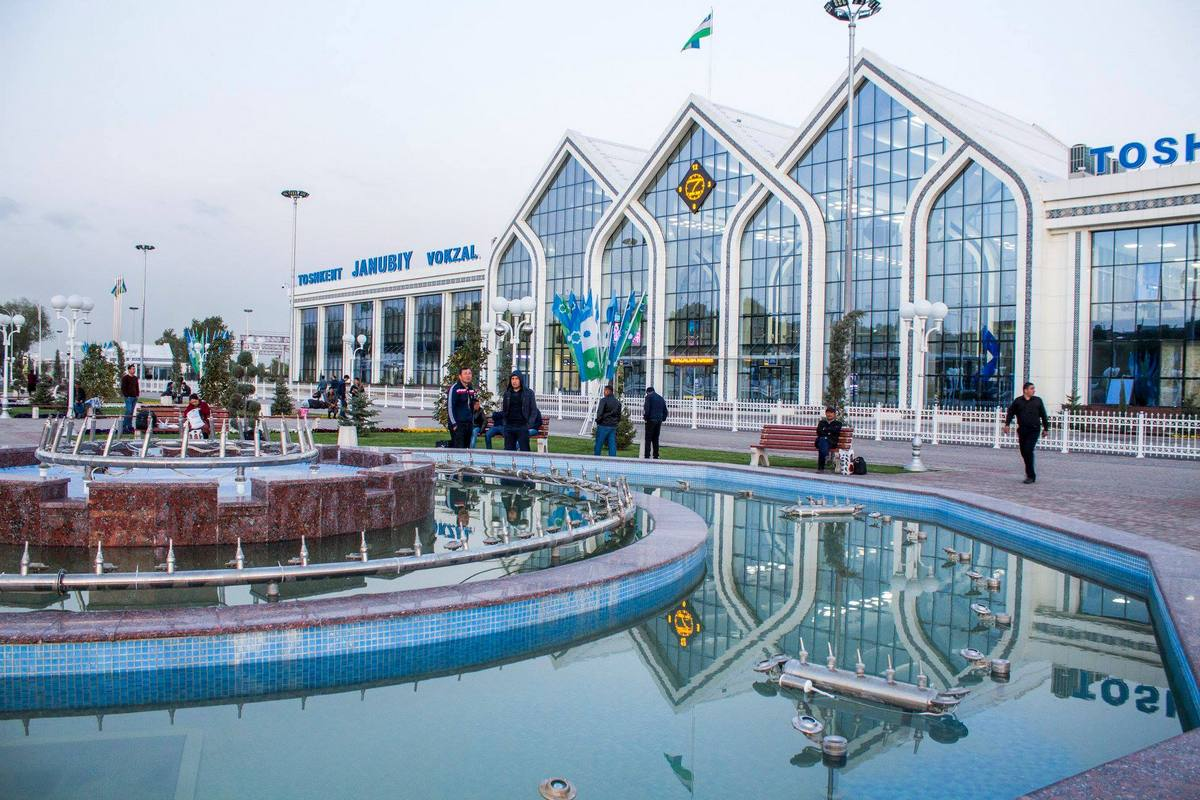
Вокзал Ташкент-Южный
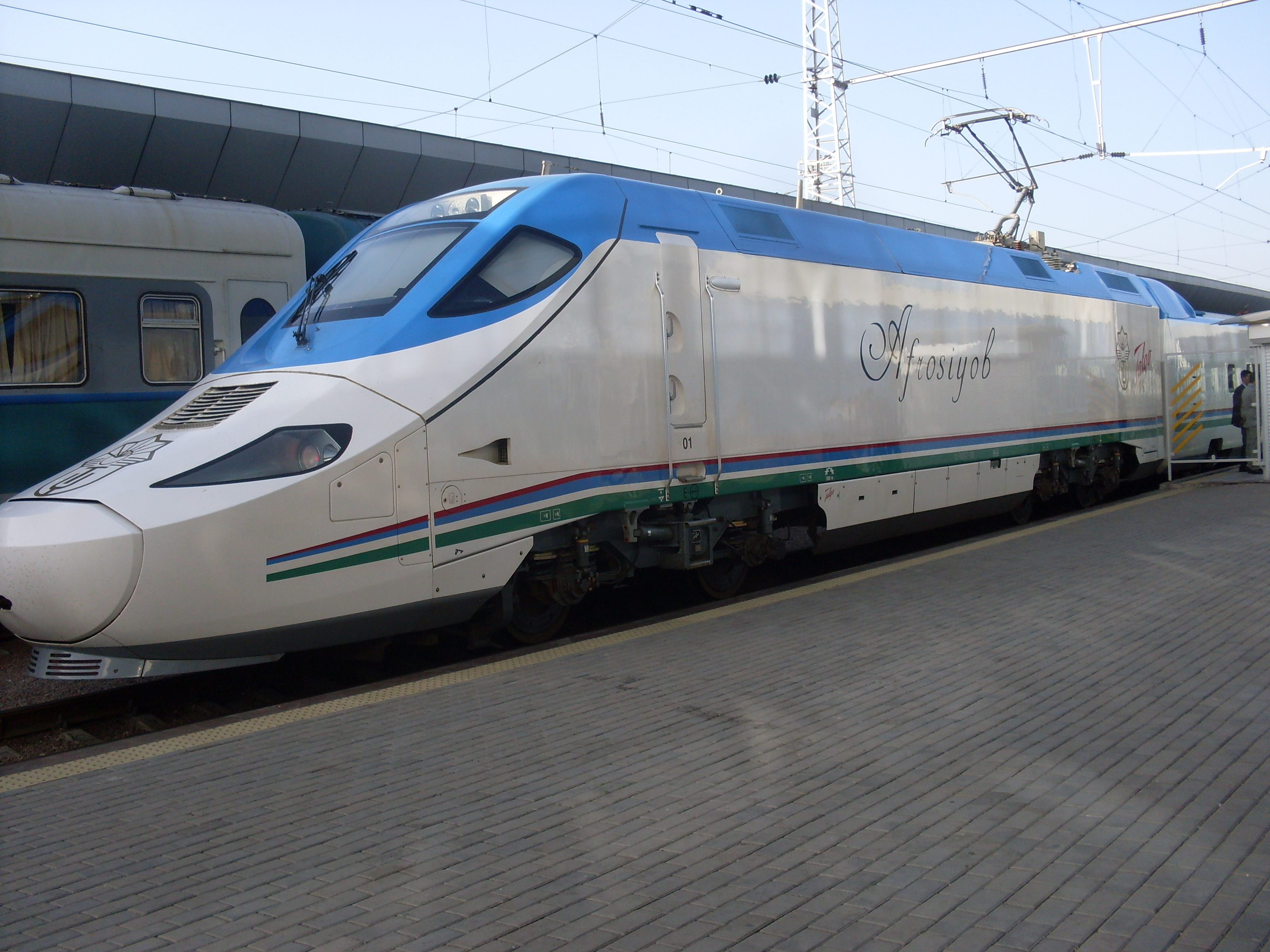
Высокоскоростной электропоезд Afrosiyob

### Наземный городской транспорт

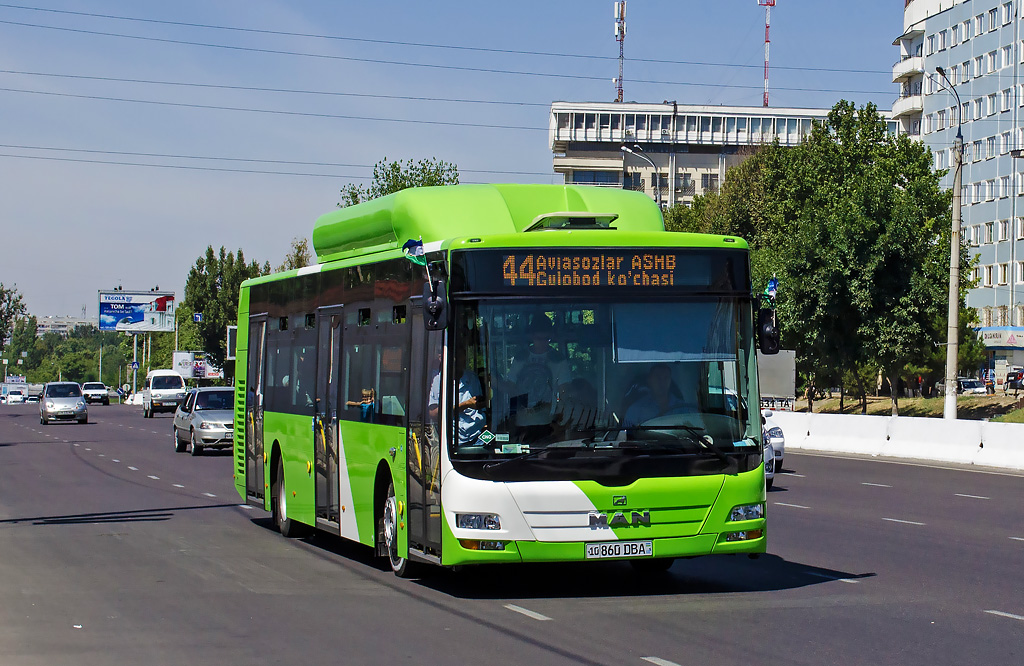
Автобус MAN в Ташкенте

Основную часть городского транспорта обслуживает компания «Тошшахартрансхизмат».
В Ташкенте действует разветвлённая сеть маршрутов автобусов, электробусов и маршрутных такси. В основном, используются автобусы MAN A22, Mercedes-Benz Conecto LF, SAZ LE60 и автобусы малой вместимости Isuzu, построенные на самаркандском совместном предприятии «СамАвто», также имеются автобусы и электробусы китайского производства.
Широко распространены службы такси, в том числе Яндекс Такси.
Троллейбусное движение в Ташкенте существовало с 5 ноября 1947 года до 1 мая 2010 года.
Трамвайное сообщение существовало с 29 декабря 1912 года до 2 мая 2016 года. Трамвайные пути были демонтированы, вагоны перевезены и запущены в Самарканде.
В августе 2016 года открылась третья кольцевая автомобильная дорога помимо уже существующих двух — Ташкентской кольцевой автомобильной дороги (ТКАД) и Малой кольцевой автомобильной дороги (ТМКАД).
С 2018 года в Ташкенте начали активно появляться велодорожки.

### Ташкентский метрополитен
С 1977 года в Ташкенте работает первый в Средней Азии метрополитен, состоящий из трёх взаимосообщающихся линий — Чиланзарской, Узбекистанской, Юнусабадской и линии Тридцатилетия независимости Узбекистана, всего — 50 станций. В 2022 году пассажиропоток метрополитена составил 125,9 млн человек. По длине путей ташкентский метрополитен занимает 3-е место в постсоветском пространстве после Санкт-Петербургского и Московского метрополитенов.
В 2016 году началось строительство эстакадной Сергелийской линии.
В 2017 году начато строительство эстакадной линии Тридцатилетия независимости Узбекистана, первый участок был введён в эксплуатацию 30 августа 2020 года.

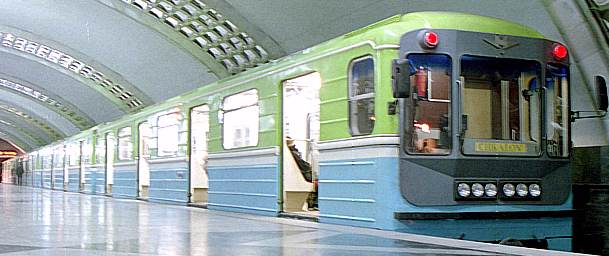
«81-718/719» для Ташкентского метрополитена на станции «Чкаловской» (ныне «Дустлик»), 2004
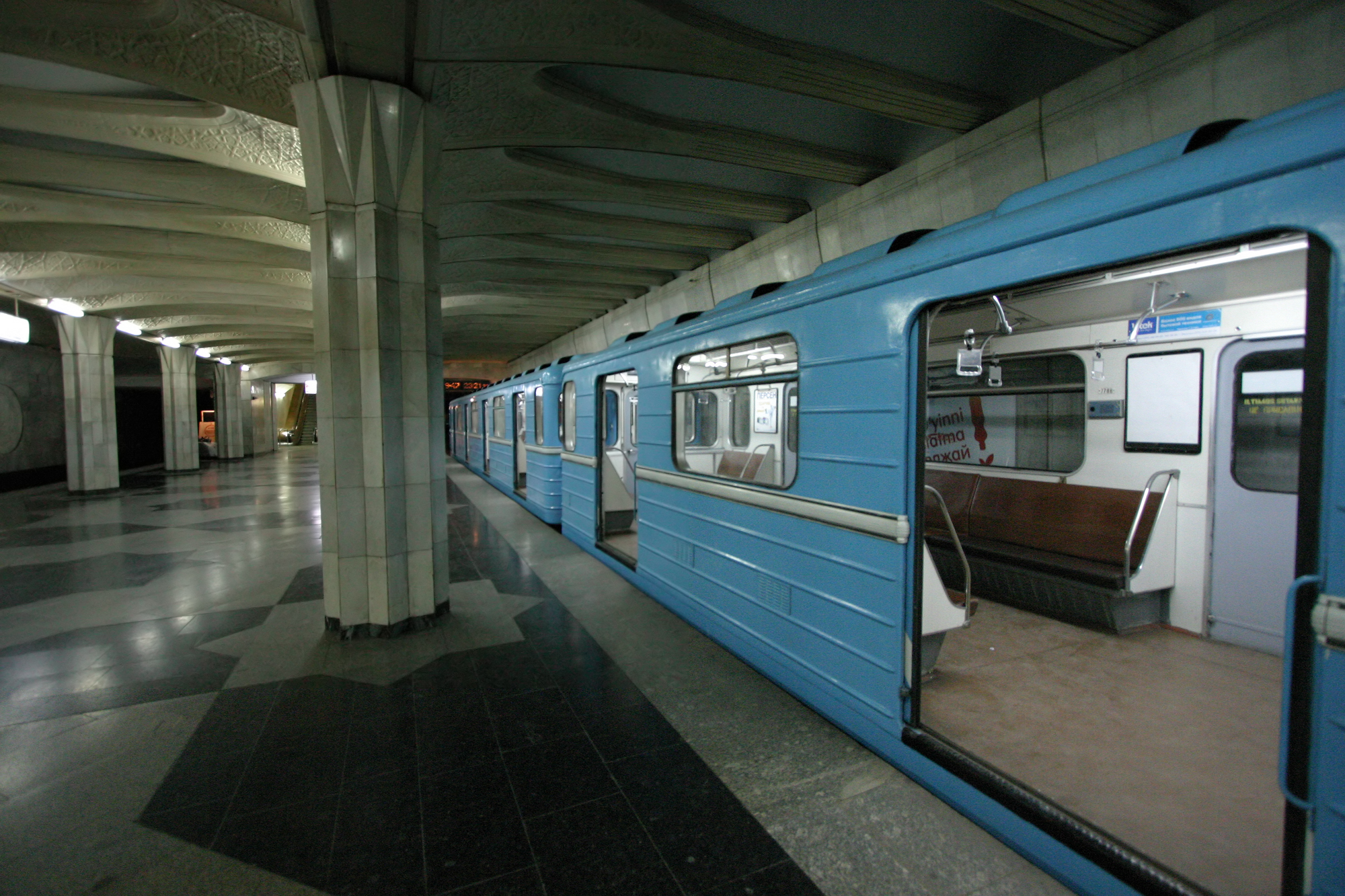
«81-717/714» на станции «Дружбы народов», 2007
Станция «Хамида Алимджана», 2009
Станция «Тинчлик», 2018
Станция «Алишера Навои», 2018
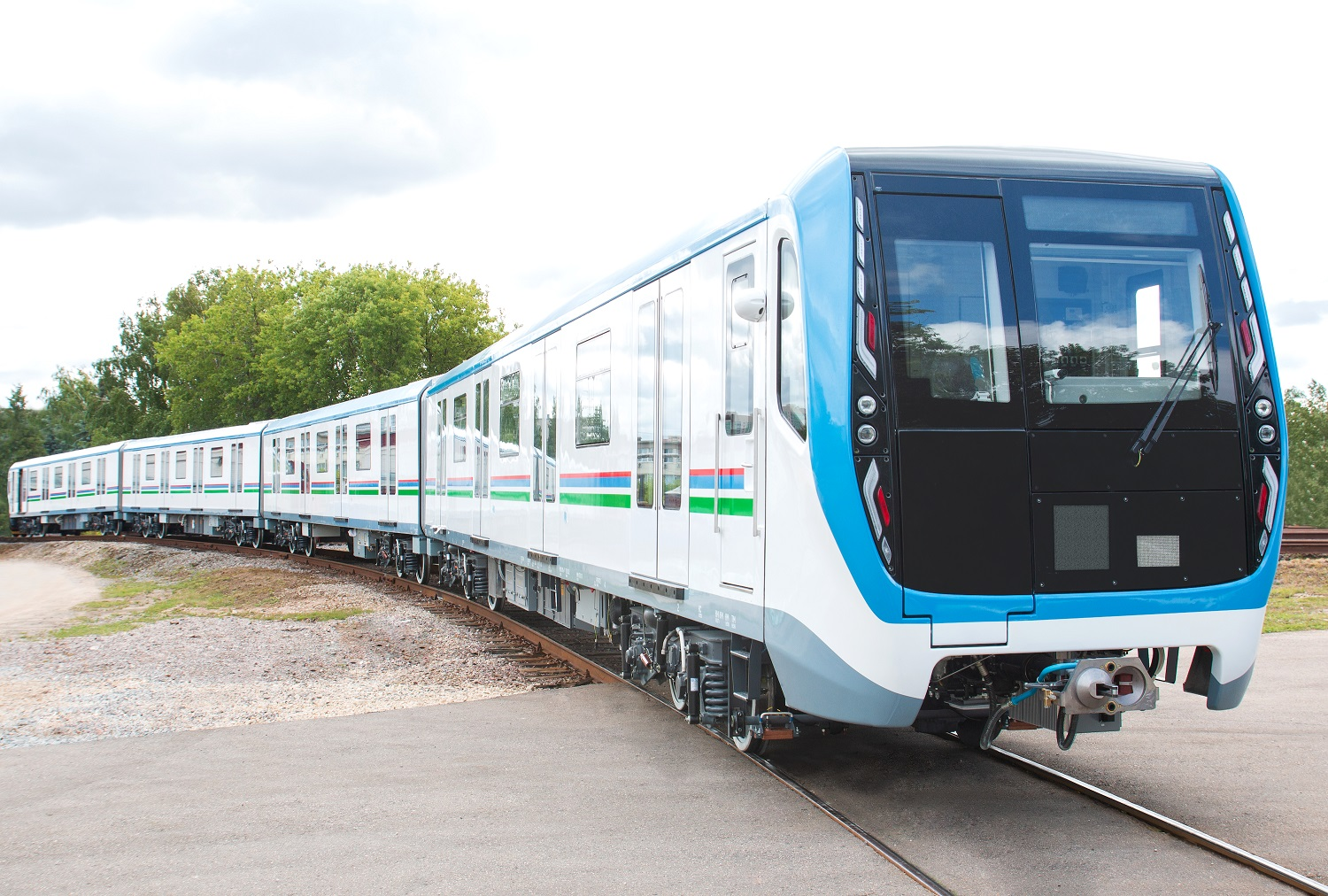
«81-765/766/767» для Ташкентского метрополитена на территории завода «Метровагонмаш», г. Мытищи, 2019
Станция метро «Космонавтлар»
Станция «Абдулла Кодирий», 2020
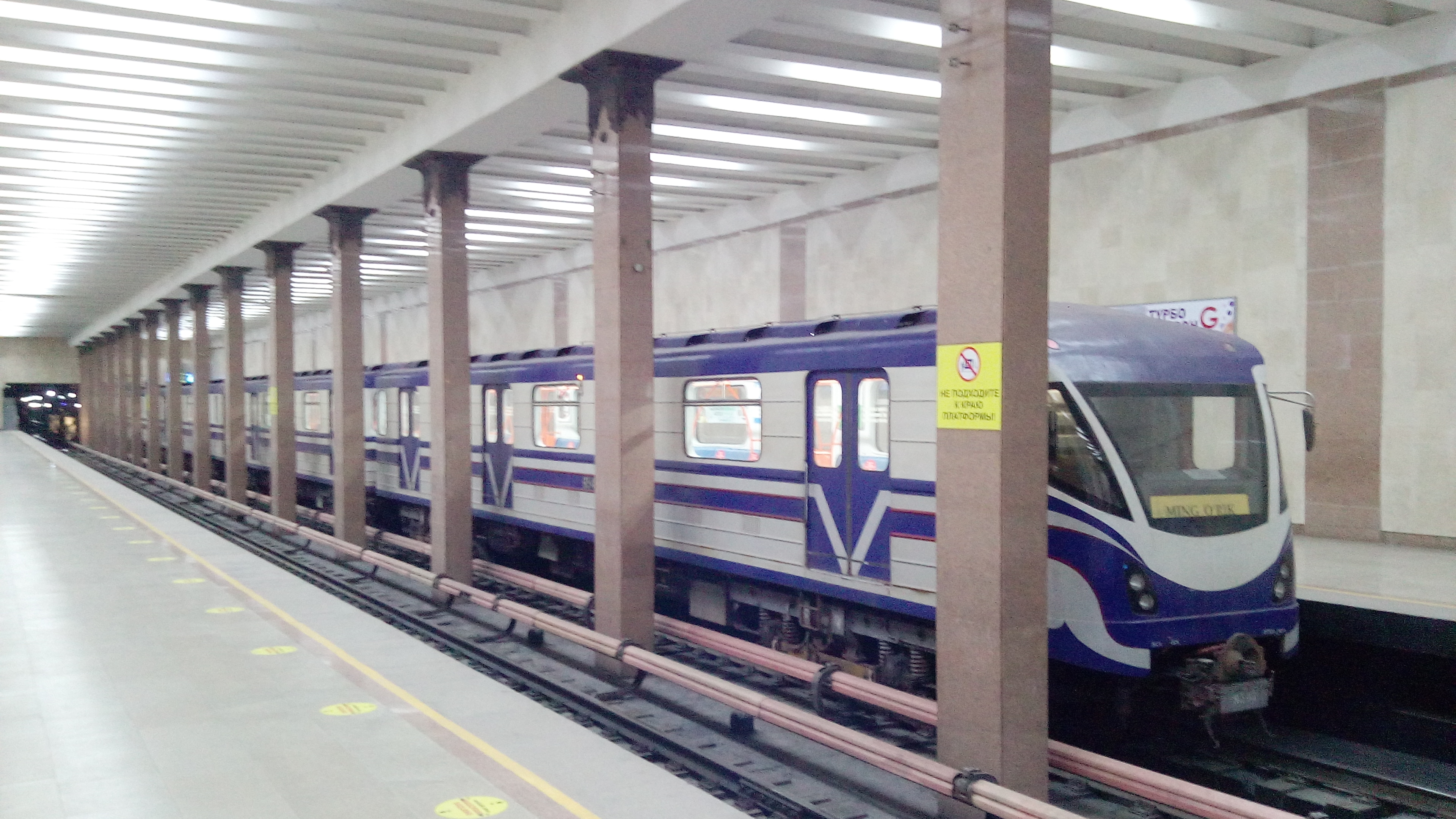
Станция «Шахристанская», 2020
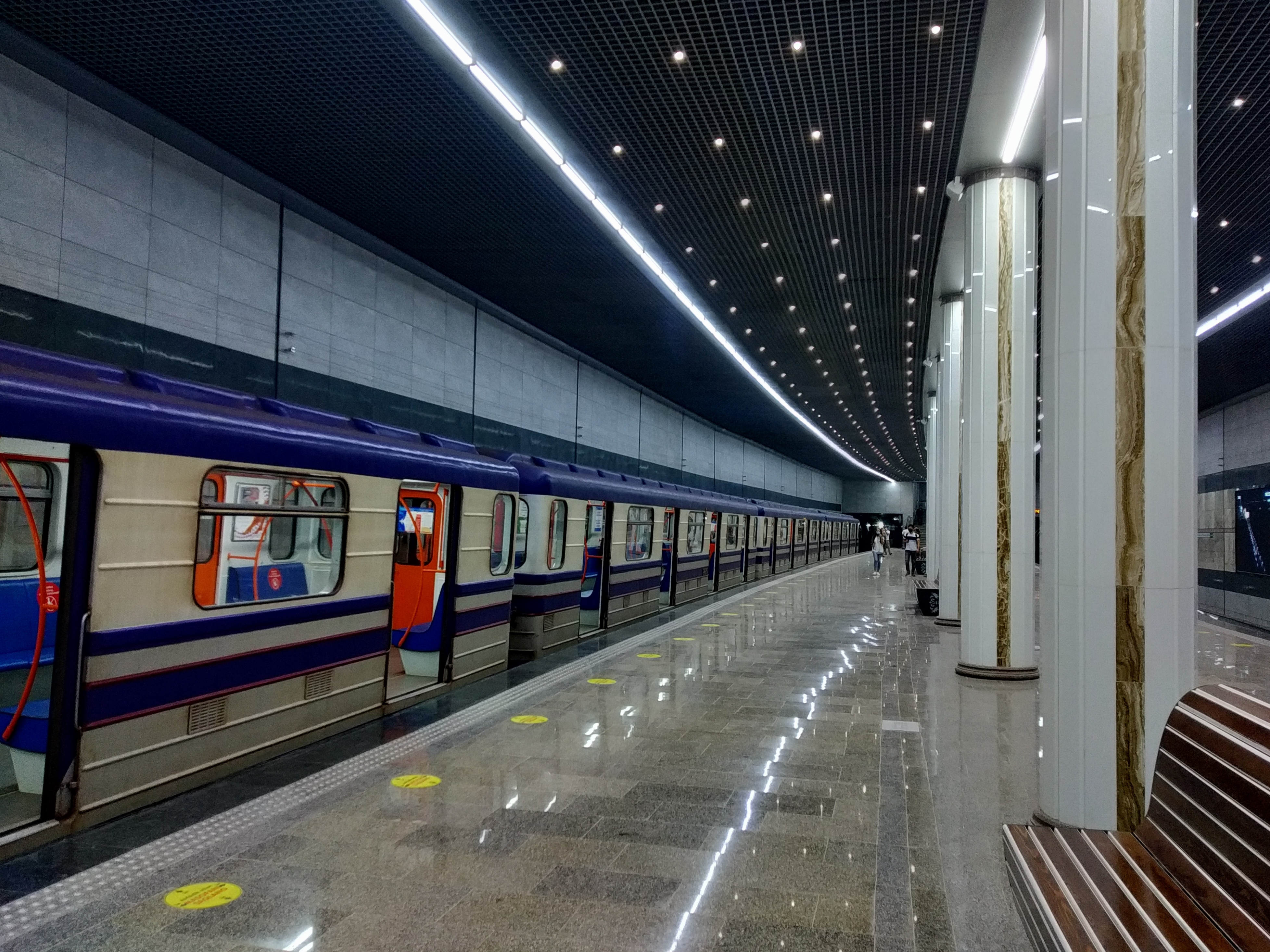
Станция «Юнусабад», 2020
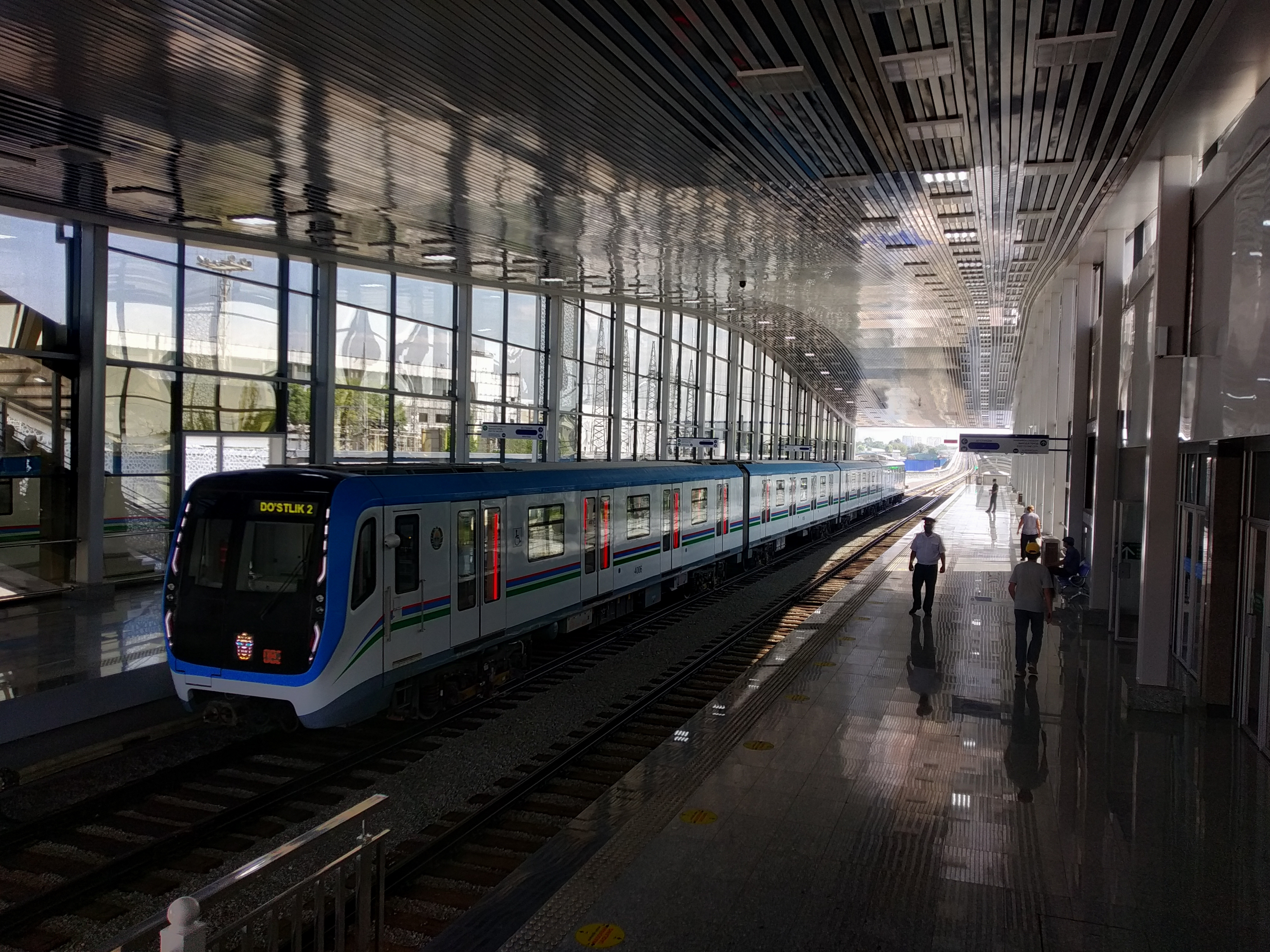
Состав «Москва» 81-765/766/767 на станции «Дустлик-2», 2020
Станция «Туркистан», 2020.

### Парковка
В октябре 2024 года хоким Ташкента Шавкат Умурзаков подписал указ о создании платных городских придорожных парковок. В мае 2025 года заработали первые 86 платных парковок, стоимость составляет 12 000 сумов в час.

## Социальная сфера

Ташкент. Схема рек, каналов и парков города по состоянию на начало XXI века

### Водная система города
В декабре 1874 года в Ташкенте был запущен городской водопровод.
В 2018 году французская компания Veolia Environnement на 25 лет получила право управлять установками по производству и распределению питьевой воды и очисткой сточных вод в Ташкенте.

## Наука
В Ташкенте ещё в 1895 году был создан «Туркестанский кружок любителей археологии», который ставил своей целью «изучение, описание и охрану памятников старины, находящихся в пределах Туркестанского края». Это научное общество на протяжении 20 лет (вплоть до 1916 года) издавало периодические бюллетени с научными статьями по истории края.
Сейчас в Ташкенте действуют многочисленные научные и конструкторские организации: Физико-технический институт АН Узбекистана, Институт электроники, Астрономический институт имени Мирзо Улугбека, Среднеазиатский научно-исследовательский институт лесного хозяйства, Институт ядерной физики (в посёлке Улугбек) и многие другие:
- Академия наук Узбекистана
- Академия художеств Узбекистана
- Физико-технический институт НПО «Физика-Солнце» АН Узбекистана
- Астрономический институт имени Улугбека
- Институт ядерной физики АН Узбекистана
- Отдел теплофизики АН Республики Узбекистан
- НПО «Академприбор»
- Научно-исследовательский гидрометеорологический институт (НИГМИ) Узгидромета

## Образование

### Высшее образование
Ташкент является важнейшим образовательным центром Узбекистана, в городе сосредоточено большинство важнейших объектов просвещения страны.
- Национальный университет Узбекистана
- Государственный институт искусств Узбекистана
- Государственная консерватория Узбекистана
- Ташкентский государственный авиационный институт
- Ташкентский государственный технический университет
- Ташкентская духовная семинария
- Международная исламская академия Узбекистана
- Ташкентский финансовый институт
- Узбекский государственный университет мировых языков
- Ташкентский государственный институт востоковедения
- Ташкентский государственный архитектурный институт
- Ташкентский государственный аграрный университет
- Ташкентский государственный педагогический университет им. Низами
- Ташкентский государственный экономический университет
- Ташкентский исламский институт
- Ташкентский институт инженеров железнодорожного транспорта
- Ташкентская медицинская академия
- Ташкентский фармацевтический институт
- Ташкентский педиатрический медицинский институт
- Ташкентский университет информационных технологий
- Ташкентский государственный юридический университет
- Ташкентский институт текстильной и лёгкой промышленности
- Ташкентский автомобильно-дорожный институт
- Узбекский государственный университет физической культуры и спорта
- Государственная академия хореографии Узбекистана
- Ташкентский институт инженеров ирригации и механизации сельского хозяйства
- Ташкентский химико-технологический институт
- Ташкентский архитектурно-строительный институт
- Университет мировой экономики и дипломатии

Филиалы высших образовательных учреждений:
- Филиал МГУ имени М. В. Ломоносова в Ташкенте
- Филиал РЭУ имени Г. В. Плеханова в Ташкенте
- Филиал Российского государственного университета нефти и газа имени И. М. Губкина в Ташкенте
- Международный Вестминстерский университет в Ташкенте
- Туринский университет в Ташкенте
- Университет Инха в Ташкенте
- Сингапурский институт развития менеджмента в Ташкенте
- Ташкентский филиал Всероссийского государственного института кинематографии имени С. А. Герасимова
- Британский университет менеджмента в Ташкенте
- Ташкентский филиал Национального исследовательского ядерного университета «МИФИ»

### Высшие образовательные учреждения Вооружённых Сил и силовых структур
- Академия Вооружённых сил Республики Узбекистан
- Академия Министерства внутренних дел Республики Узбекистан
- Ташкентское высшее общевойсковое командное училище
- Ташкентское высшее военно-техническое училище МВД Республики Узбекистан
- Специальный факультет Министерства обороны Республики Узбекистан при ТУИТ
- Высшая техническая школа пожарной безопасности МВД Республики Узбекистан
- Высший военный таможенный институт ГТК Республики Узбекистан

## Общество

### Религия

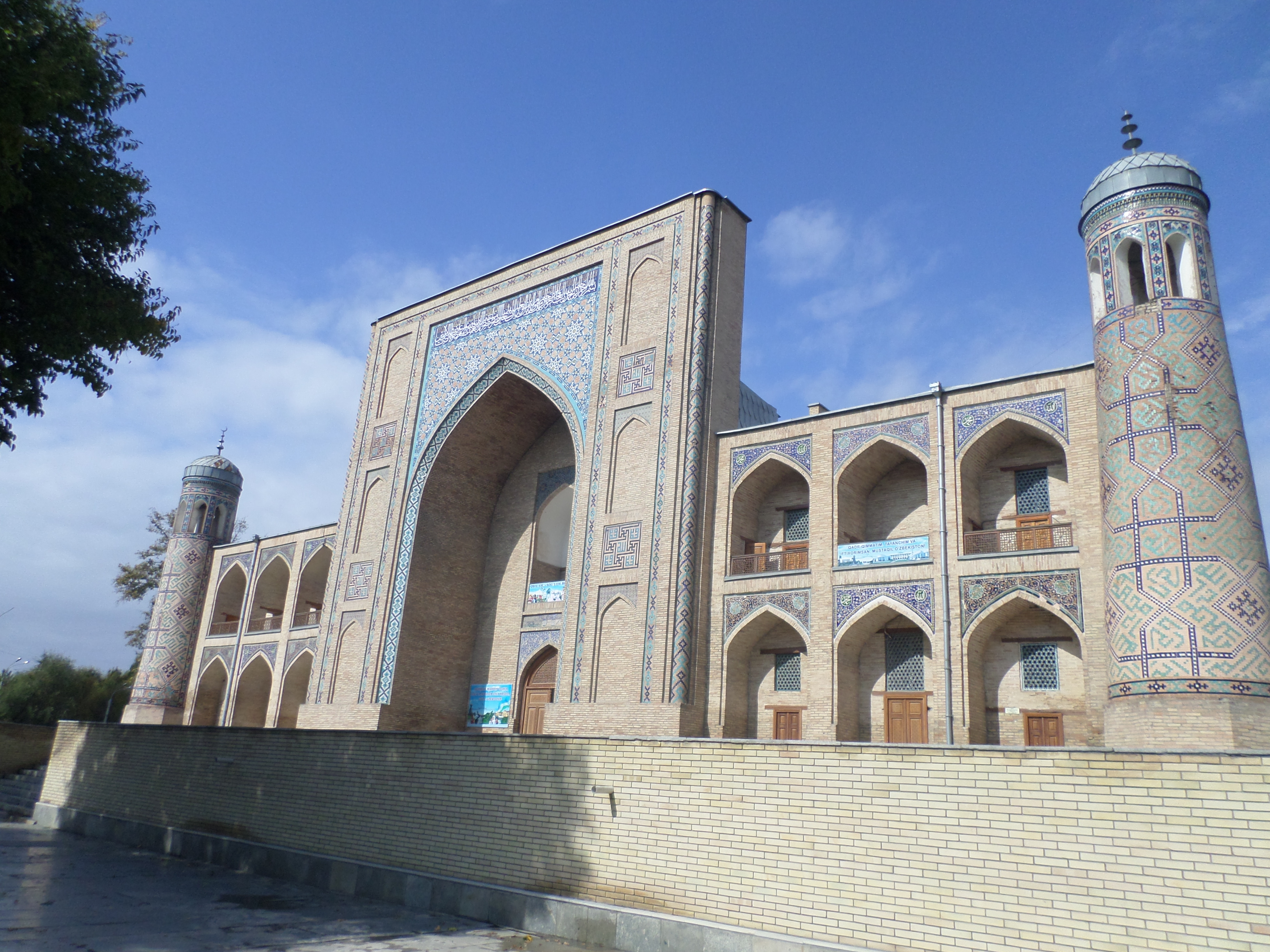
Медресе Кукельдаш
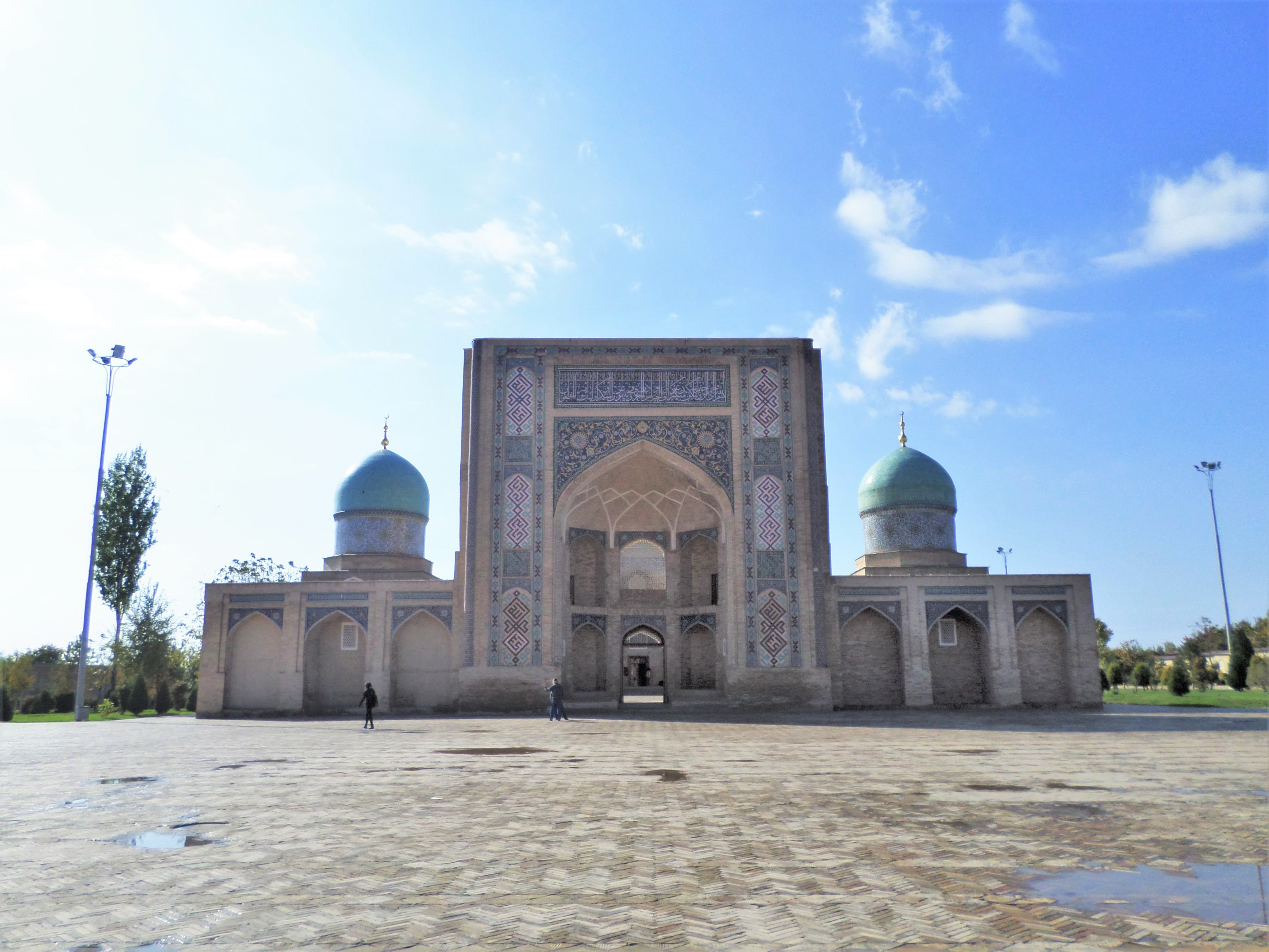
Медресе Баракхана
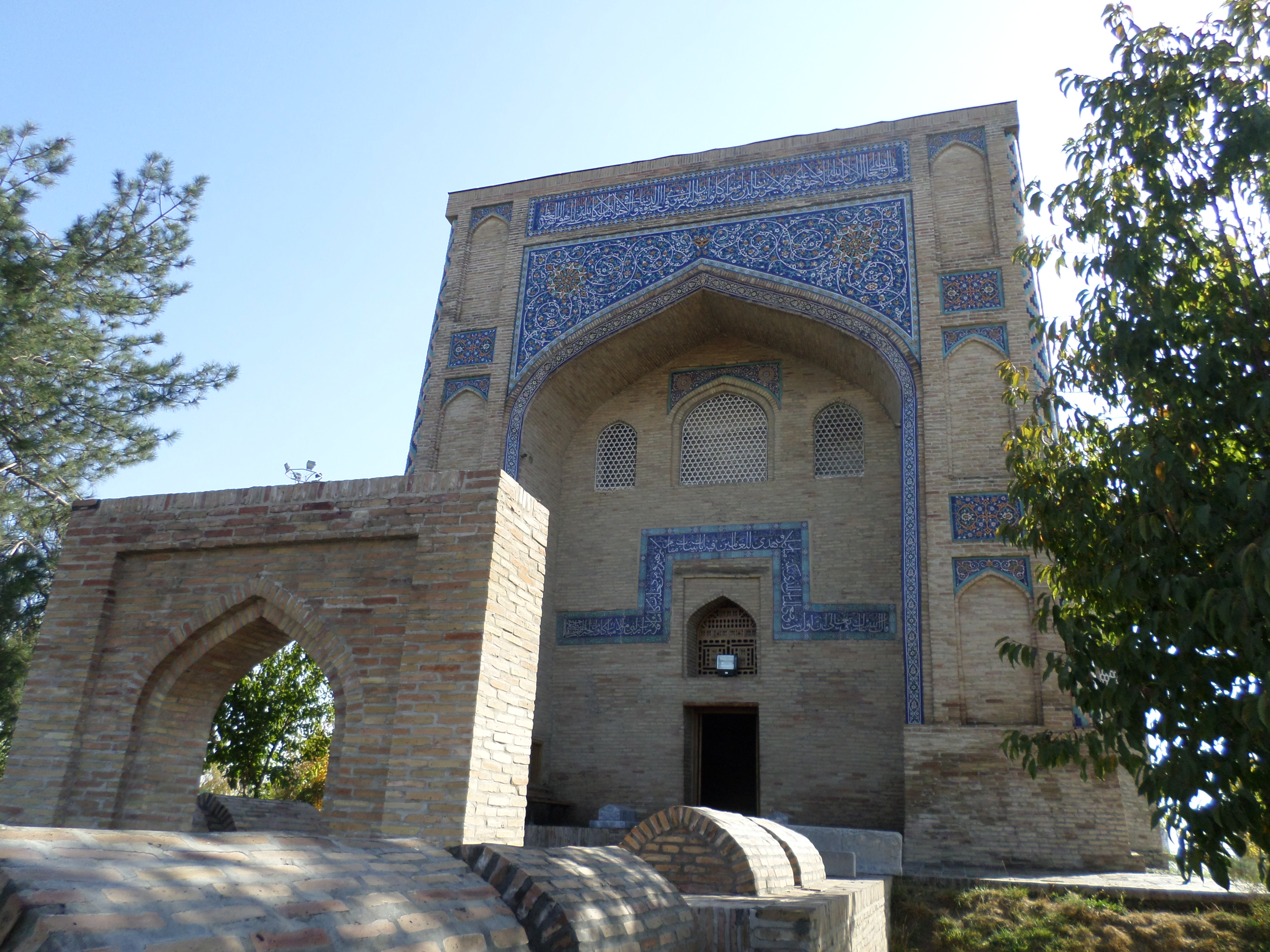
Мавзолей Каффаля Шаши

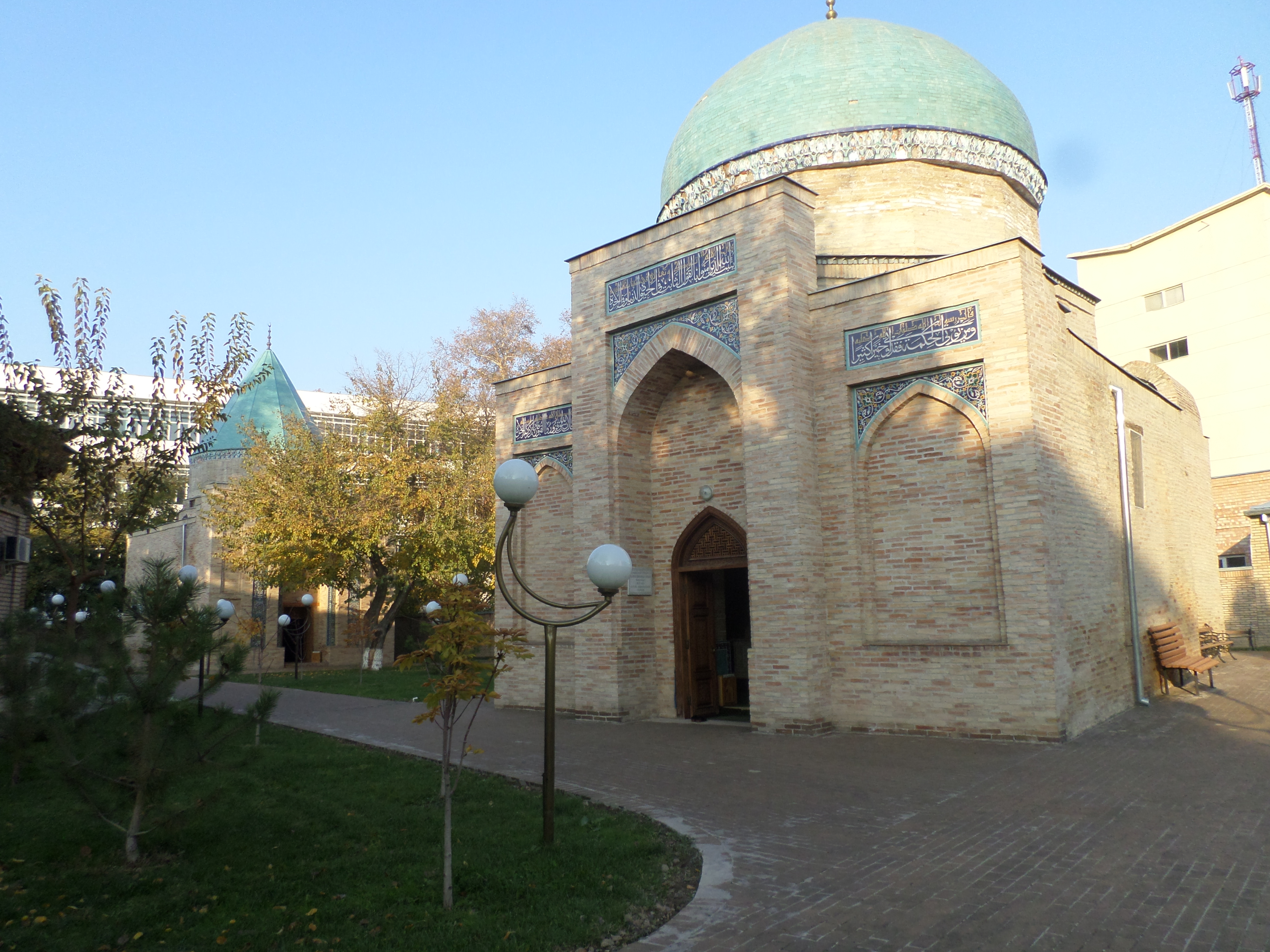
Ансамбль Шейхантаур
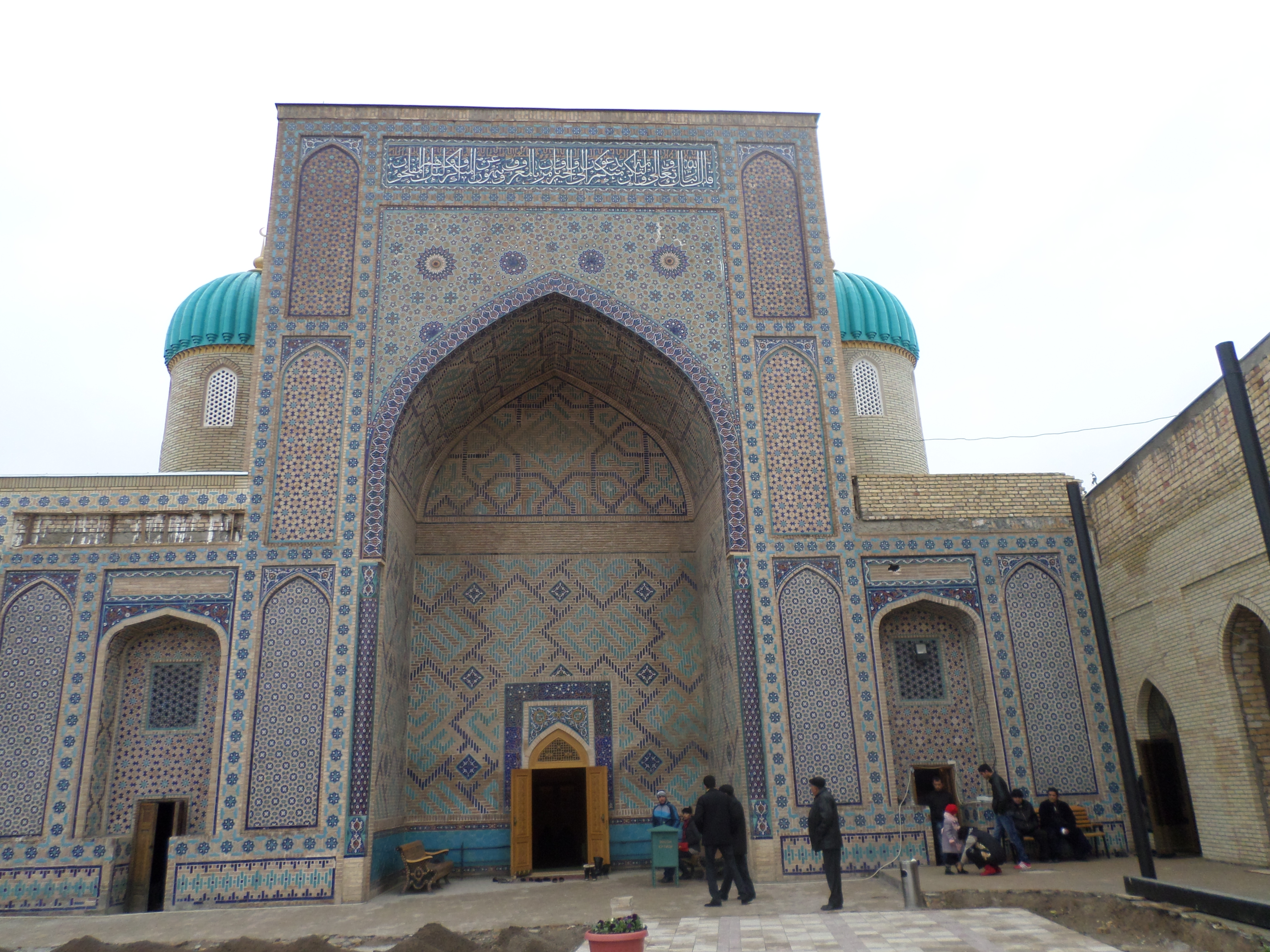
Мавзолей Зангиата
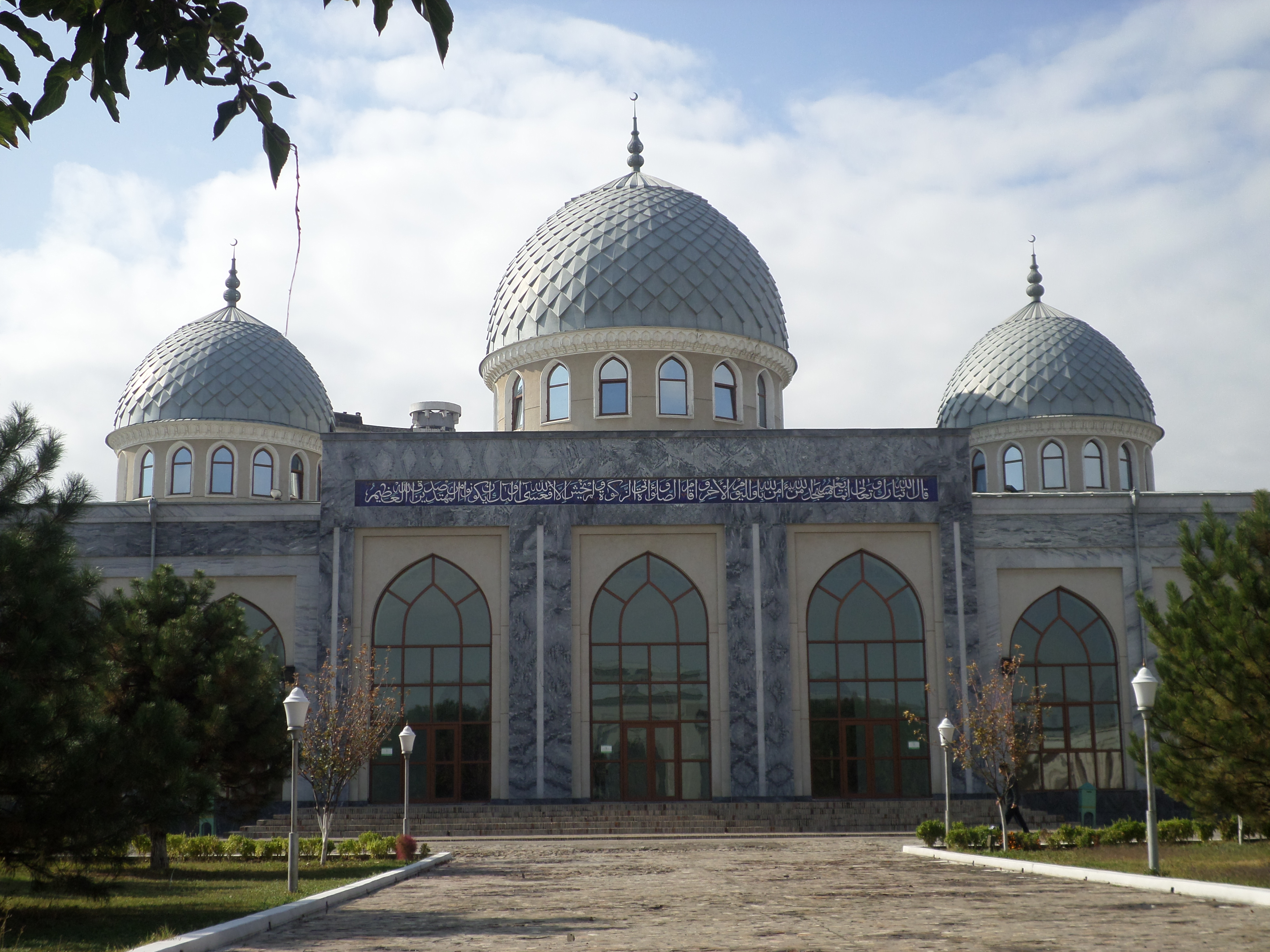
Мечеть Ходжа Ахрар Вали

Большая часть верующего населения — мусульмане суннитского толка.

#### Храмы других конфессий

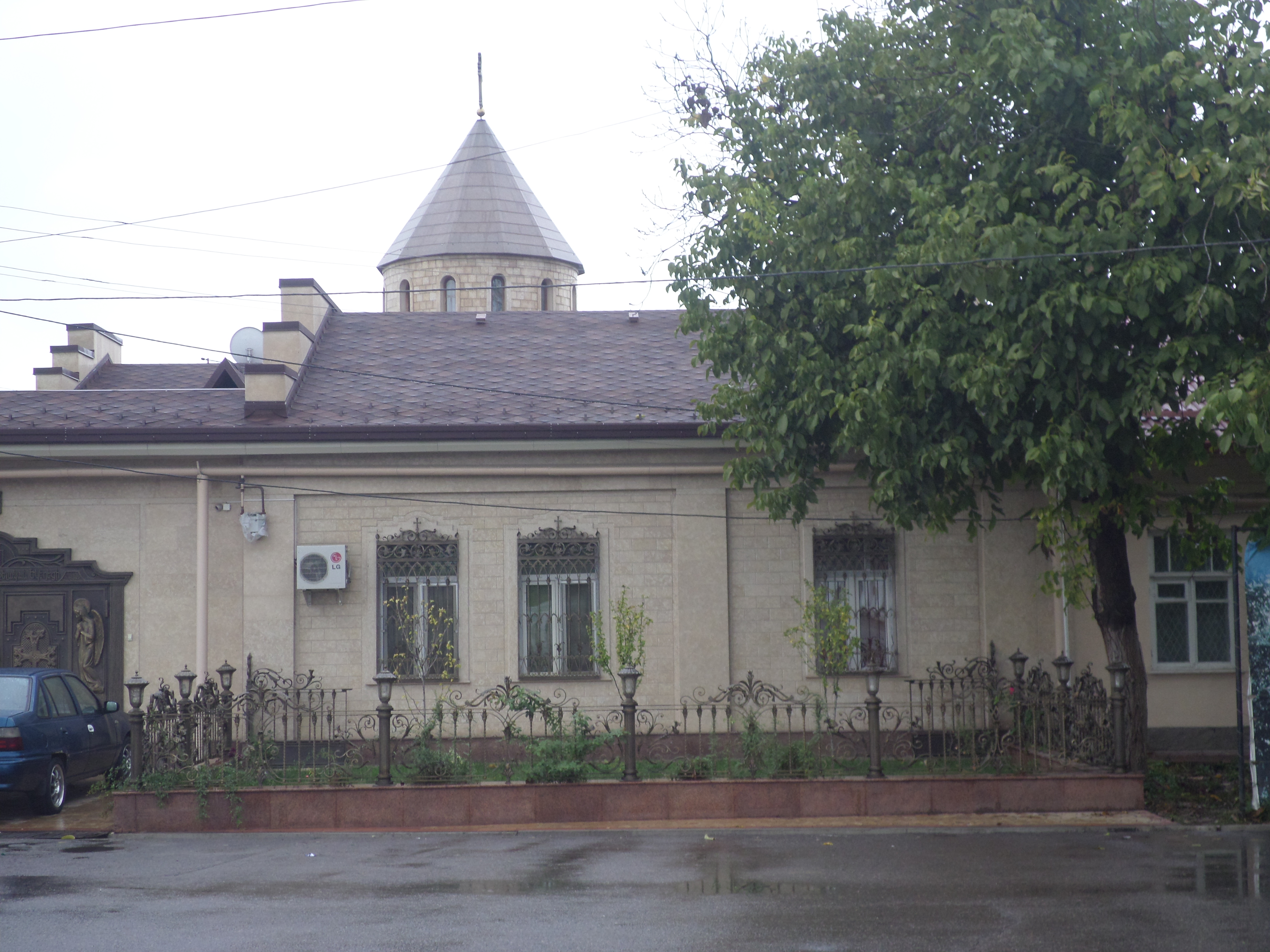
Армянская церковь Святого Филиппа
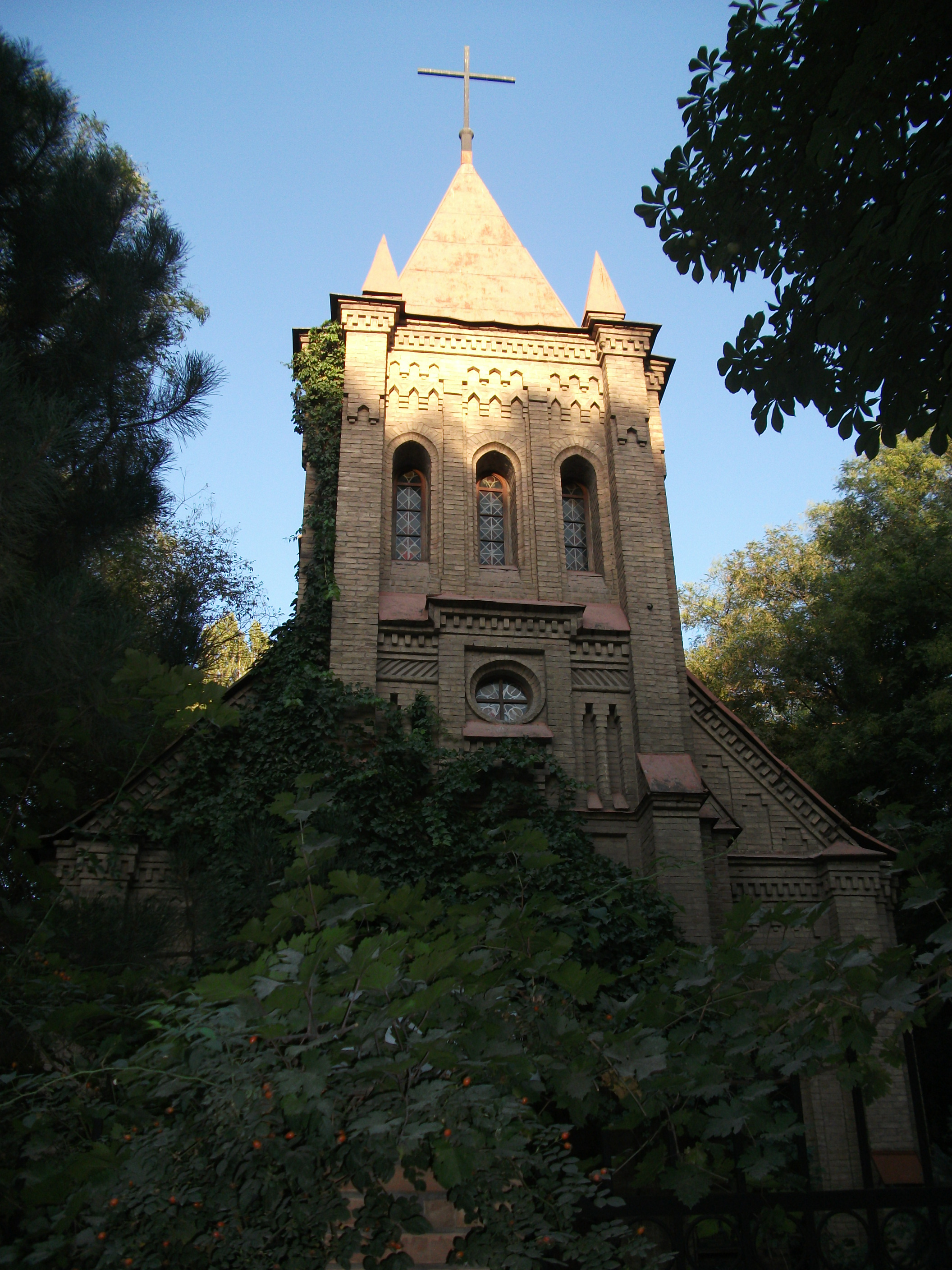
Евангелическо-лютеранская церковь
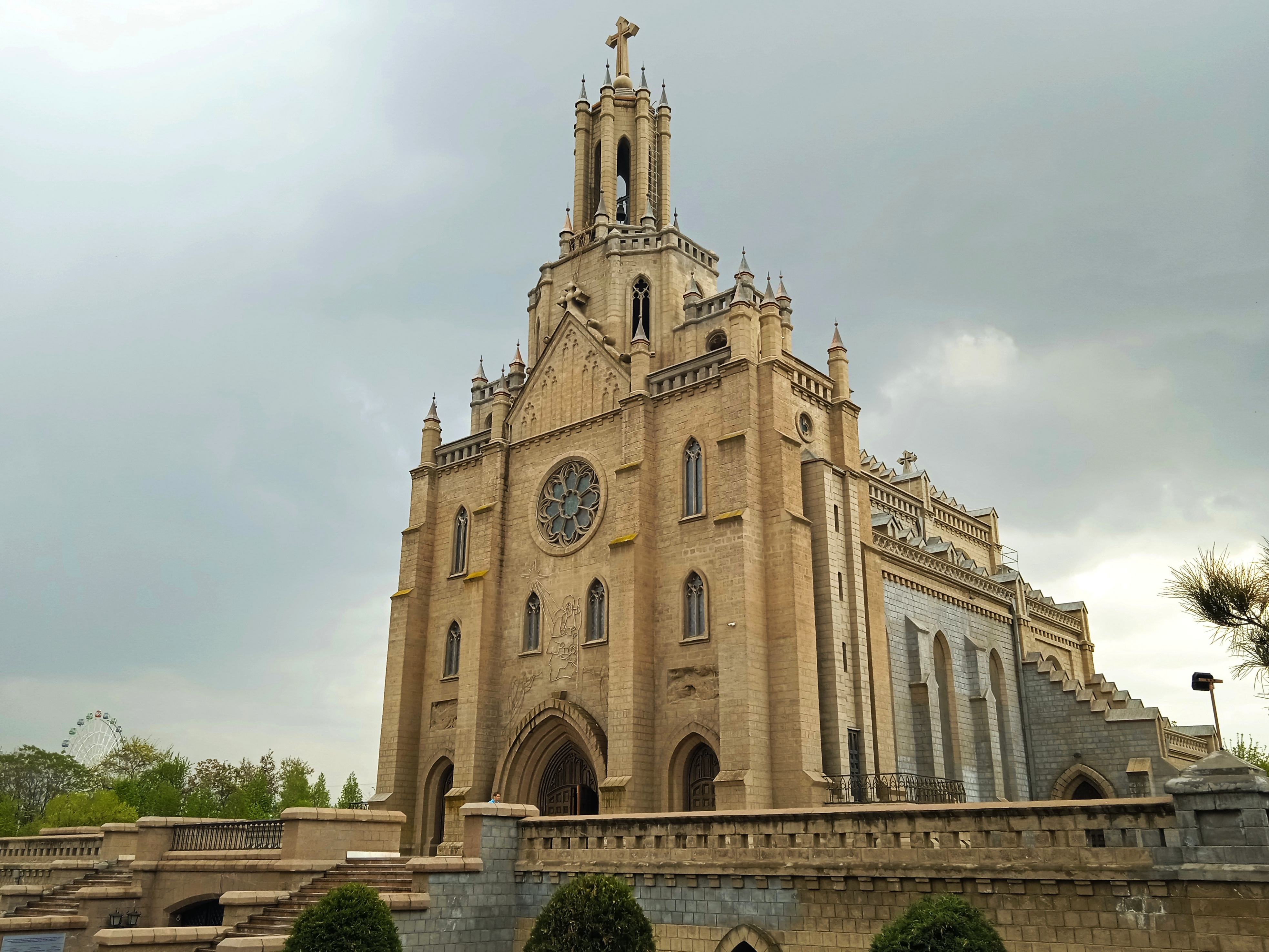
Католический Собор Святейшего Сердца Иисуса

|                                          |                                           |                                     |
| Кафедральный собор Успения Божией Матери | Храм Святого Александра Невского          | Храм Святого Владимира              |
|                                          |                                           |                                     |
| Храм Священномученика Ермогена           | Свято-Троице-Никольский женский монастырь | Часовня Святого Георгия Победоносца |

В городе функционирует несколько учреждений Русской православной церкви:
- Кафедральный город Среднеазиатского митрополичего округа;
- Духовная семинария[139].

В 2012 году открылось регентское отделение, готовящее руководителей церковных хоров.

## Культура и искусство
В Ташкенте находятся многочисленные организации научного, педагогического и культурного профиля, среди них 12 театров, 22 музея. В городе имеются архитектурные исторические памятники, например: мавзолей Шейхантаур (XV век) и Каффаль Шаши, медресе Баракхана и Кукельдаш (оба XVI века).
Театр «Ильхом», известный своими экспериментальными постановками и нетрадиционными обработками классических произведений, является изюминкой культурной жизни Ташкента. Под эгидой театра и на его сцене c 2007 года проходит рок-фестиваль IlkhomRockFest, объединяющий популярные ташкентские рок-группы — Flyin Up, «Крылья Оригами», Bu Qala и прочие — а также зарубежных рок-музыкантов.
Ежегодный международный джазовый фестиваль проходит в Ташкенте каждой весной в течение двух недель. В разные годы на нём выступали такие звёзды джаза, как Эл Ди Меола, Кенни Гарретт, Грегори Портер, Крис Ботти, Сальвадор Собрал, Петер Бенце, оркестр Гленна Миллера, Ди Ди Бриджуотер и другие.

### Театры
- Большой театр имени Алишера Навои
- Узбекский национальный академический драматический театр
- Русский драматический театр Узбекистана (Бывший театр имени Горького)
- Театр «Ильхом»
- Узбекский драматический театр имени Аброра Хидоятова
- Узбекский театр музыкальной драмы и комедии имени Мукими
- Ташкентский государственный театр музыкальной комедии (Театр оперетты)
- Культурно-творческий центр Аладдин
- Театр танца Офарин
- Молодёжный театр Узбекистана
- Республиканский театр юного зрителя Узбекистана
- Государственный республиканский театр кукол
- Государственный театр сатиры Узбекистана

### Культурные учреждения

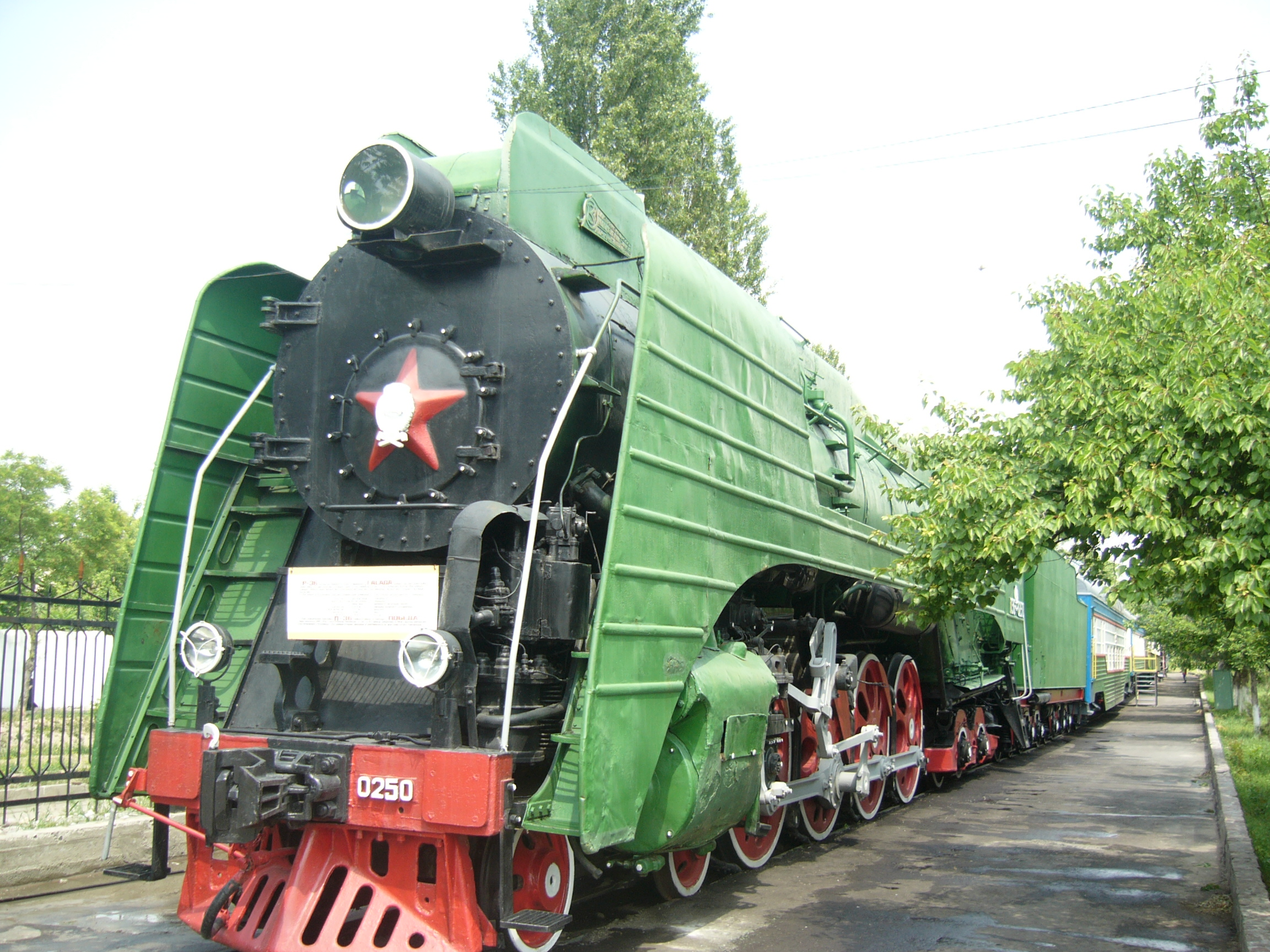
Паровоз П36 в Ташкентском музее железнодорожной техники

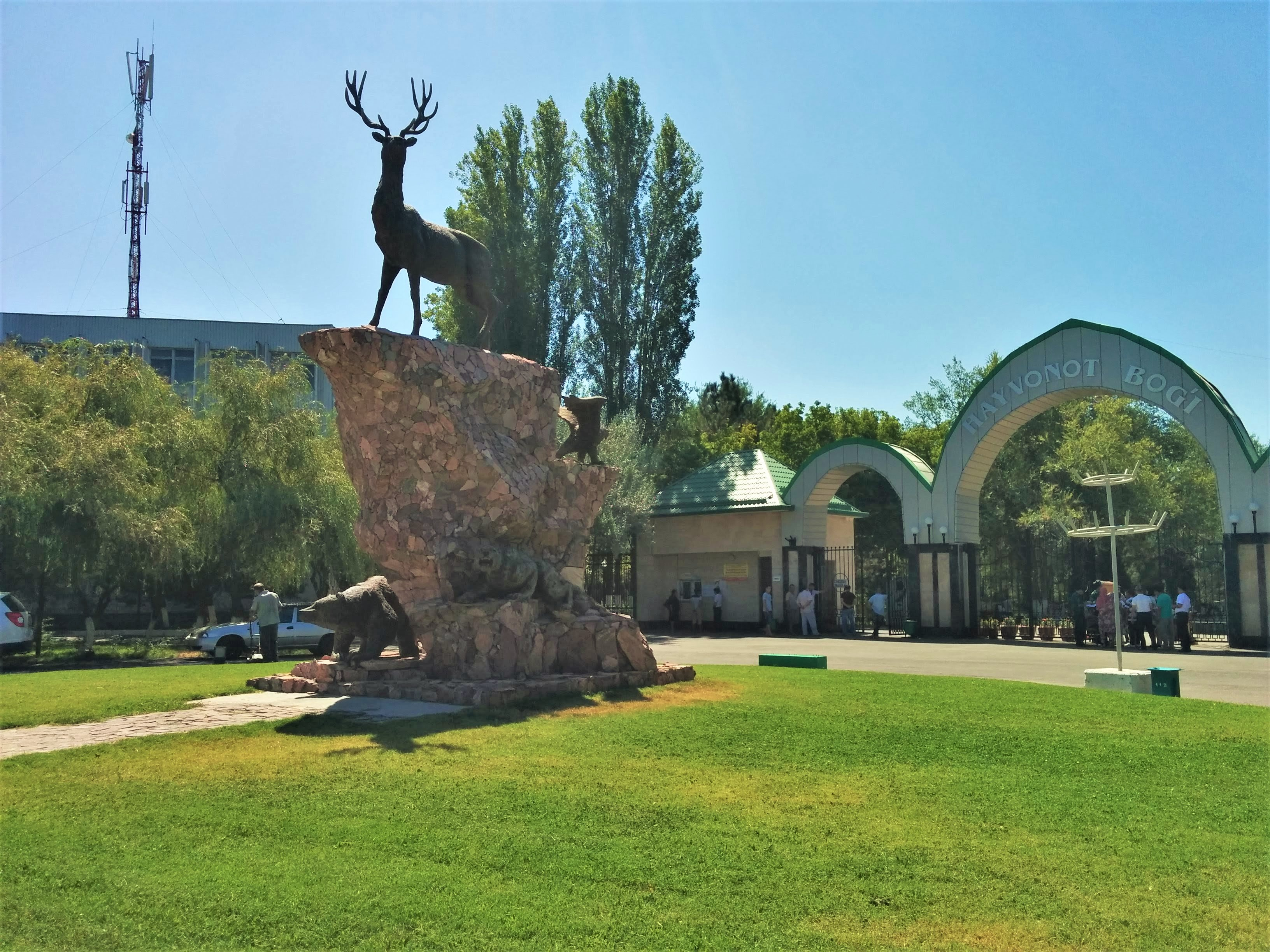
Вход в Ташкентский зоопарк

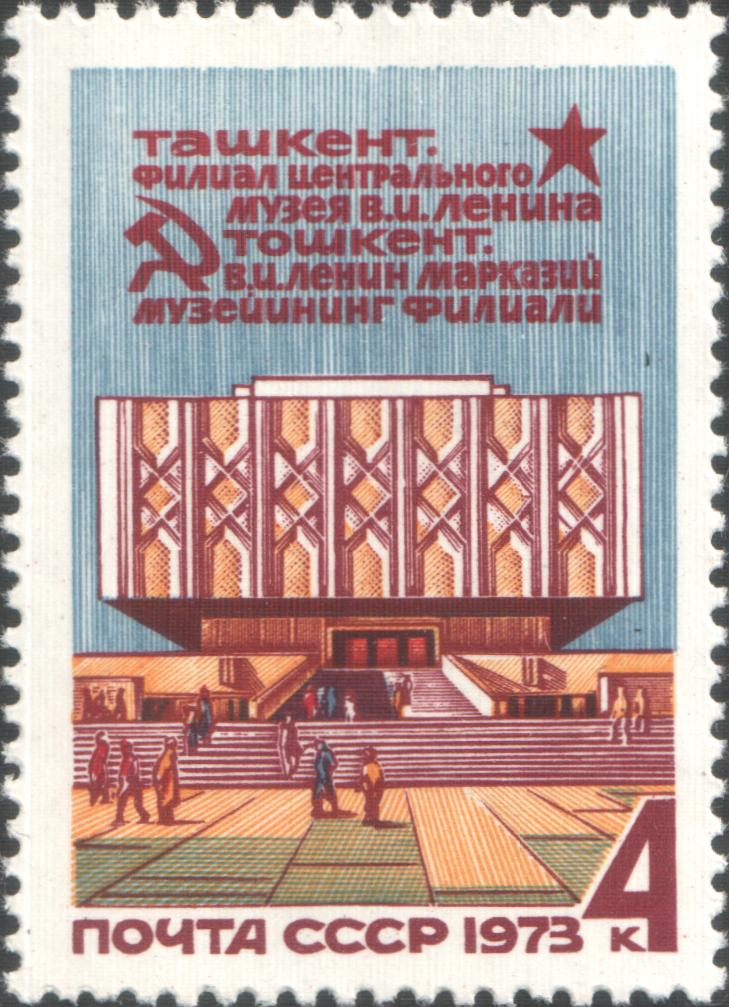
Почтовая марка СССР, 1973 год

- Национальный симфонический оркестр Узбекистана
- Ансамбль Хазрати Имам: здесь хранится одна из древнейших сохранившихся рукописей Корана, датируемой VII веком[142].
- Арт-центр «Ташкент Плаза» (национальное декоративно-прикладное искусство Узбекистана)
- Галерея изобразительного искусства Узбекистана[143]
- Геологический музей
- Государственный литературно-мемориальный дом-музей Сергея Бородина
- Государственный музей искусств Узбекистана — основан в 1918 году как Музей народного университета, позднее Центральный художественный музей, с 1924 года — Ташкентский музей искусств, с 1935 года — Государственный музей искусств Узбекистана
- Государственный музей истории Тимуридов
- Государственный музей истории Узбекистана
- Государственный музей литературы имени Алишера Навои: в июне 1870 года в Ташкенте создана Туркестанская библиотека[144], впоследствии ставшая Национальной библиотекой Узбекистана им. Алишера Навои.
- Государственный музей прикладного искусства Узбекистана
- Государственный музей природы Узбекистана
- Дворец творчества молодёжи
- Дом-музей Айбека Муса Ташмухамедова
- Дом-музей Гафура Гуляма
- Дом-музей Мухтара Ашрафи
- Дом-музей Сулеймана Юдакова
- Дом-музей Юнуса Раджаби
- Клуб-музей Анны Ахматовой «Мангалочий дворик»
- Мемориальный музей Тамары Ханум
- Мемориальный дом-музей Урала Тансыкбаева
- Мемориальный дом-музей Юлдаша Ахунбабаева
- Музей астрономии
- Музей вооружённых сил
- Музей здравоохранения имени К.С. Заирова
- Музей истории связи
- Музей киноискусства Узбекистана
- Музей олимпийской славы
- Музей памяти жертв репрессий
- Музей Сергея Есенина
- Ташкентский дом фотографии
- Ташкентский зоопарк
- Ташкентский музей железнодорожной техники
- Ташкентский планетарий
- Центральный выставочный зал[145]

### Дворцы культуры
- Дворец культуры и техники авиастроителей имени В. Н. Сивца
- Дворец культуры ТТЗ
- Республиканский Дворец школьников
- Дворец культуры железнодорожников

### Концертные залы
- Дворец «Дружбы народов»
- Дворец искусств Туркистон
- Киноконцертный зал Зарафшан

## Спорт

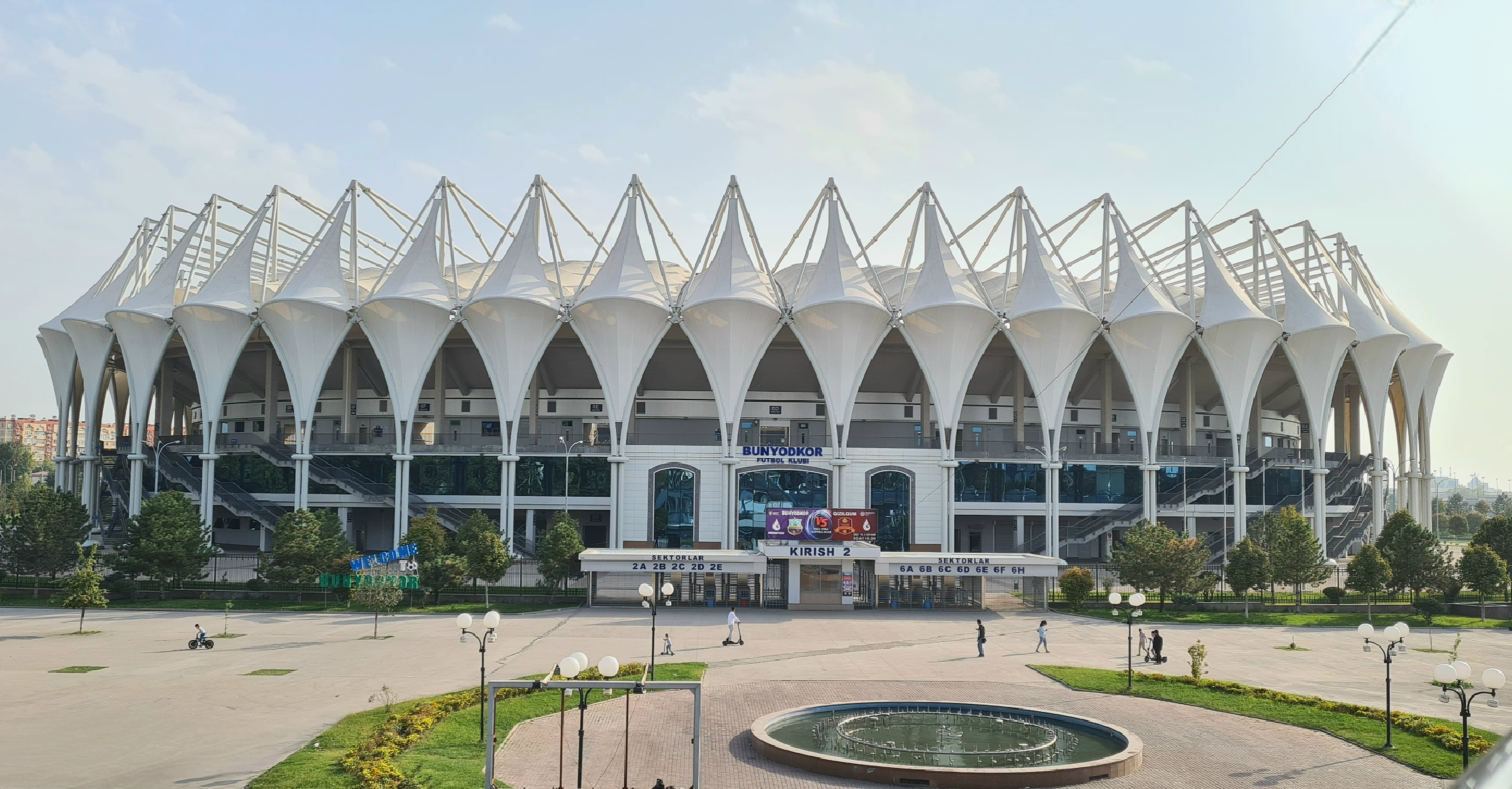
Стадион «Миллий» (2012)

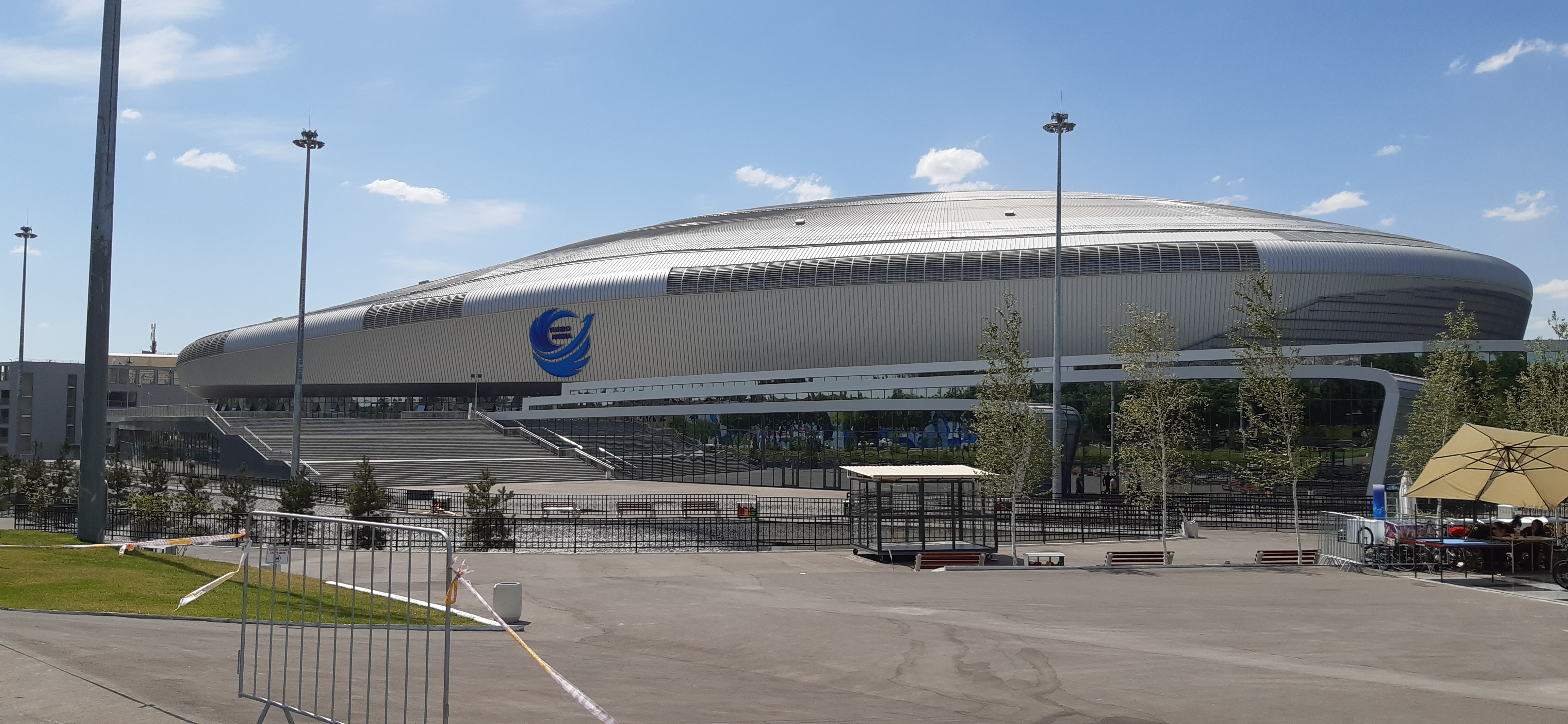
Ледовый дворец «Хумо Арена» (2019)

Одним из самых популярных видов спорта в Ташкенте является футбол. В городе базируются 3 самых известных футбольных клуба Узбекистана — «Пахтакор», «Бунёдкор» и «Локомотив», который является действующим победителем Суперлиги Узбекистана.
С сезона 2002 года победителями Суперлиги становились исключительно ташкентские клубы. Из-за их лидирующих позиций в узбекистанском футболе, минимум 2 столичных клуба ежегодно участвуют в Лиге чемпионов АФК.
Ежегодно в сентябре проходит Открытый чемпионат Ташкента по теннису.
В городе имеется множество крупных спортивных объектов, среди них теннисный клуб «Юнусобод», стадионы «Пахтакор» и «Миллий», многофункциональный ледовый дворец «Humo Arena».
В Ташкенте часто проходят крупные спортивные соревнования, мирового и континентального уровней. Так, в городе трижды (в 1995, 1999 и 2017 годах) проводился чемпионат Азии по боксу.
Дважды (в 2008 и 2010 годах) проходил чемпионат Азии по футболу среди юношеских команд. В 2019 году по трассам Ташкента и Ташкентской области прошёл чемпионат Азии по шоссейному велоспорту.
Каждый год в Ташкенте проводится этап Кубка мира по художественной гимнастике. В Ташкенте состоялся чемпионат мира по борьбе 2014 года, дважды (в 1999 и 2011 годах) — чемпионат Азии по борьбе, трижды (в 2005, 2012 и 2016 годах) — чемпионат Азии по дзюдо, чемпионат мира по тайскому боксу 2011 года и многие другие соревнования.

## Архитектура и достопримечательности

### Исторические

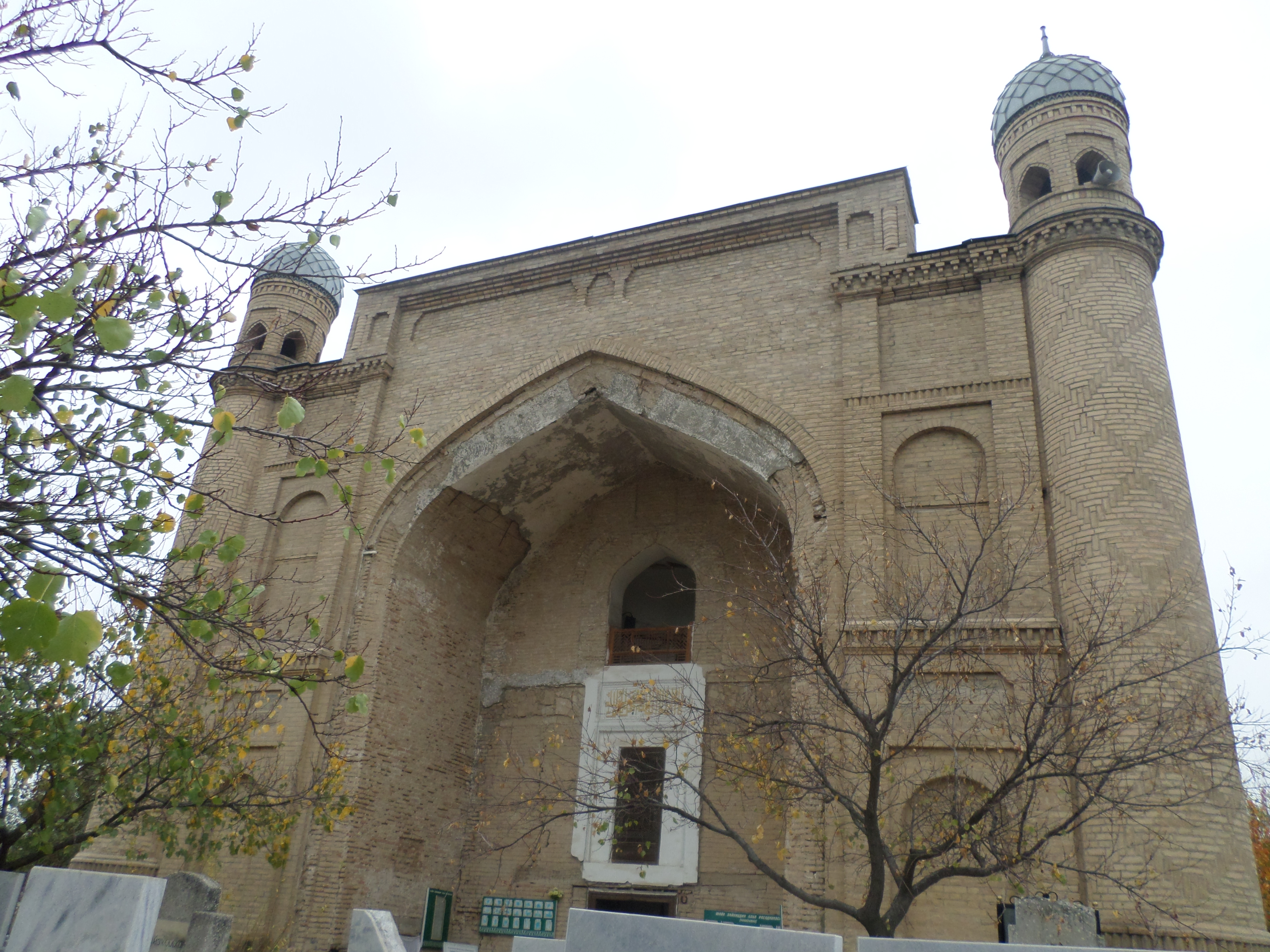
Мавзолей Шейха Зайнудина

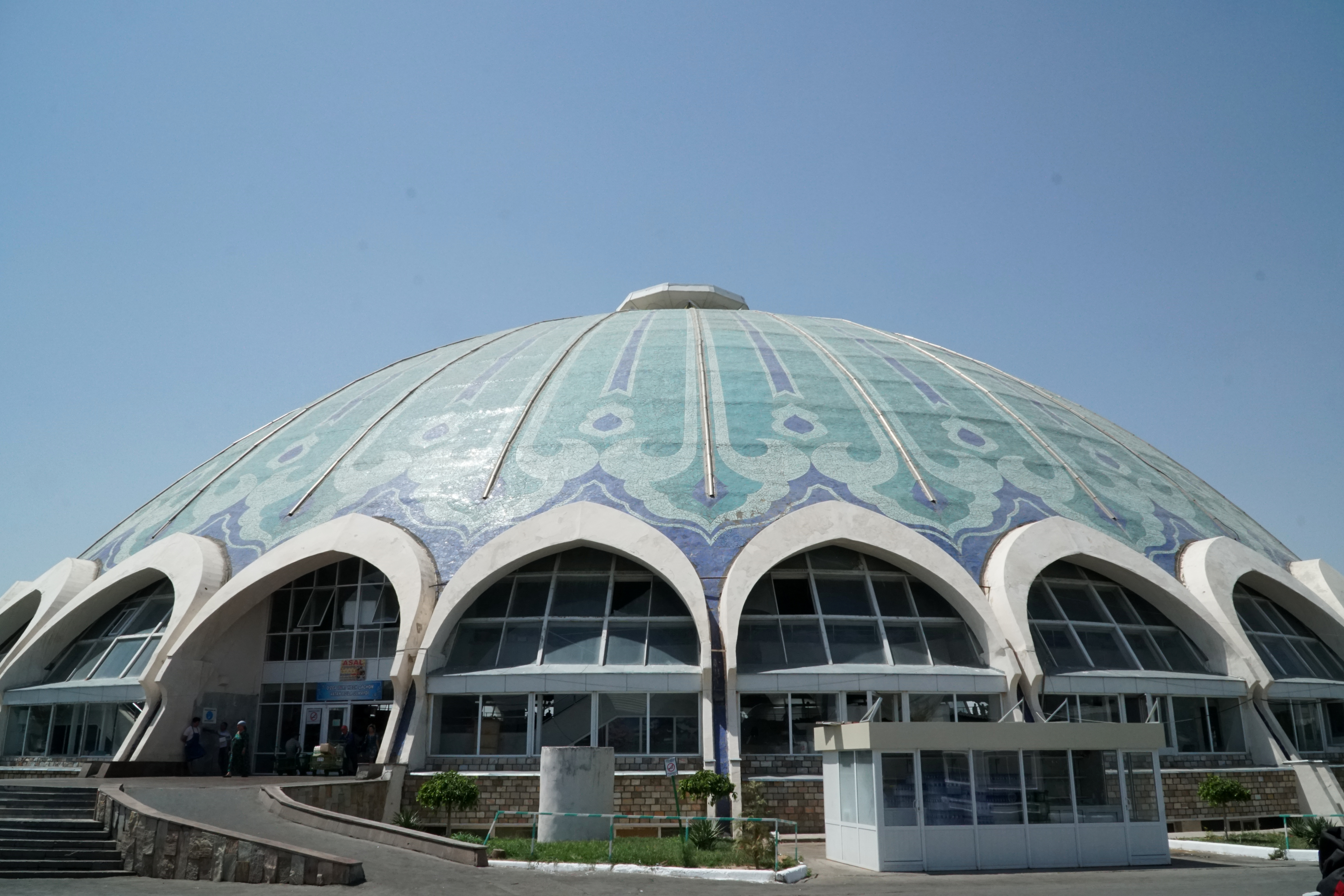
Купол базара «Чорсу»

- Ансамбль Хазрати Имам
- Ансамбль Шейхантаур
- Мавзолей Зангиата
- Мавзолей Калдыргач-бия
- Мавзолей Каффаля Шаши
- Мавзолей Халфо Бобо
- Мавзолей Чаки Боя
- Мавзолей Чапан-Ота[148]
- Мавзолей Шейха Зайнудина
- Мавзолей Шейха Ховенди ат-Тахура
- Мавзолей Юнус-хана
- Медресе Абдулкасим Шейха
- Медресе Баракхана
- Медресе Кукельдаш

### Современные
- Мечеть Исламабад
- Мечеть Минор
- Соборная Мечеть Хазрати Имам
- Мечеть Ходжа Ахрар Вали
- Центр исламской цивилизации

### Мемориальные комплексы
- Братские могилы
- Мужество
- Парк Победы
- Площадь Памяти и почестей (Бывший мемориальный комплекс Могила Неизвестного солдата)
- Шахидлар хотираси

#### Парки
- Парк «Новый Узбекистан»
- Tashkent City Park
- Парк «Ашхабад»

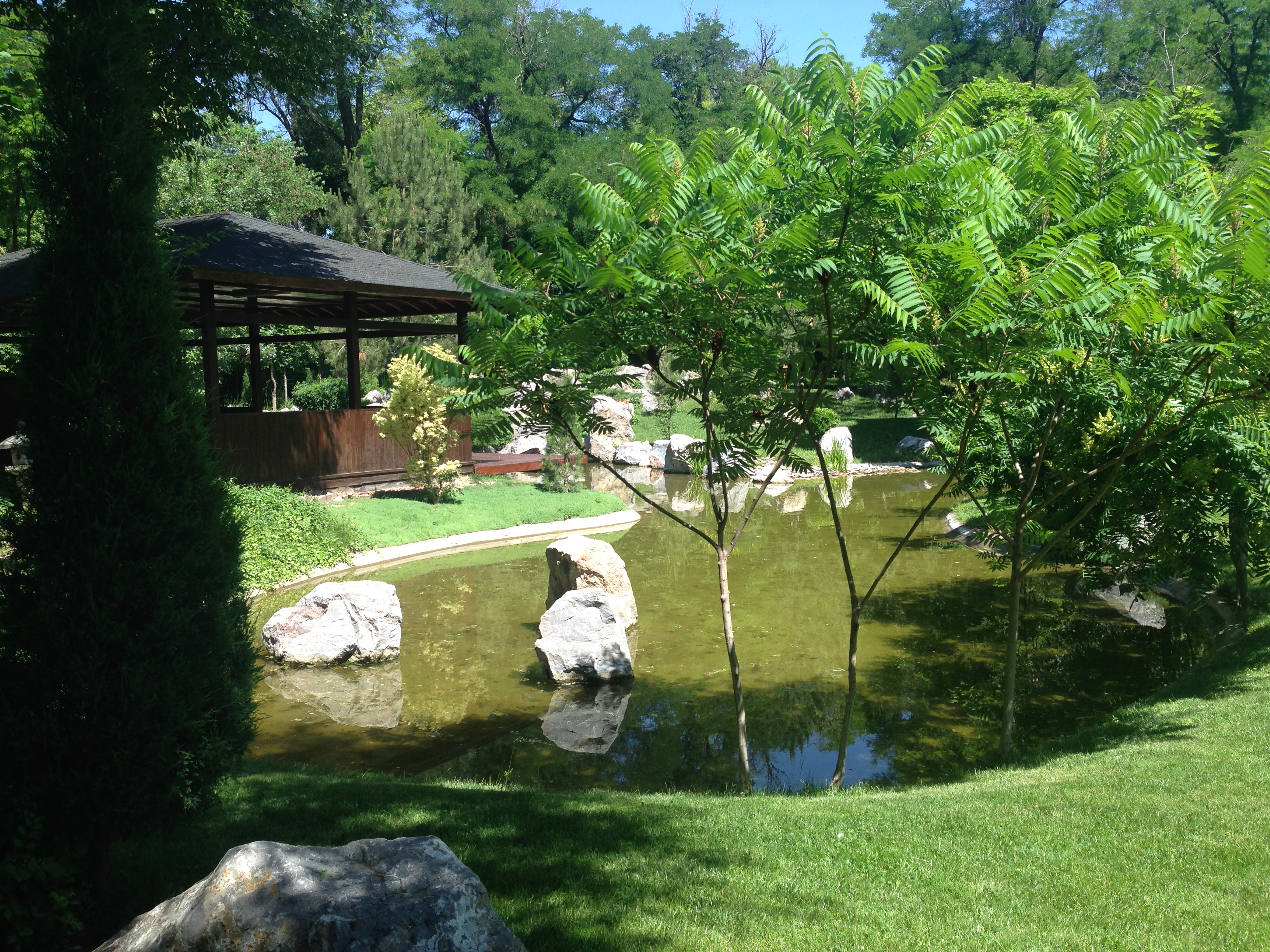
Японский сад

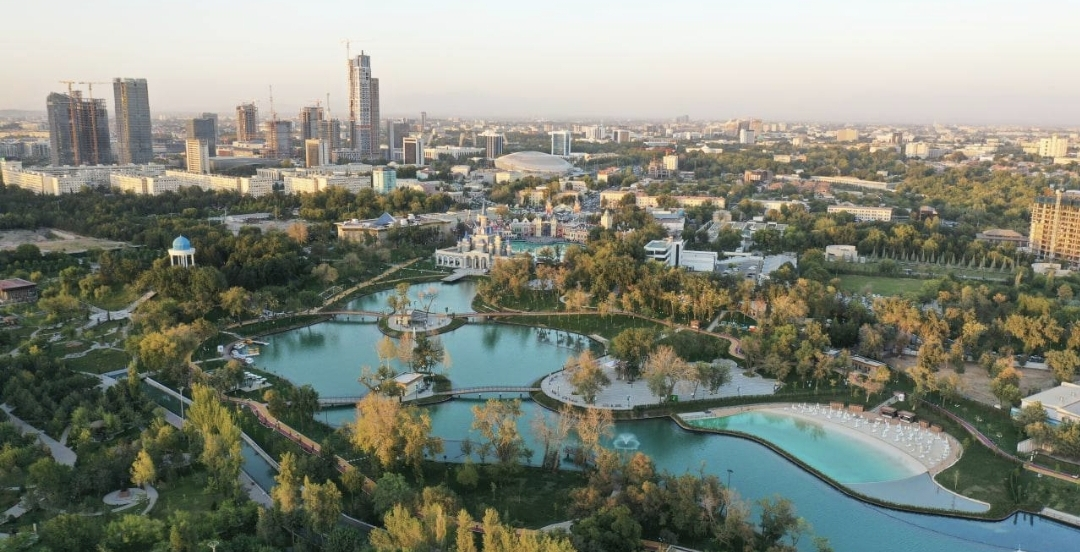
Национальный парк Узбекистана имени Алишера Навои — один из крупнейших парков культуры и отдыха в Ташкенте

- Национальный парк Узбекистана имени Алишера Навои
- Magic City
- Парк Навруз
- Парк Анхор Локомотив
- Парк развлечений «Ташкентлэнд»
- Аквапарк
- Центральный экопарк имени Захириддина Мухаммада Бабура
- Центральный парк им. Мирзо Улугбека
- Ташкентский ботанический сад
- Ташкентский зоопарк
- Парк имени Гафура Гуляма
- Парк имени Якуба Коласа
- Парк керамики
- Парк «Мехржон»
- Парк культуры и отдыха «Гульшан»
- Парк культуры и отдыха имени Фурката. На его части также расположен аквапарк «Лимпопо».
- Парк дружбы. На его части также расположен «Сеульский парк»[149].
- Парк культуры и отдыха имени Абдуллы Кадыри
- Парк культуры и отдыха «Богишамол»
- Парк культуры и отдыха имени Усмана Насыра
- Парк культуры и отдыха «Янги Сергели»
- Парк «Боевой славы»
- Парк культуры и отдыха «Оймомо»
- Парк у площади Мустакиллик (В годы СССР назывался парком имени Гагарина)
- Японский сад
- Парк «Локомотив» (Парк аттракционов)

## Средства массовой информации
Вещание радио в Ташкенте, как и во всём Узбекистане, началось во второй половине 1950-х годов, телевидения — во второй половине 1960-х годов.

### Телеканалы
Впервые в истории телевидения передача по радио на расстояние изображения движущихся предметов с помощью только электронной схемы развертки изображения (без применения электро-механической развертки) была осуществлена 26 июля 1928 года в Ташкенте изобретателями Б. П. Грабовским и И. Ф. Белянским.
Большинство телеканалов государственные, они находятся в ведении Национальной телерадиокомпании Узбекистана. Вещание ведётся, в основном, на узбекском языке; некоторые телеканалы выпускают программы и на иностранных языках: преимущественно на русском, в меньшей степени — на английском.
Вещание полностью в цифровом формате, аналоговое эфирное телевещание в Ташкенте прекращено 15 июля 2018 года.

### Радиостанции
Зелёным отмечены государственные радиоканалы. Остальные — частные коммерческие радиостанции.
| Частота (МГц) | Название                                | Язык вещания                    | Мощность передатчика |
| ------------- | --------------------------------------- | ------------------------------- | -------------------- |
| 87,9          | O’zbekiston 24                          | узбекский                       | 1 кВт                |
| 88,4          | Navro’z                                 | узбекский                       | 1 кВт                |
| 90,8          | Yoshlar Ovozi («Голос молодёжи»)        | узбекский и русский             | 1 кВт                |
| 100,5         | Oriat FM                                | русский                         | 1 кВт                |
| 101,0         | O’zbegim Taronasi («Узбекская мелодия») | узбекский и русский             | 1 кВт                |
| 101,5         | Радио Гранд                             | узбекский и русский             | 1 кВт                |
| 102,0         | Авторадио Hamroh                        | русский                         | 2,5 кВт              |
| 102,7         | Vodiy Sadosi («Эхо Долины»)             | узбекский и русский             | 700 Вт               |
| 103,1         | O’zbekiston                             | узбекский                       | 1 кВт                |
| 103,5         | Poytaxt FM («Столица»)                  | узбекский                       | 1 кВт                |
| 104,0         | Yoshlar («Молодёжь»)                    | узбекский                       | 4 кВт                |
| 104,4         | Nostalgi FM                             | узбекский, русский и английский | 200 Вт               |
| 105,4         | Maxima                                  | узбекский и русский             | 600 Вт               |
| 106,5         | Oriat Dono                              | узбекский                       | 4 кВт                |
| 107,2         | Радио «Пойтахт» («Столица»)             | русский                         | 1 кВт                |
| 107,8         | Mahalla                                 | узбекский                       | 5 кВт                |

27 декабря 2022 года в тестовом режиме запущено цифровое радиовещание в стандарте DAB+ на частоте 199,360 МГц. Передатчик, транслирующий 16 радиоканалов, установлен на Ташкентской телебашне.

## Ташкент в популярной культуре
- Михаил Салтыков-Щедрин в 1869 году опубликовал «Господа ташкентцы: Картины нравов», как он сам охарактеризовал «исследования состоящего из двух частей: „Ташкентом приготовительного класса“ и „Ташкентцы в действии“»[154]. «Ташкентцами» в то время иронически называли царских бюрократов и предпринимателей, строивших железную дорогу до Ташкента[155]. Удалённость от контролирующего центра и азиатская простота нравов способствовали самому беззастенчивому казнокрадству и разного рода злоупотреблениям среди «ташкентцев» — сатирического образа русского колониального чиновника[154]: Во всех странах железные дороги для передвижения служат, а у нас сверх того и для воровстваСалтыков-Щедрин Михаил Евграфович, Господа ташкентцы: Картины нравов. 1869 Писатель расширил рамки этого образа, подразумевая под «ташкентцами» весьма широкий круг людей, состоящий из гонителей просвещения, ограниченных ретроградов, склонных к насаждению «азиатчины» в политике и общественной жизни, о сторонниках «азиатских» форм правления, о тех, кто настроен враждебно по отношению к европейской политической традиции, духу гражданского общества[155].
- Поэтесса Серебряного века Анна Ахматова посвятила Ташкенту стихотворения «Ташкент зацветает» (1944)[156], «Из цикла „Ташкентские страницы“» (1959)[157] и др.
- Песня «Сияй, Ташкент, звезда Востока» написана в 1977 году композитором Давидом Тухмановым на слова Льва Ошанина и Рамза Бабаджана. Исполняли певец Мансур Ташматов, а также ВИА «Ялла».
- Сухбат Афлатуни написал «Ташкентский роман», ставший лауреатом «Русской премии» 2005 года[158][159].

## Города-побратимы
Ташкент — член Всемирной федерации породнённых городов с 1961 года.
- Сиэтл (1973)[160]
- Кортрейк (1989)[160]
- Шанхай (1994)[160]
- Берлин (1996)[160]
- Днепр (1998)[источник не указан 495 дней][160][нет в источнике]
- Анкара (2004)[источник не указан 495 дней]
- Ашхабад (2017)[источник не указан 495 дней]
- Минск (2024)[161]

## Дипломатические миссии в Ташкенте

### Посольства
- Посольство Азербайджанской Республики, ул. Шарк Тонги, 25
- Посольство Алжира, ул. Осиё (бывш. Муртазаева), 6
- Посольство Афганистана, ул. Осиё (бывш. Муртазаева), 6
- Посольство Соединённого королевства Великобритании и Северной Ирландии, ул. Я.Гулямова, 67
- Посольство Бангладеш, ул. Х.Сулейманова, 56-58
- Посольство Республики Беларусь, ул. Гулямова, 75
- Посольство Болгарии, ул. Ракатбаши, 52
- Нунциатура Ватикана, ул. Мусаханова, 80/1
- Посольство Венгрии, ул. Кары Ниязова, 16а
- Посольство Вьетнама, ул. Ш.Рашидова, 100
- Посольство Германии, пр. Шарафа Рашидова, 15
- Посольство Грузии, ул. А. Мухитдинова, 6
- Посольство Египта, ул. Чиланзарская, 53а
- Посольство Израиля, ул. Каххара, 3
- Посольство Индии, ул. Кора-Булак, 15/16
- Посольство Индонезии, ул. Гулямова, 73
- Посольство Иордании, ул. Фархадская, 9
- Посольство Ирана, ул. Паркентская, 20
- Посольство Италии, ул. Юсуф Хос Хожиб, 40
- Посольство Казахстана, ул. Чехова, 23
- Посольство КНР, ул. Гулямова, 79
- Посольство Кувейта, ул. Батумская, коттедж 2
- Посольство Кыргызстана, ул. Саматовой, 30
- Посольство Латвии, ул. Кары Ниязова, 16а
- Посольство Малайзии, ул. М.Якубовой, 30
- Посольство Молдовы, 1-й проезд Махатма Ганди, 39
- Посольство Объединённых Арабских Эмиратов, ул. Насаф, 38
- Посольство Омана, ул. Ракатбоши, 6
- Посольство Пакистана, ул. Кичик Халка Йули, 15
- Посольство Государства Палестины, ул. Имам Ат-Тирмизи, 50
- Посольство Польши, ул. Фирдауси, 66
- Посольство России, ул. Нукусская, 83
- Посольство Румынии, ул. Режаметова, 44а
- Консульство Саудовской Аравии, ул. Бабура, 3а
- Посольство Словакии, ул. Яккасарайская, 18
- Посольство США, ул. Майкурган, 3
- Посольство Таджикистана, пр-д 6 Каххара, 61
- Посольство Туркменистана, ул. Афросиаб, 19
- Посольство Турции, ул. Я.Гулямова, 87
- Посольство Украины, ул. Я.Гулямова, 68
- Посольство Франции, ул. Ахунбабаева, 25
- Посольство Чехии, ул. Навнихол, 6
- Посольство Швейцарии, ул. Шота Руставели, т.1, д.4
- Посольство Южной Кореи, ул. Афросиаб, 7
- Посольство Японии ул. Садика Азимова, 1/28

### Консульства
- Почётное Консульство Бельгии, ул. Каримова, 10
- Почётное Консульство Греции, пр. Мустакиллик (бывш. ул. Пушкина), 88
- Почётное Консульство Испании, ул. Кичик Беш-егоч, 25
- Почётное Консульство Канады, М-В Ц-5, 64/21
- Почётное Консульство Нидерландов, пл. Хамида Олимджана, Бизнес Комплекс
- Почётное Консульство Перу, ул. Осиё, 6
- Почётное Консульство Словении, ул. Нукусская, 16/7
- Почётное Консульство Таиланда, ул. Шарафа Рашидова, 20
- Почётное Консульство Швеции, ул. Вахидова, 63
- Почётное Консульство ЮАР, ул. Асака, 30а
- Консульство Кипра, ул. Ракатбоши, 15/2-1